# Primitifs italiens
L'expression primitifs italiens désigne seulement les peintres sur la période du XIIIe au XVe siècle. Les peintres pratiquent aussi le dessin, par nécessité, voire la gravure, mais ils ont souvent d'autres activités artistiques, plus ou moins importantes. Sienne et Florence aux XIIIe et XIVe siècles ont favorisé un grand nombre de ces créations, mais le reste de la péninsule ne doit pas être oublié. Ce sont aussi les peintres de la Pré-Renaissance italienne (XIIIe et XIVe siècles), période qui est gothique jusqu'aux années 1400, puis le siècle suivant entre dans le Gothique international jusque vers 1450. Le XVe siècle est aussi celui de la Première Renaissance avec une première génération, celle de Filippo Brunelleschi, dans son œuvre peinte et de Masaccio par exemple, dans les années 1420-1430, puis les générations suivantes jusqu'à Botticcelli et tant d'autres. À la fin du XVe siècle, de nombreuses peintures ne relèvent pas des Primitifs italiens : des peintres tels que Léonard de Vinci, Andrea Mantegna, Giovanni Bellini sont étudiés comme des figures majeures de la Haute Renaissance. Mais certaines peintures, quels qu’en soient les auteurs, proches de la fin du siècle, relèvent encore des Primitifs italiens. Et, phénomène spécifique à cette période, le gothique international et la Première Renaissance se côtoient sur la première moitié du XVe siècle en Italie. Ce moment de l'art en vint à se penser comme « la renaissance, dans le rêve d'une continuité avec la Rome impériale, de tous les arts tant sacrés que profanes ».
Tous introduisent plusieurs nouveautés : l'humanisation des personnages, plus expressifs, l'imitation des formes, étudiées de manière plus naturaliste et l’espace construit, suivant la perspective linéaire. Cette période passe, ainsi, de formes dérivées du style italo-byzantin à des styles pré-Renaissance et de la Première Renaissance. On y rencontre des éléments provenant de l'étude de l'architecture gothique et de son décor, ainsi que de l'architecture romaine antique et de son décor, y compris la sculpture romaine qui, elle même, a largement emprunté à la sculpture grecque classique et hellénistique.
Si cet art invente de nouveaux modes de représentation, il se développe majoritairement en tant qu'art au service de l'Église. Cela dit, les principaux centres économiques de la péninsule (Milan, Venise, Florence, Rome, Naples) rayonnent alors sur de petits États, mais leurs élites - qui constituent les premières collections d'art, antique et moderne - s'affirment et rivalisent aux moyen de commande artistiques prestigieuses et font appel aux artistes les plus renommés. Des écoles (de peinture) se distinguent, attachées à telle ou telle région comme l'Ombrie ou les Marches, ou bien à telle ville comme les écoles de Ferrare, de Bologne ou de Rimini. Interférant avec cette diversité d'expériences locales, les déplacements des artistes eux-mêmes, de leurs commanditaires et des humanistes, viennent faire connaître hors de leur région des procédés, une sensibilité nouvelle, des concepts nouveaux,.
On entre ainsi dans l'esprit de la Renaissance qui anime la Première Renaissance, au XVe siècle, et la Haute Renaissance, au XVIe siècle.

## Histoire et art

Du style gothique italien à celui de la Première Renaissance italienne
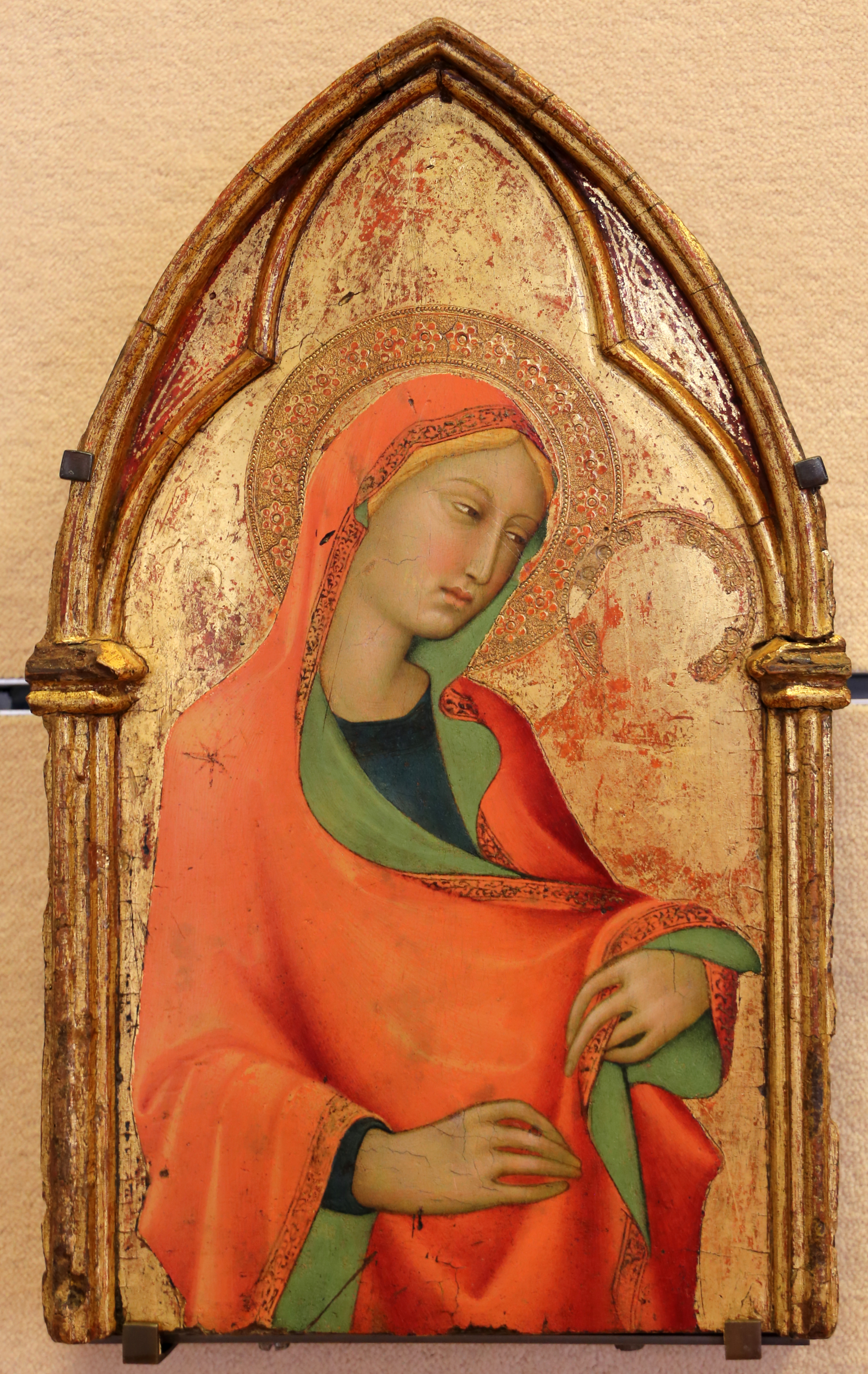
Lippo Memmi, connu de 1317 à 1347. Sainte Madeleine. Tempera à l'œuf et fond d'or sur panneau de bois rectangulaire, sommet en tiers point[note 3], arcade brisée trilobée[7] (manque une partie). Avignon, Musée du Petit Palais
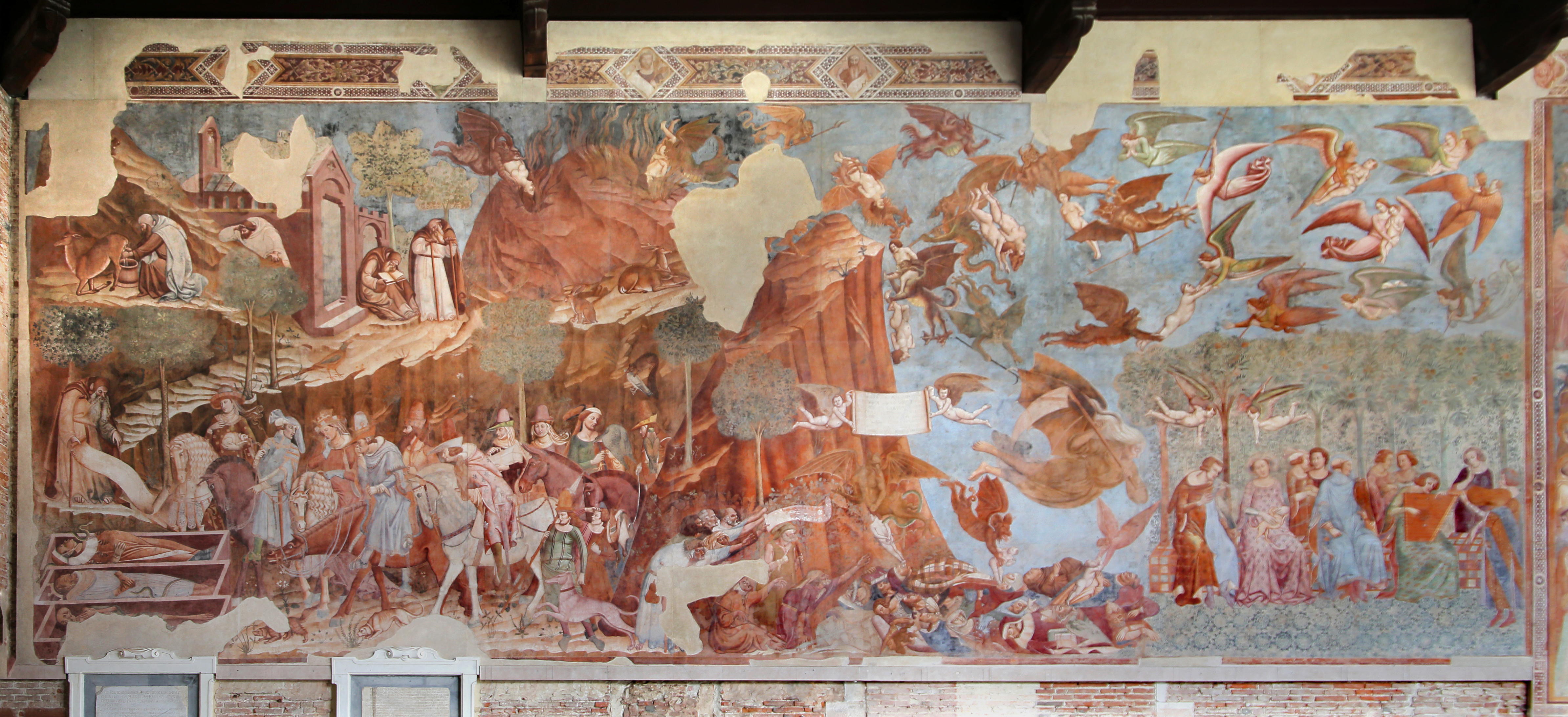
Le Triomphe de la Mort (en 2018, après restauration) Buonamico Buffalmacco. Fresque, L. 15 m. Camposanto. Pise vers 1355
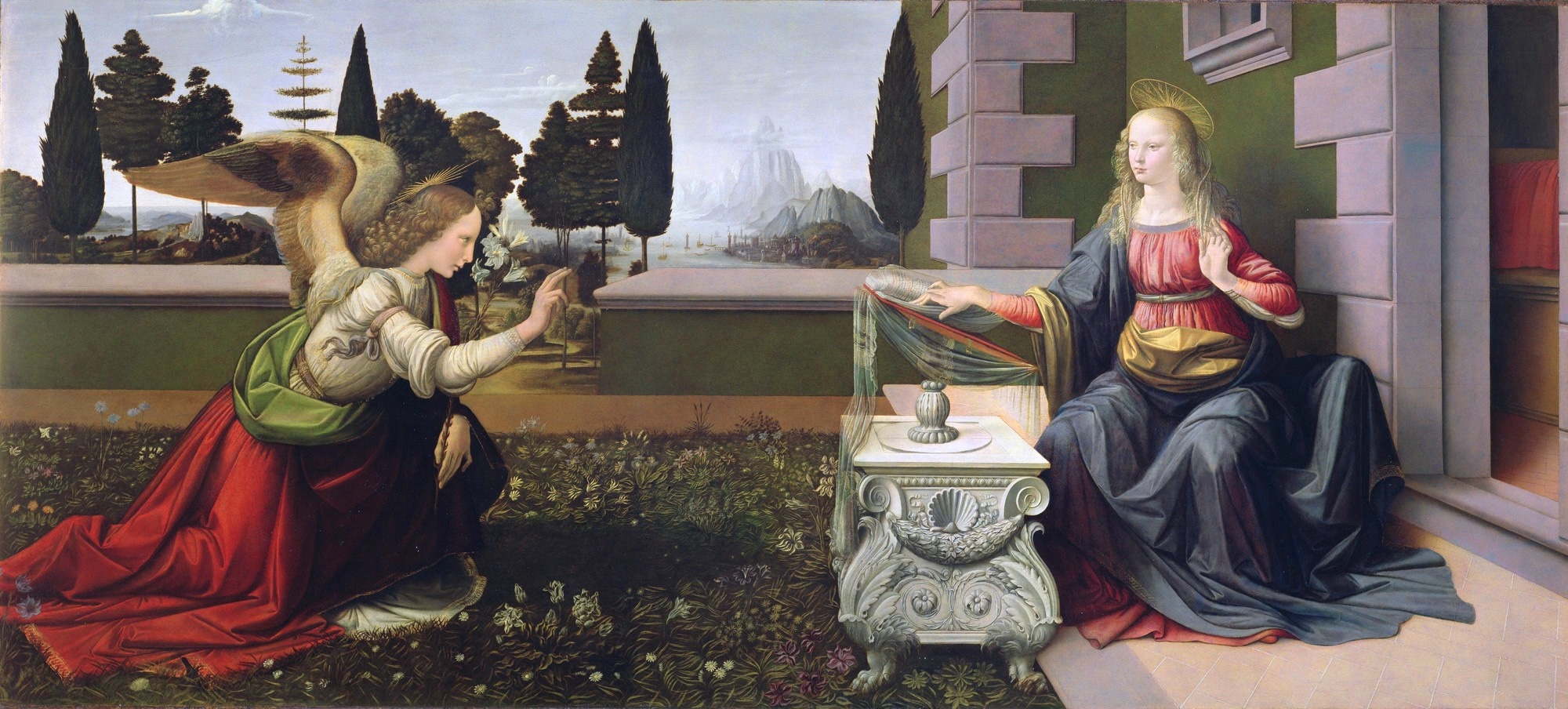
L'Annonciation Atelier de Verrocchio, panneau attribué à Léonard de Vinci jeune. Entre 1472 et 1475. Tempera sur bois, L. 2,17 m. Galeries des Offices
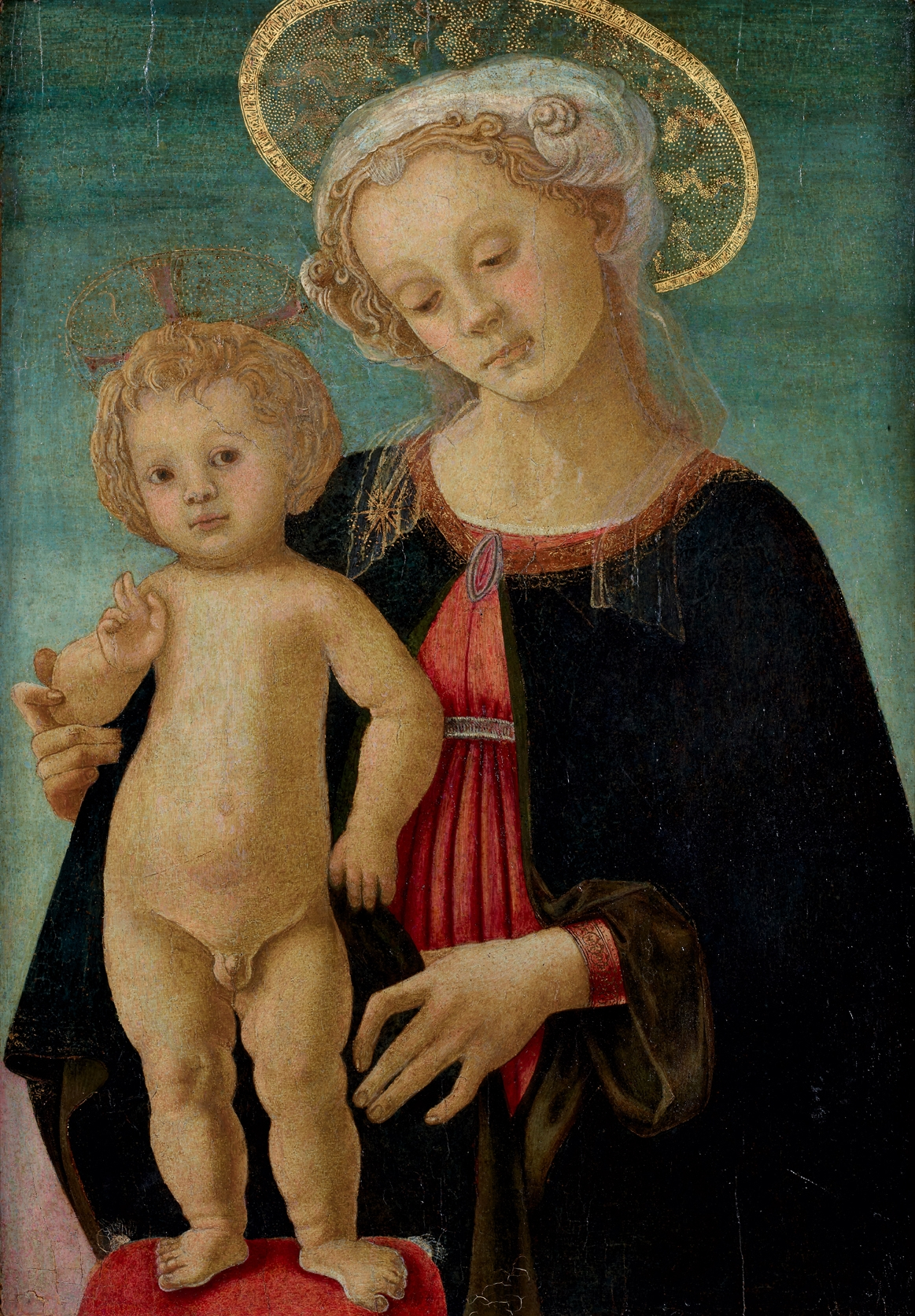
Vierge à l'Enfant, attribué à Sandro Botticelli jeune (1445-1510) ou Andrea Verrocchio (Florence 1435 – Venise, 1488), v. 1470. Tempera sur bois Paris, Musée Jacquemart-André

L’intérêt pour les « primitifs italiens » s’est développé en France à la fin du XVIIIe et au début du XIXe siècle. Cette expression désignait les peintres ayant vécu avant Raphaël, l’artiste alors le plus estimé. Parmi les peintres cet intérêt à produit le Préraphaélisme, dans le Royaume-Uni et les Nazaréens en Allemagne dans la première moitié du XIXe siècle.
Louis Hautecœur, en 1931 évoque dans « Les Primitifs italiens » une période qui couvre les XIIIe et XIVe siècles ainsi que la première moitié du XVe siècle, jusqu’à Piero della Francesca et La Naissance de Vénus de Botticelli. Daniel Arasse, en 1979, donne deux repères datés : la mort de Giotto en 1337 et la première œuvre de Vinci en 1472 . Michel Laclotte et Esther Mœnch, en 2012, reprennent cette liste et y ajoutent Crivelli, disparu en 1494/95 et Carpaccio disparu en 1525/26 mais dont l'œuvre essentielle est achevée en 1501-1503.
L'histoire de l'Italie à cette époque, du XIIIe au XVe siècle, peut être sommairement découpée : le XIIIe siècle, période de prospérité puis effondrement au XIVe siècle - frappée indirectement par la Guerre de Cent Ans et très directement par la peste noire, en 1347-1348, - et enfin, le XVe siècle, où la république de Florence voit la montée en puissance des Médicis, puissance qui repose surtout sur la plus importante banque européenne de l'époque, la leur. La péninsule est, à cette 
époque, constituée d'une mosaïque de territoires ayant leur mode de gouvernement propre.

### Peintures

Ordre chronologique
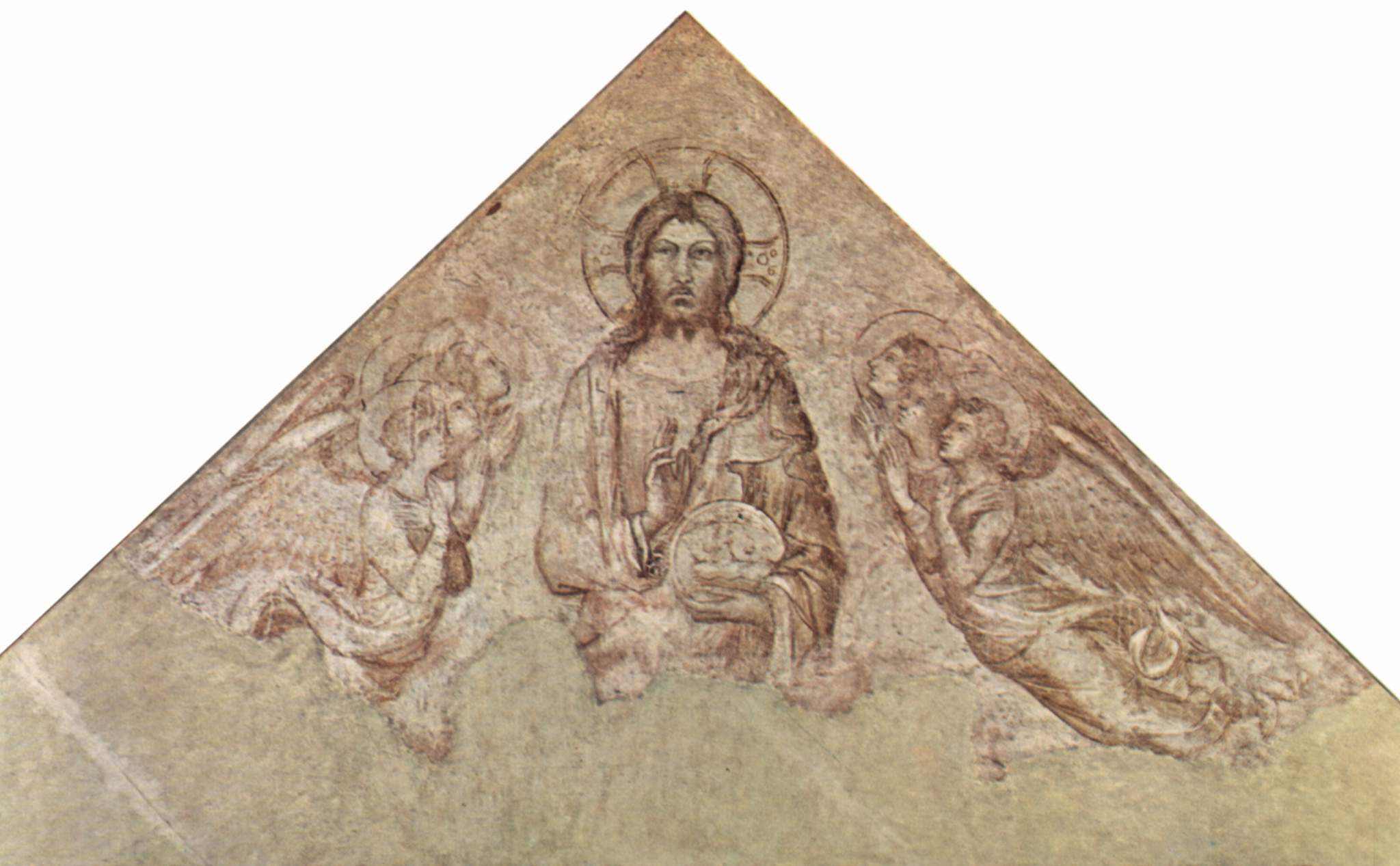
Simone Martini. Christ rédempteur. 1340. Sinopia de tympan, cathédrale Notre-Dame-des-Doms d'Avignon. Palais des Papes d'Avignon
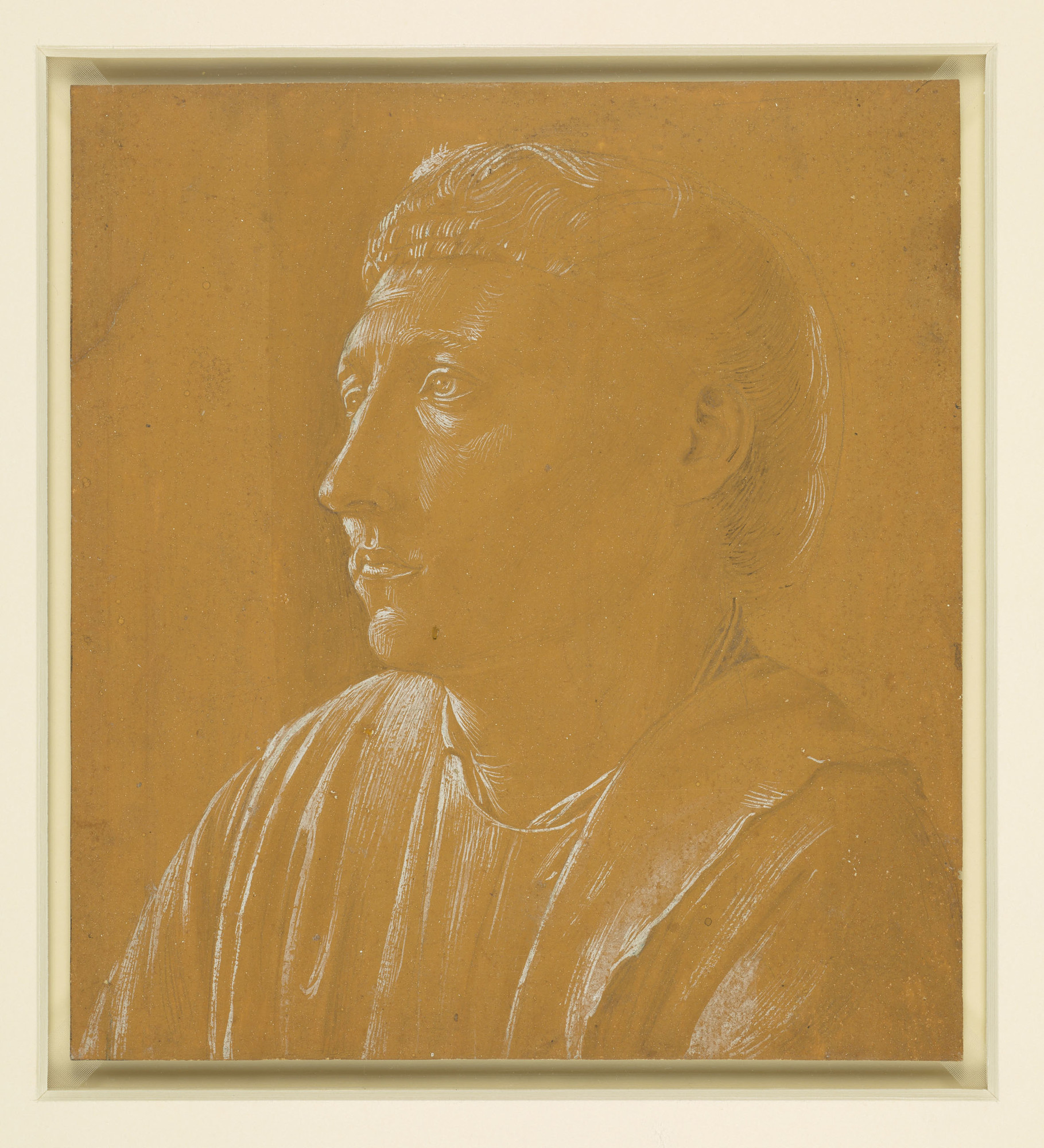
Fra Angelico. Buste d'un clerc, vers 1447-50. Pointe de métal, plume : encre et rehauts de blanc, papier préparé ocre. H. 18 cm. Royal Collection
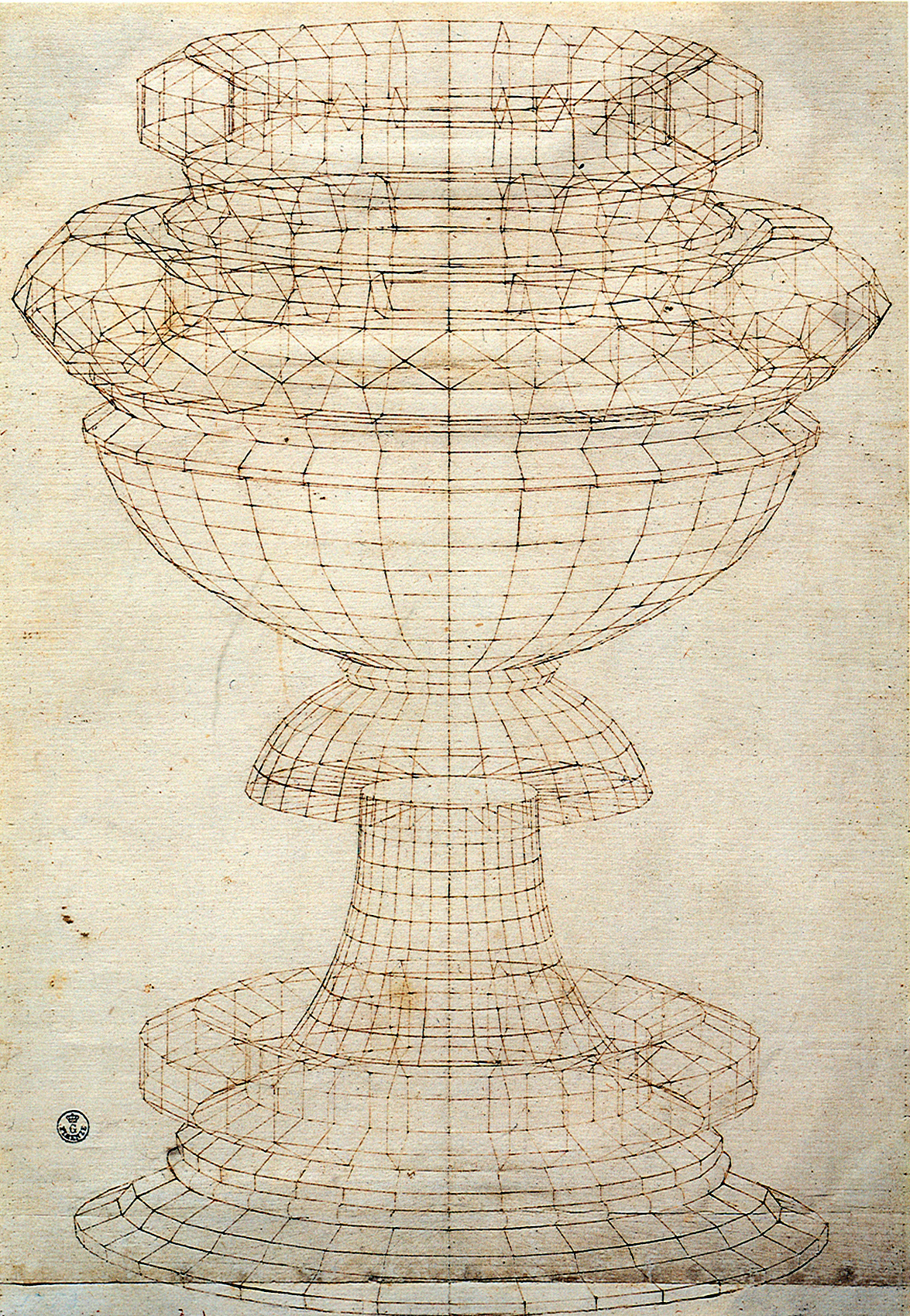
Paolo Uccello. Étude de vase à mazzocchio, en perspective. Galeries des Offices
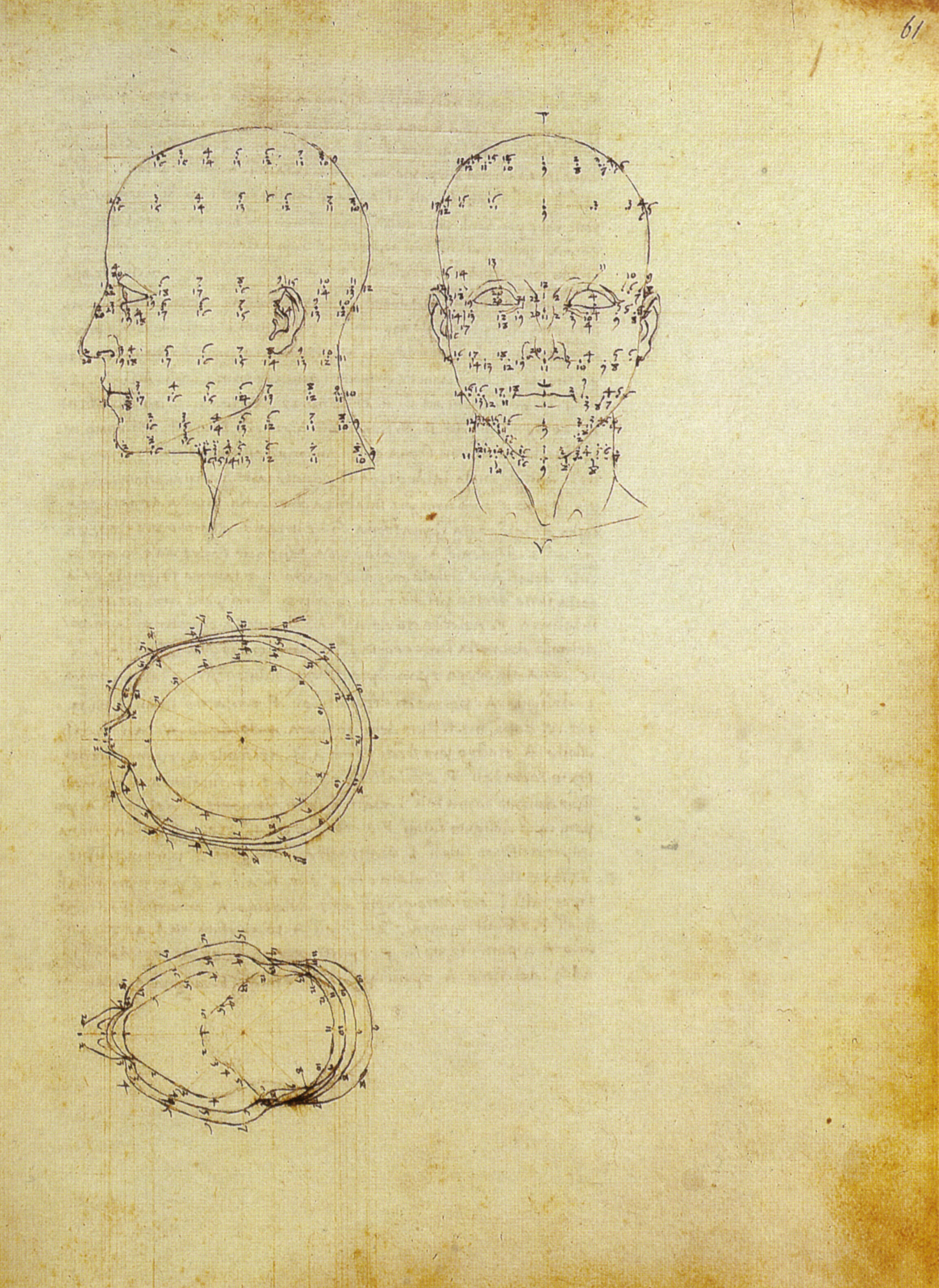
Piero della Francesca, avant 1482. Étude pour le "De prospectiva pingendi". Milan, Bibliothèque Ambrosienne.
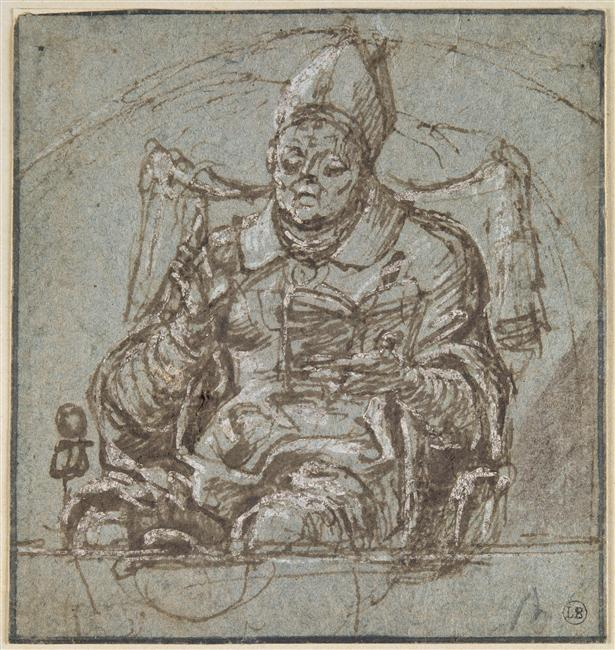
Cosme Tura (1430–1495). Évêque assis, lisant. Lavis brun, rehauts de blanc. H. 9 cm. Musée Bonnat-Helleu
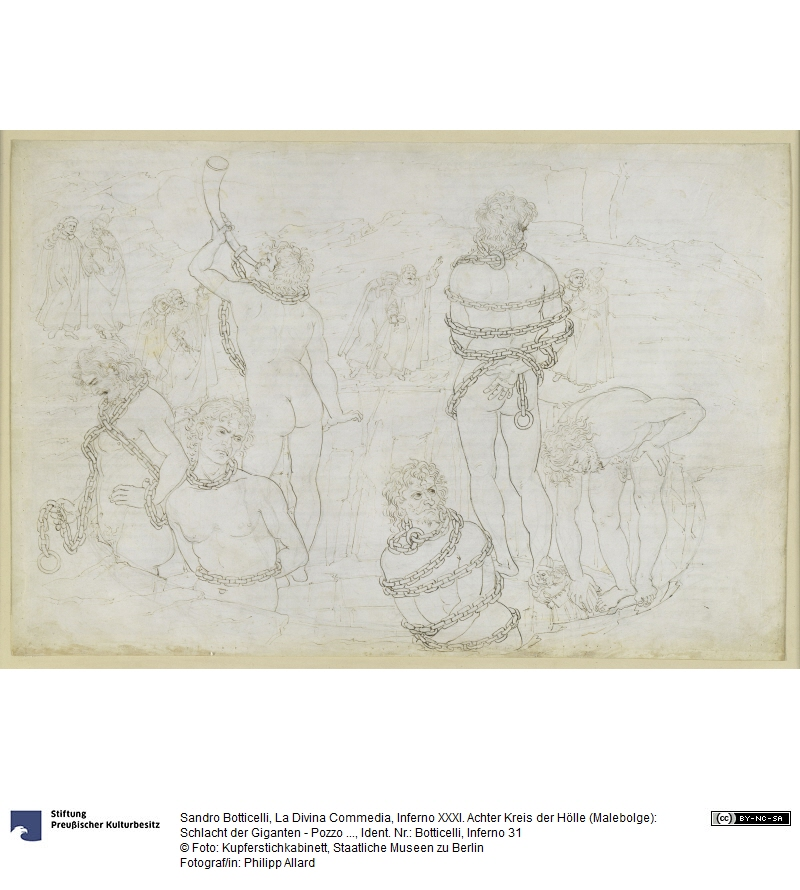
Divine Comédie illustrée par Botticelli : Huitième cercle de l'Enfer. Vers 1485-v. 1495. Pointe d'argent et de plomb (?). Kupferstichkabinett Berlin

- François d'Assise. Cimabue, Fresque, détail
Église inférieure de la basilique Saint-François d'Assise
1278-1280 ?[note 4]
- Baiser de Judas. Giotto. Fresque. 2,00 x 1,85 m.
Chapelle des Scrovegni
1303-1306
- L'Annonciation. Simone Martini et Lippo Memmi. Tempera et or sur bois
2,65 x 3,05 m.
Galerie des Offices
1333
- Giusto de Menabuoi
La plus ancienne représentation de Padoue.
Basilique Saint-Antoine de Padoue. 1382
- Gentile da Fabriano. Polyptique de Valle Romita, Couronnement de la Vierge. Tempera/bois. 2,80 x 2,50 m. Pinacothèque de Brera
1406-1414
- Le Baptême des néophytes
Masaccio
fresque, H. 2,55 m. Chapelle Brancacci
1426-1427
- L’Annonciation (Cortone)
Fra Angelico
Tempera, or, bois. L. 1,80 m.
Cortone, Musée
1433-34
- Le Déluge. Paolo Uccello. Fresque, détail du panneau de 2,15 x 5,10 m.
Basilique Santa Maria Novella
1446-1448
- Rencontre entre Salomon et la Reine de Saba
Piero della Francesca
Fresque. H. 3,36 m
Basilique San Francesco d'Arezzo
1452-1466
- Une muse : Calliope (?). Cosmè Tura, Ferrare. Huile et tempera à l'œuf sur bois. H. 1,16 m. National Gallery
1460
- La Vierge à l'Enfant. École de Ferrare. H. 58 cm. Edinburgh, National Gallery
Vers 1480
- La naissance de Vénus. Sandro Botticelli. Tempera sur toile 1,73 x 2,79 m.
 Galerie des Offices
Vers 1485

Avec la Renaissance florentine dans les arts figuratifs, toute l'Italie des cités est parcourue d'une intense activité intellectuelle, qui manifeste l'humanisme de la Renaissance. Cette activité intellectuelle redouble avec l'arrivée des textes antiques depuis l'Empire Byzantin, à la suite du Concile de Florence (1438/39) et de la chute de Constantinople en 1453. De très nombreuses commandes architecturales et artistiques, dont la sculpture de la Renaissance, témoignent d'un esprit d'émulation et de rivalités aussi. La peinture se développe dans ce cadre.

## Dessins, et peinture ou gravure
La pratique du dessin, du moment où il a pu être conservé, nous renseigne sur le travail préparatoire à la peinture mais aussi comme moyen d'exploration du visible : où la nature est étudiée, à moins qu'il ne s'agisse d'études de conceptions géométriques, ou de réflexions graphiques détachées de tout projet de peinture. Leon Battista Alberti, dans son De pictura (1435), envisage le dessin pour poser les bases d'une construction architecturale. Ce qui peut donner lieu, ensuite, à sa mise en perspective. Peu de ces dessins ont survécu, et pour des raisons très diverses. L'esquisse vient du mot schizzo qui apparaît en Italie au XVe siècle dans les contrats entre artiste et commanditaire : c'est un dessin préparatoire qui donne un aperçu du projet. De telles esquisses sont mentionnées à partir du XIIIe siècle dans des contrats, au nord et au sud des Alpes.

Ordre chronologique
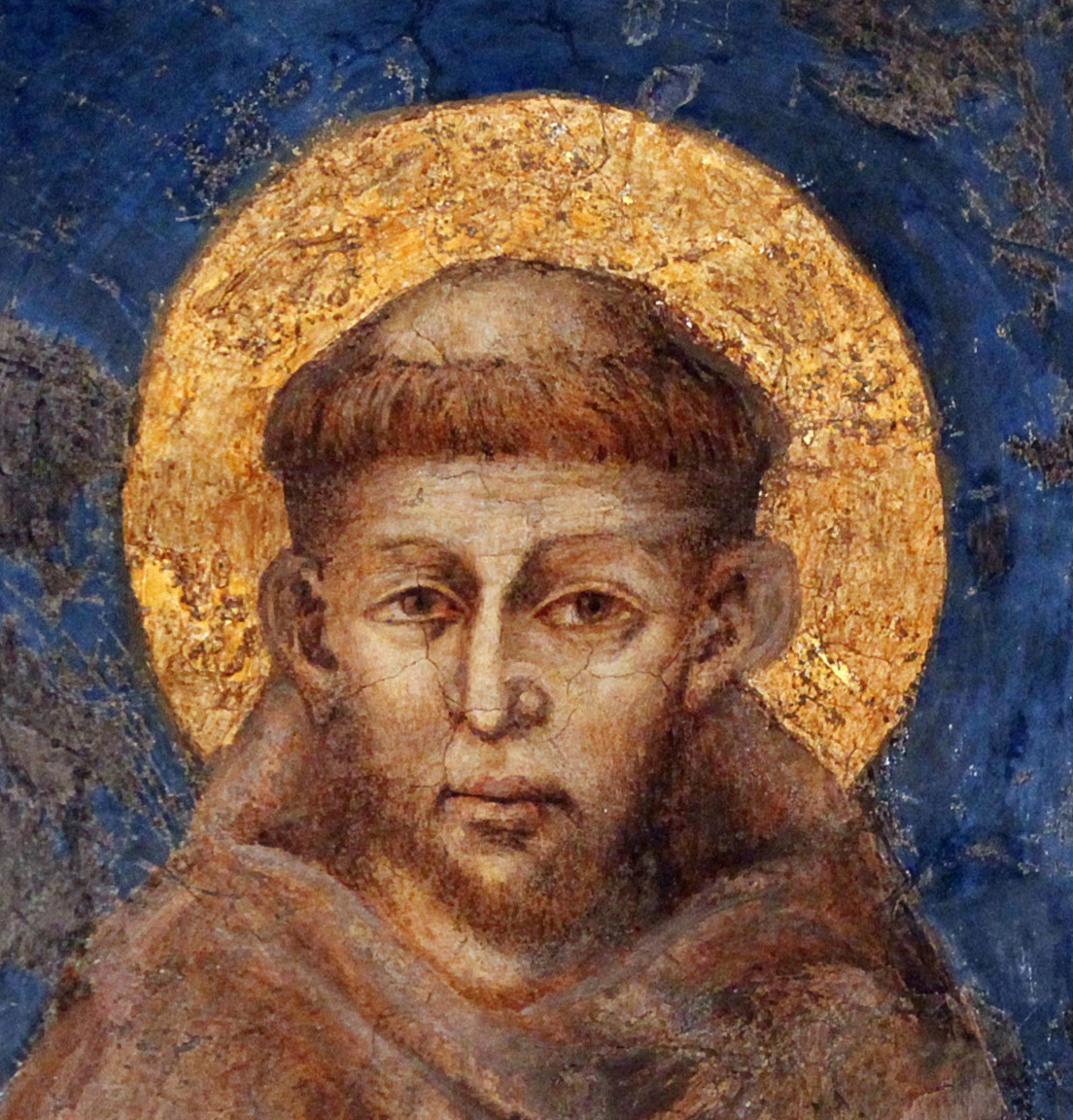
François d'Assise. Cimabue, Fresque, détail Église inférieure de la basilique Saint-François d'Assise 1278-1280 ?
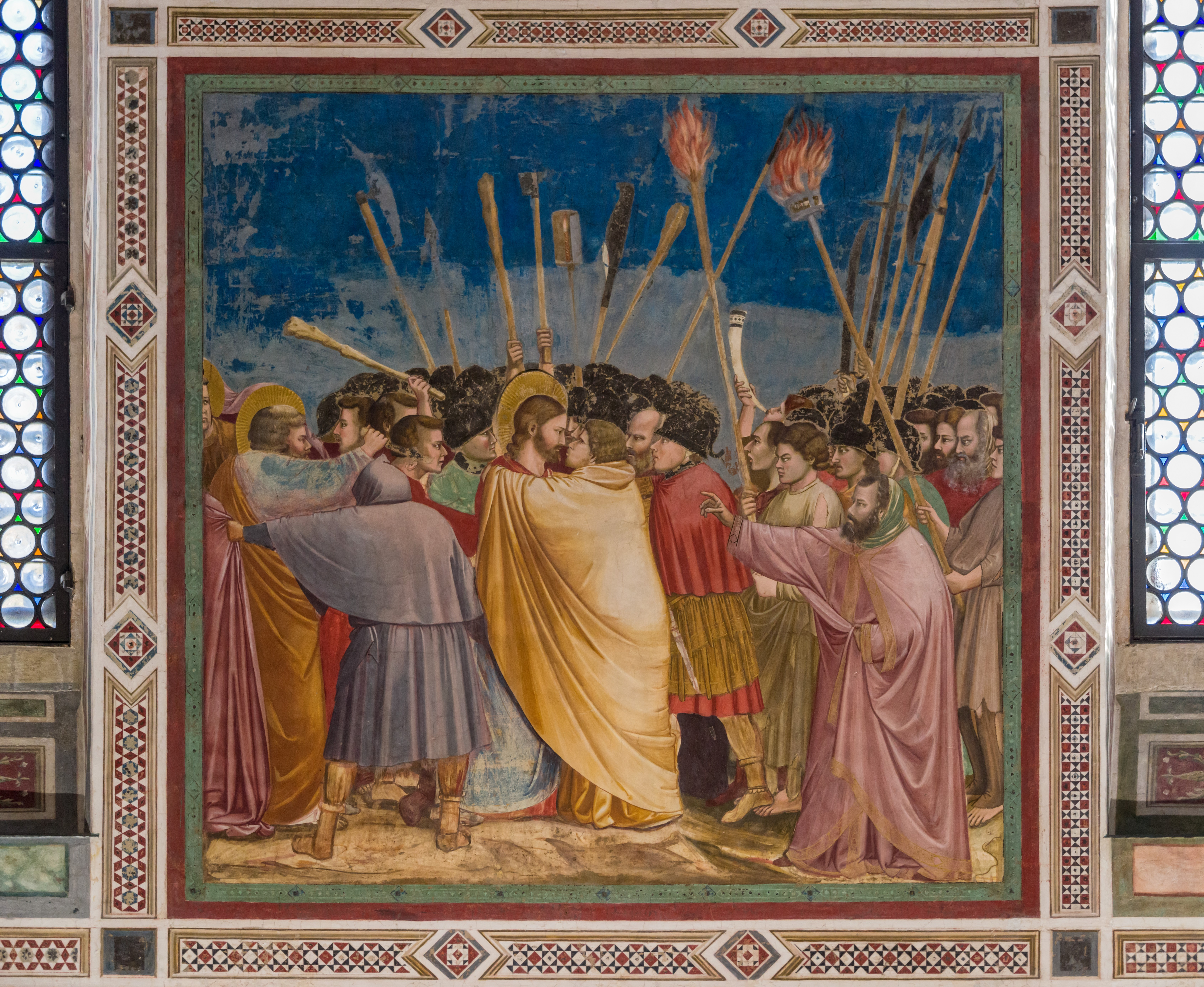
Baiser de Judas. Giotto. Fresque. 2,00 x 1,85 m. Chapelle des Scrovegni 1303-1306
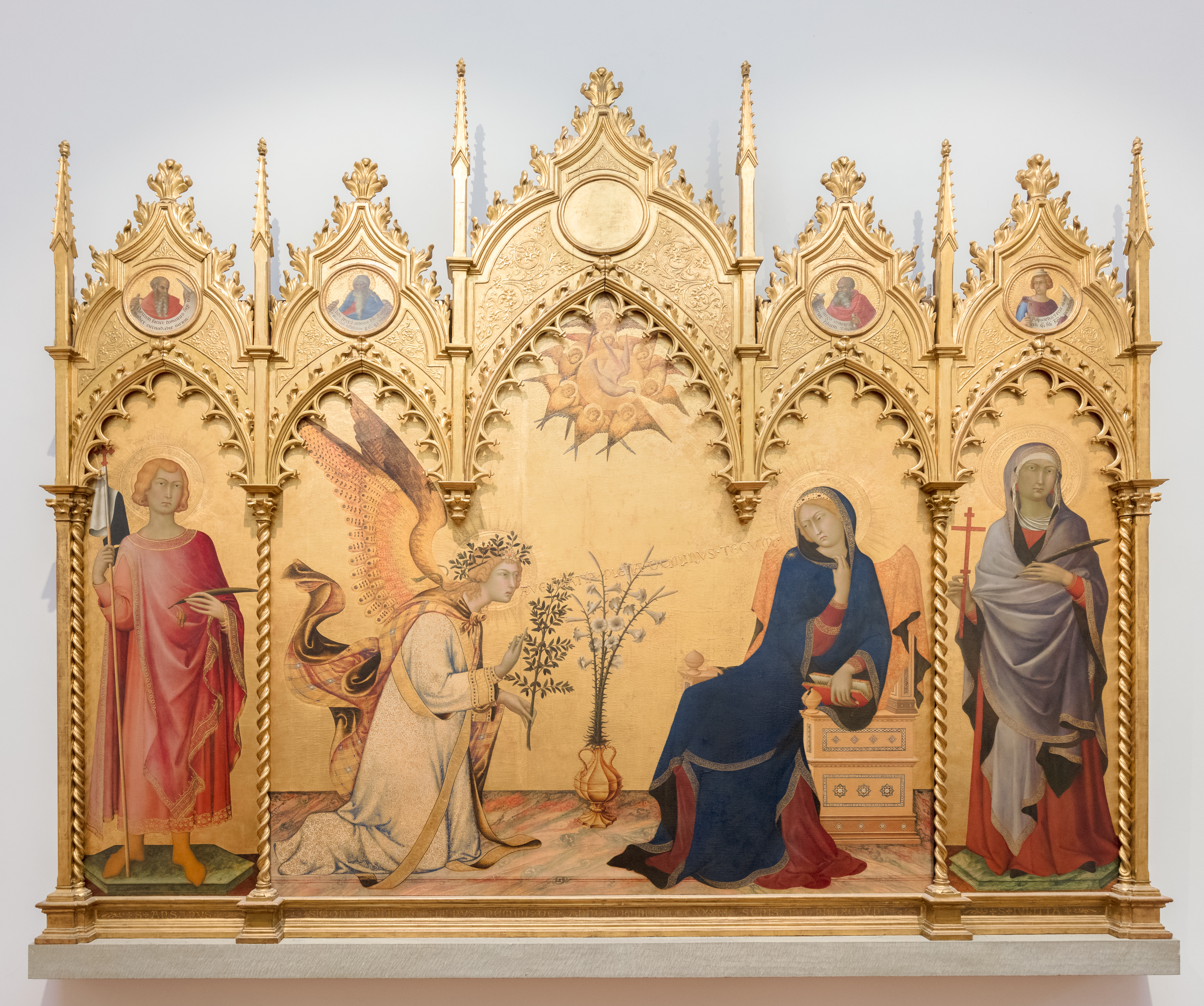
L'Annonciation. Simone Martini et Lippo Memmi. Tempera et or sur bois 2,65 x 3,05 m. Galerie des Offices 1333
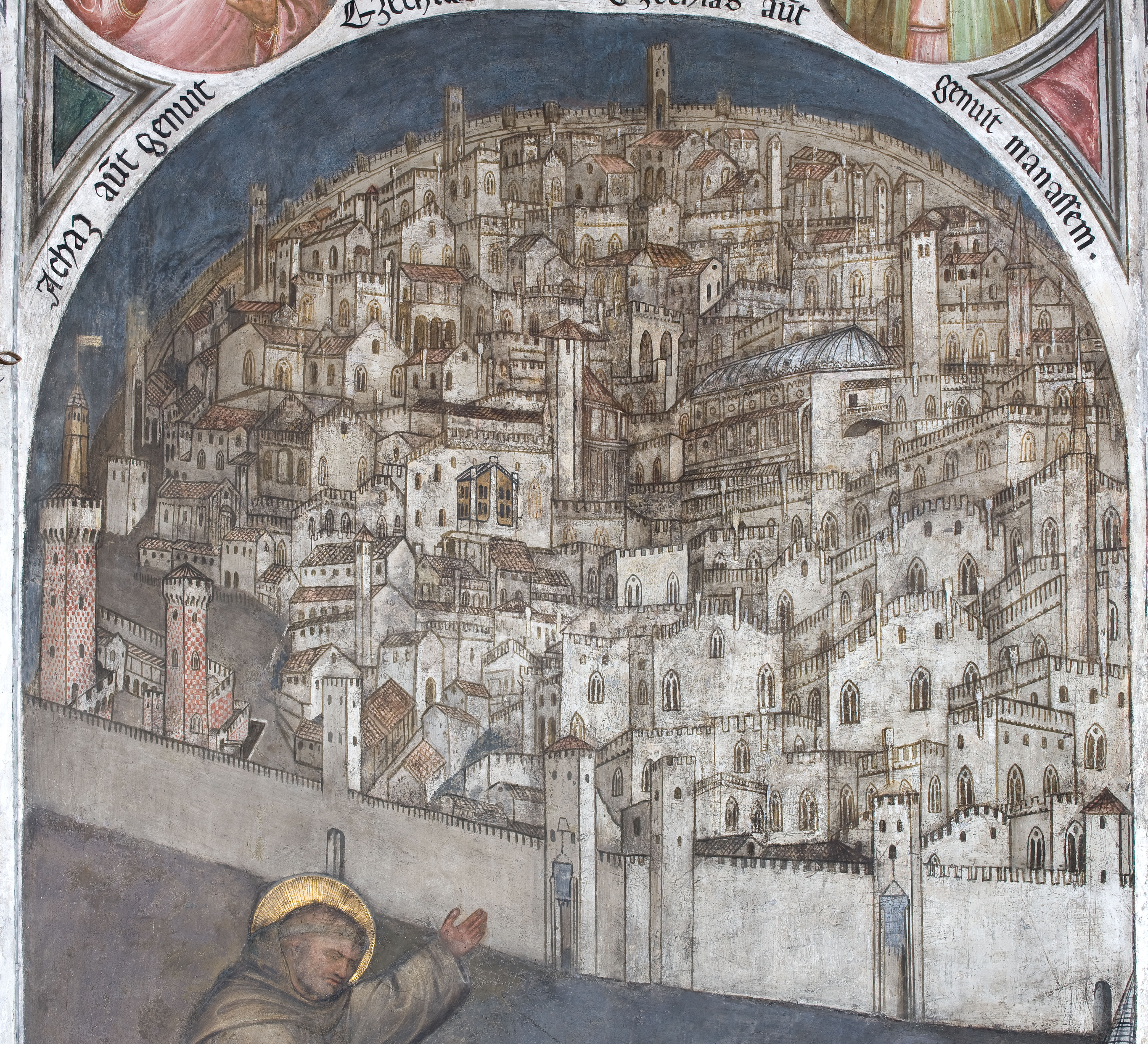
Giusto de Menabuoi La plus ancienne représentation de Padoue. Basilique Saint-Antoine de Padoue. 1382
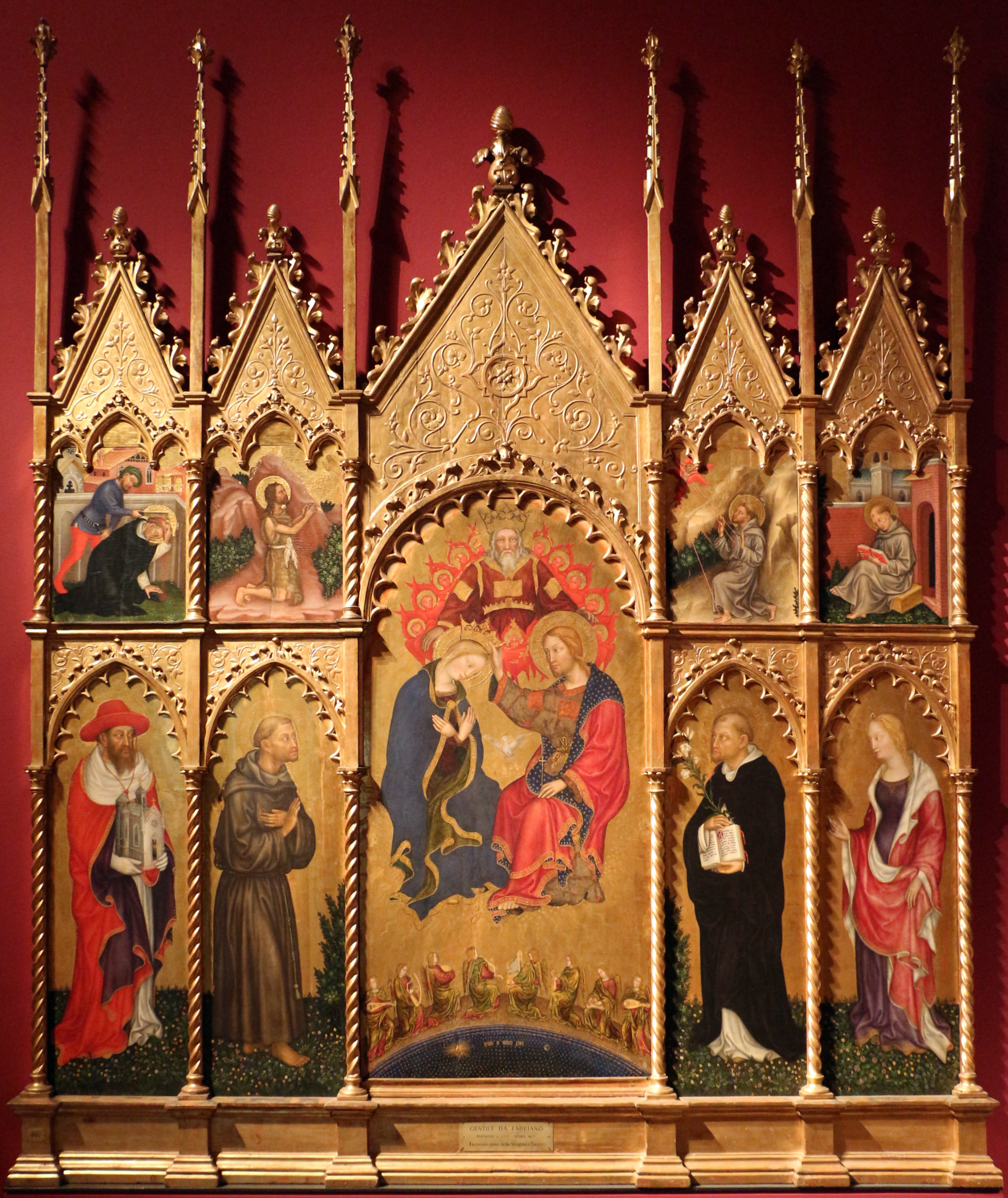
Gentile da Fabriano. Polyptique de Valle Romita, Couronnement de la Vierge. Tempera/bois. 2,80 x 2,50 m. Pinacothèque de Brera 1406-1414
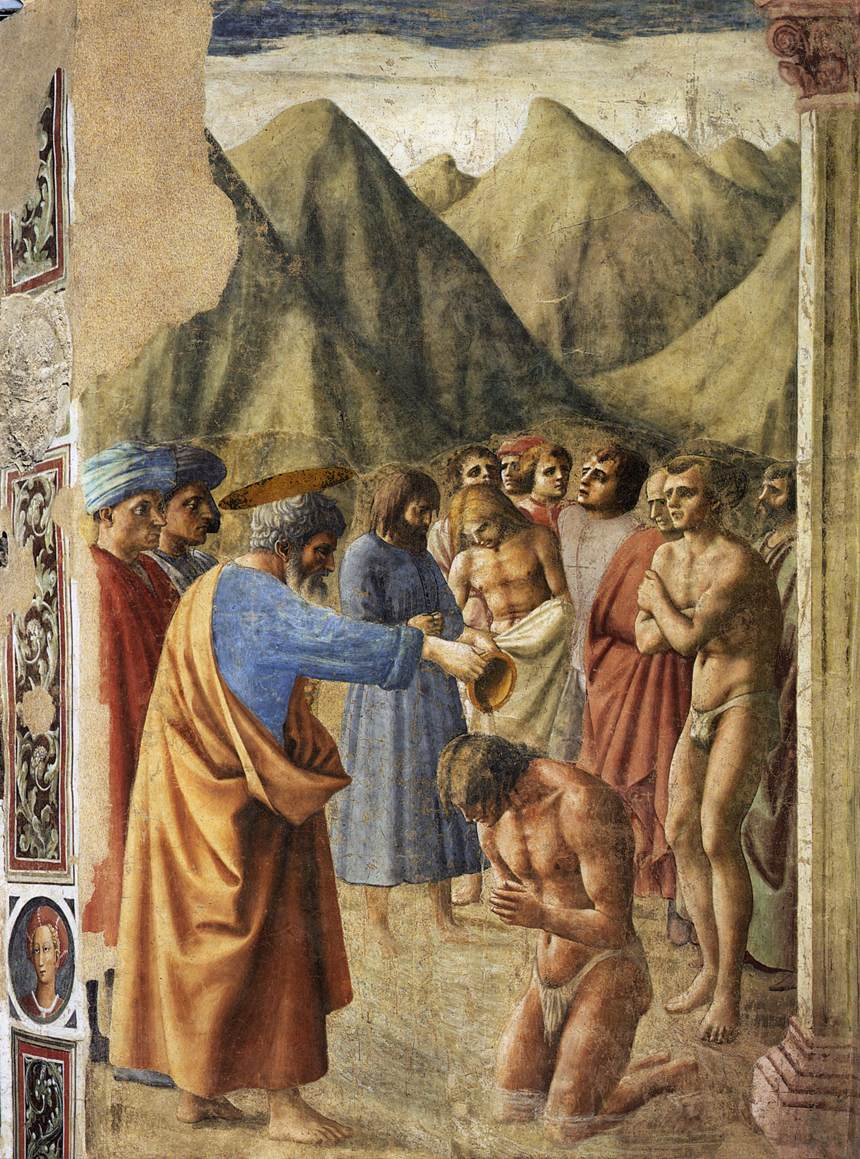
Le Baptême des néophytes Masaccio fresque, H. 2,55 m. Chapelle Brancacci 1426-1427
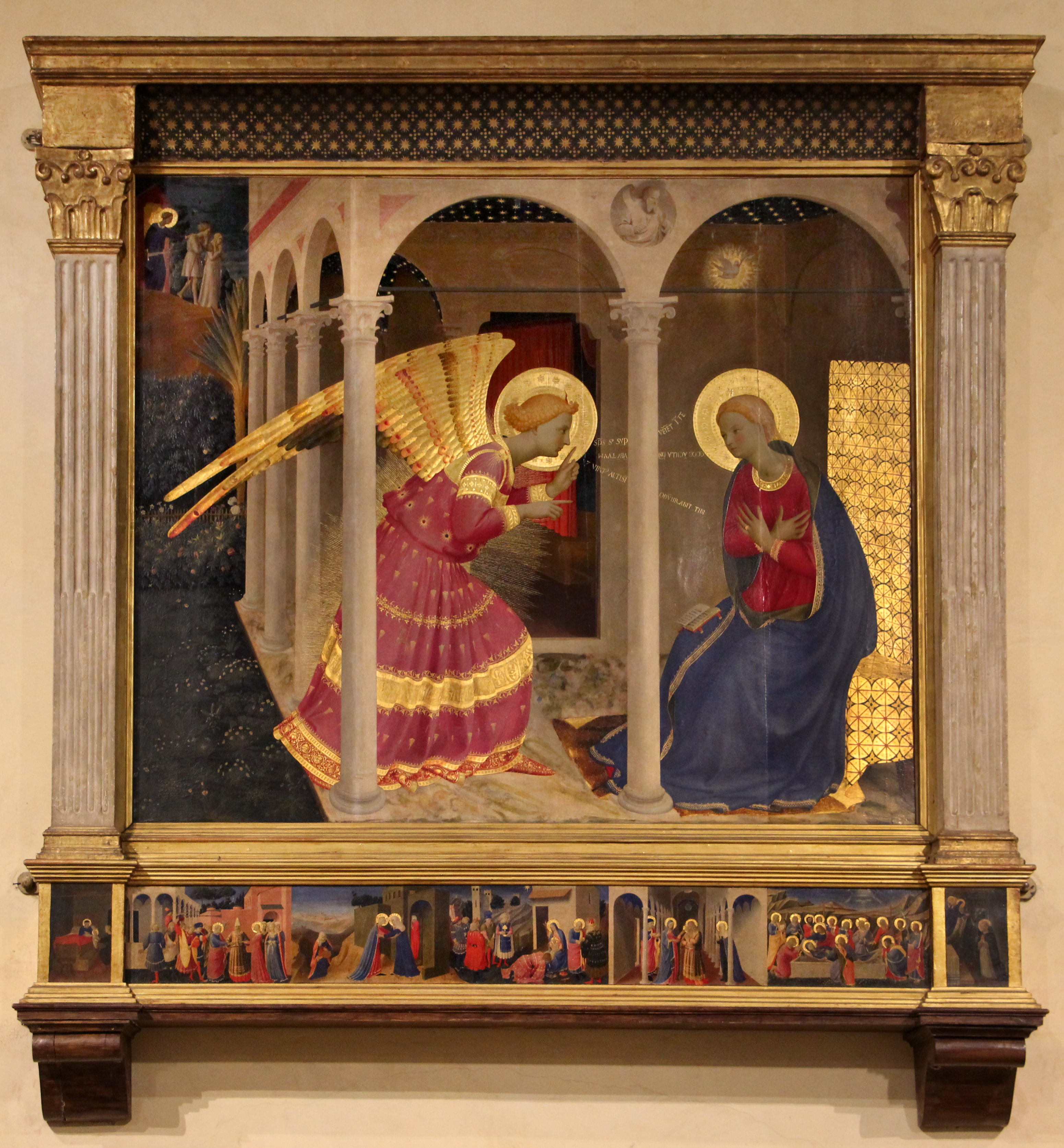
L’Annonciation (Cortone) Fra Angelico Tempera, or, bois. L. 1,80 m. Cortone, Musée 1433-34
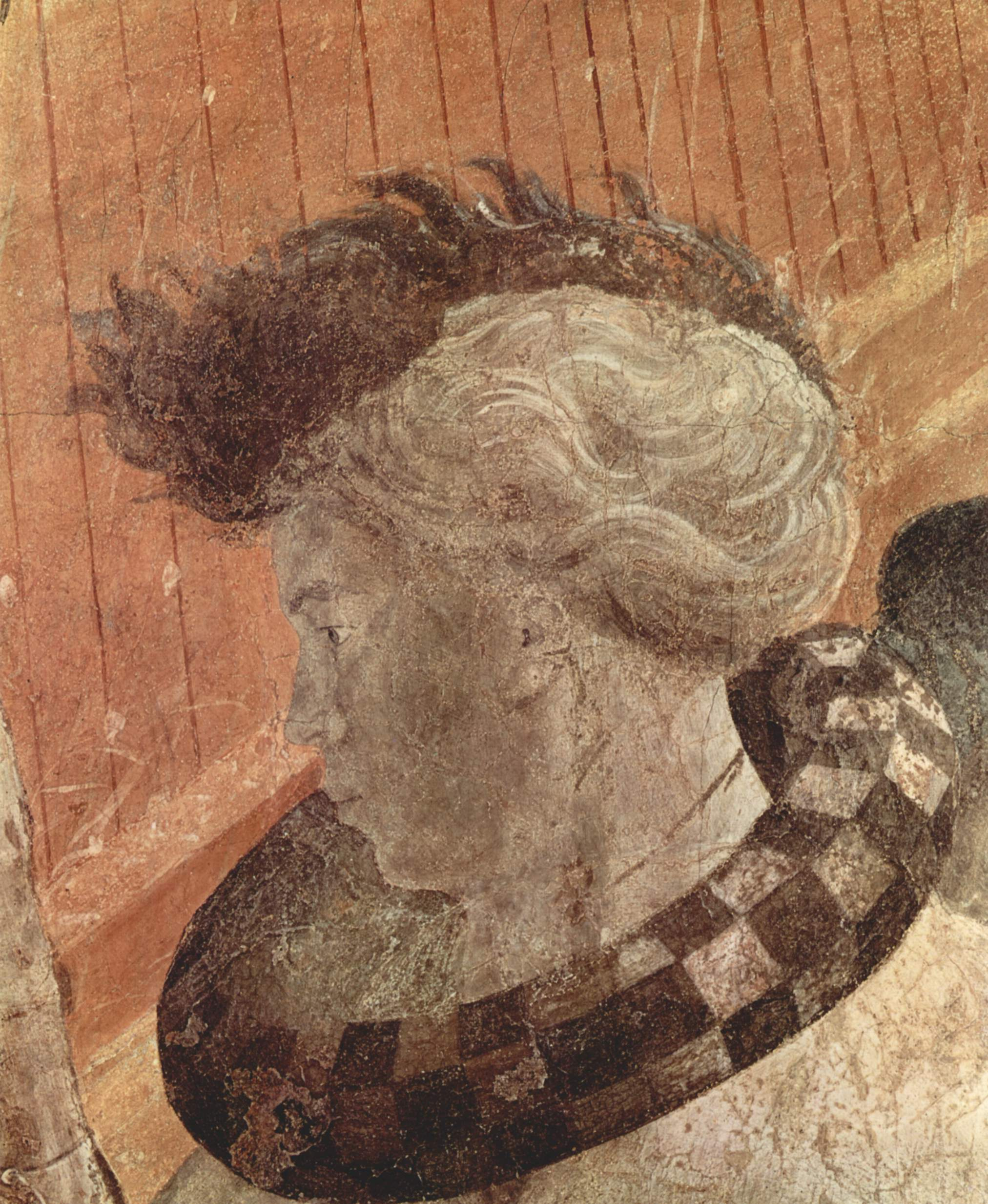
Le Déluge. Paolo Uccello. Fresque, détail du panneau de 2,15 x 5,10 m. Basilique Santa Maria Novella 1446-1448
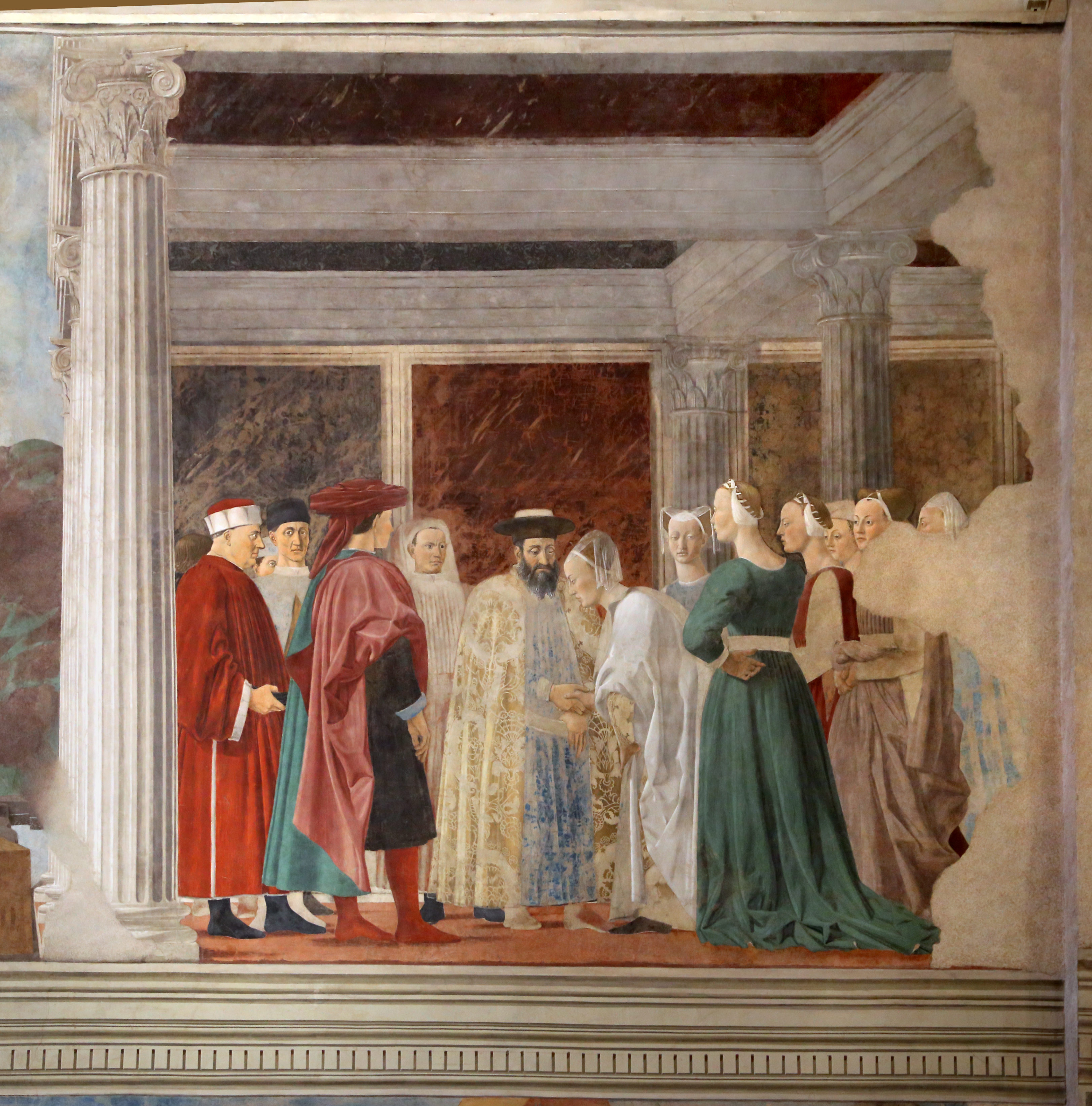
Rencontre entre Salomon et la Reine de Saba Piero della Francesca Fresque. H. 3,36 m Basilique San Francesco d'Arezzo 1452-1466
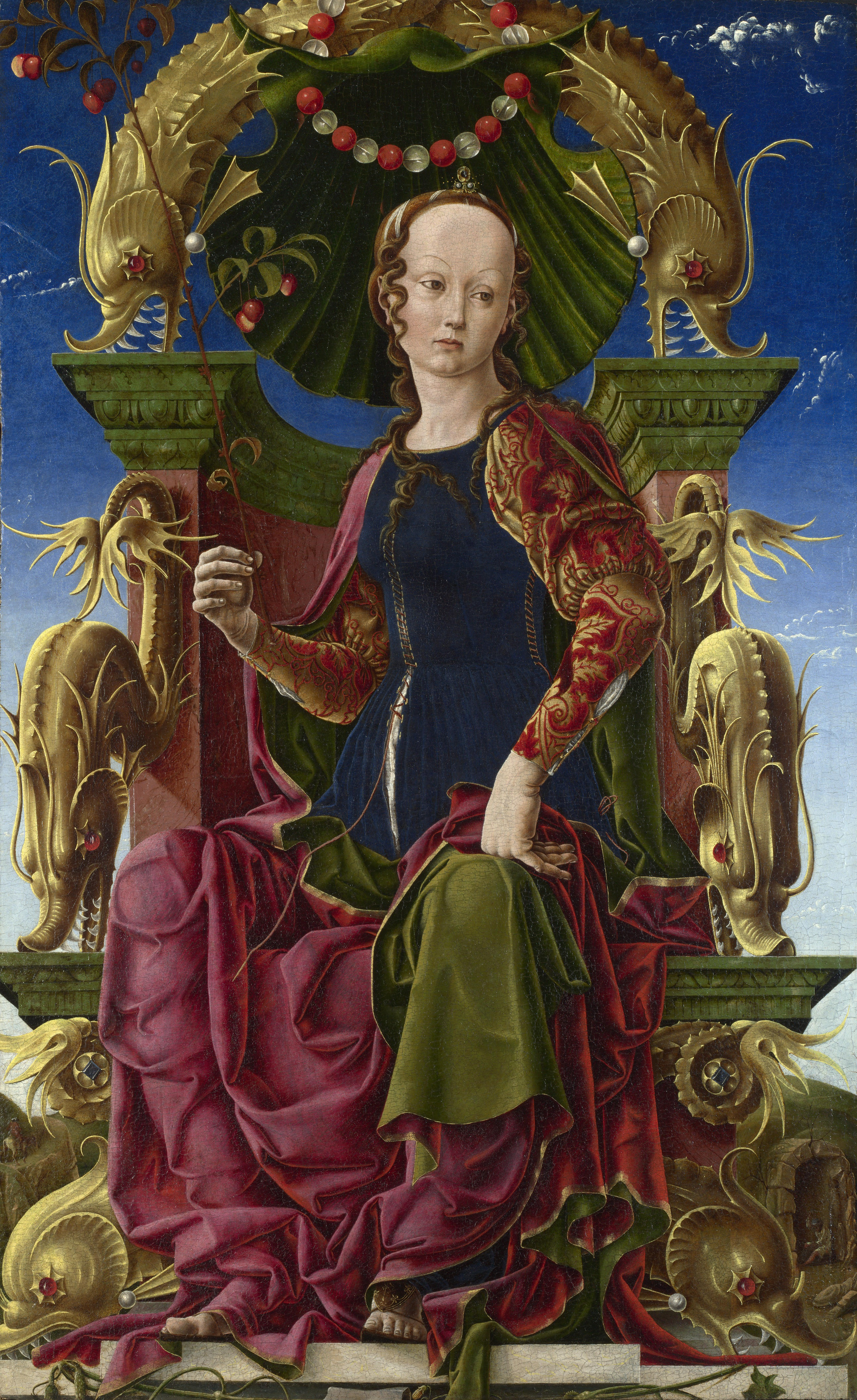
Une muse : Calliope (?). Cosmè Tura, Ferrare. Huile et tempera à l'œuf sur bois. H. 1,16 m. National Gallery 1460
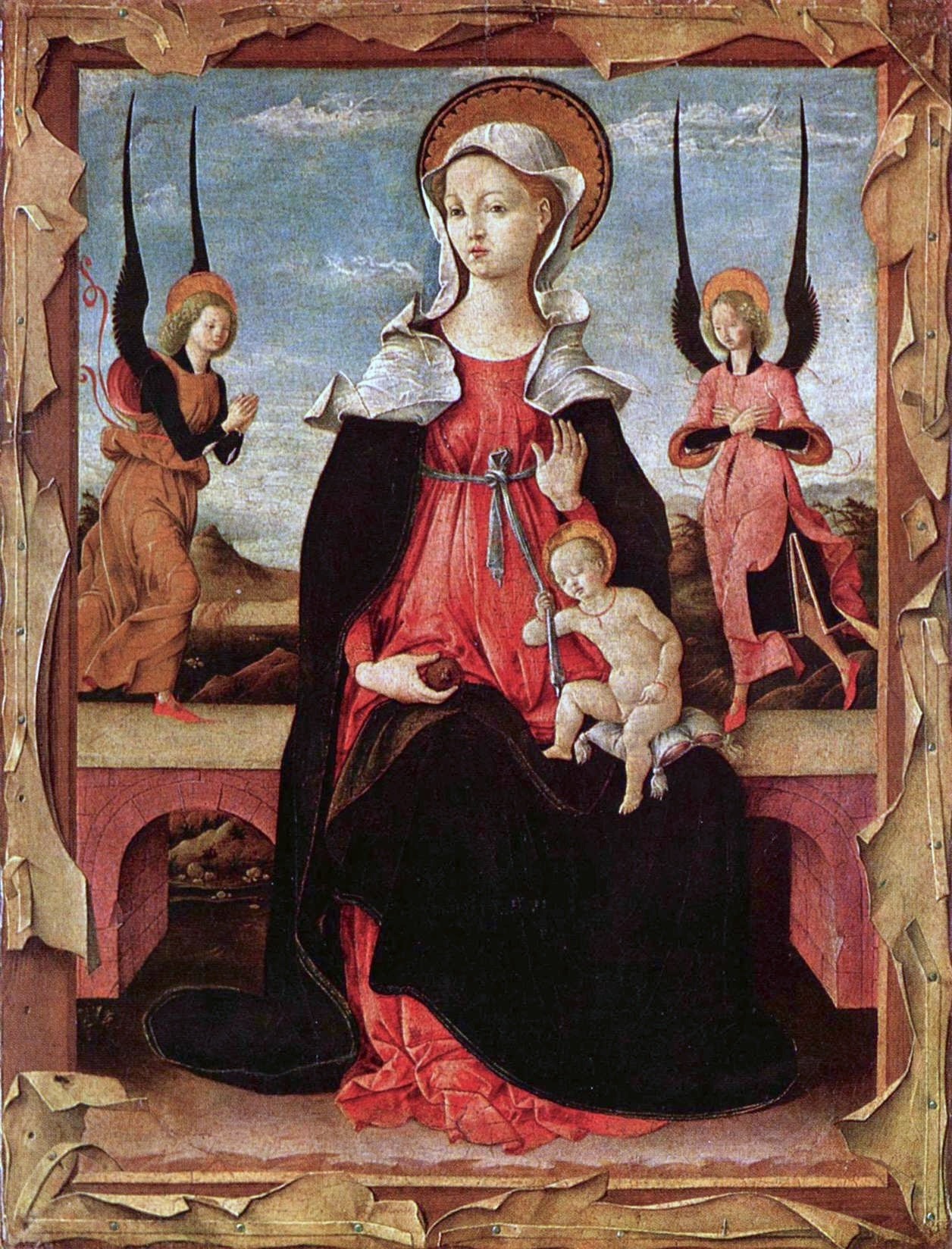
La Vierge à l'Enfant. École de Ferrare. H. 58 cm. Edinburgh, National Gallery Vers 1480
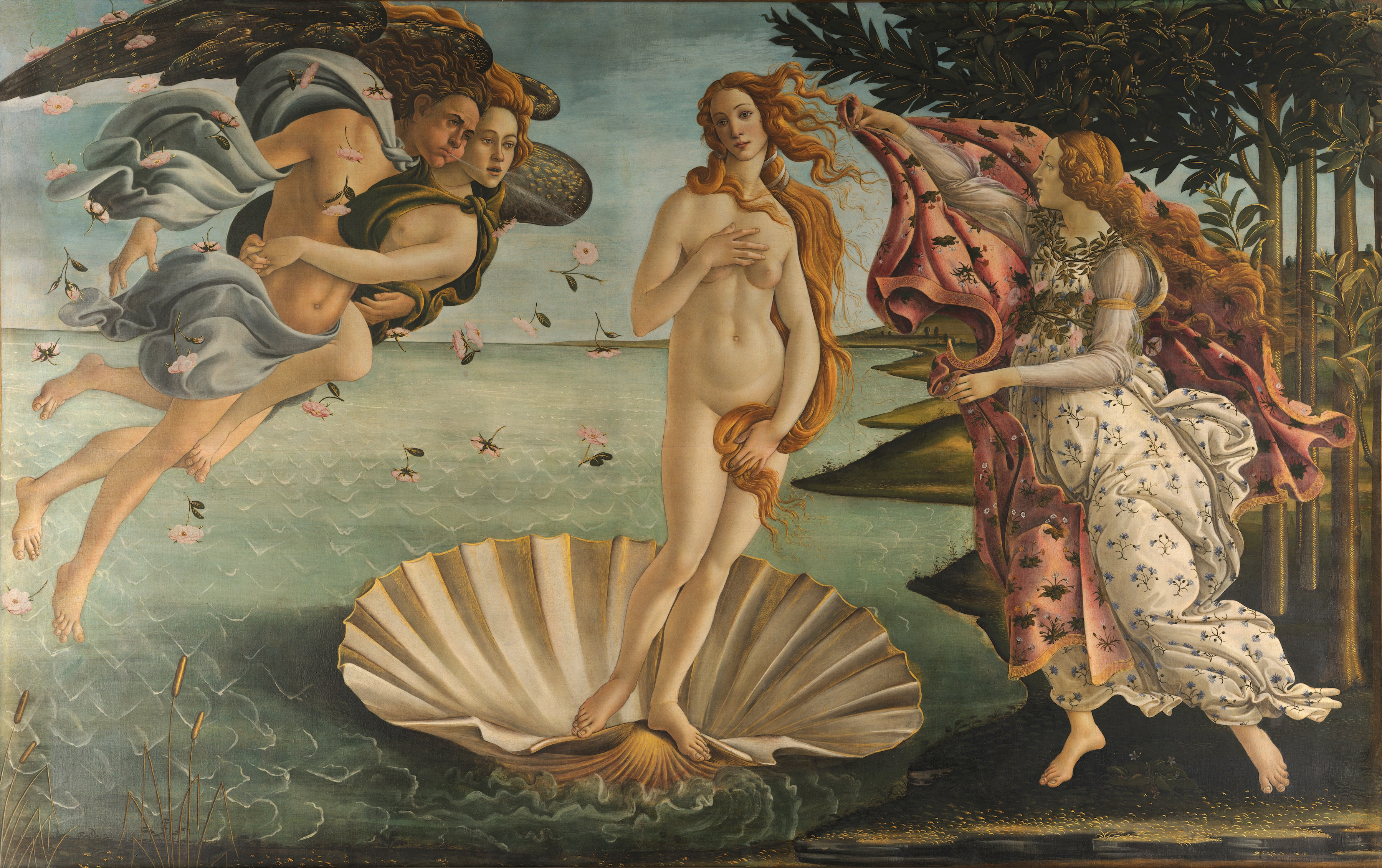
La naissance de Vénus. Sandro Botticelli. Tempera sur toile 1,73 x 2,79 m. Galerie des Offices Vers 1485

- Simone Martini. Christ rédempteur. 1340. Sinopia de tympan, cathédrale Notre-Dame-des-Doms d'Avignon. Palais des Papes d'Avignon
- Fra Angelico. Buste d'un clerc, vers 1447-50. Pointe de métal, plume : encre et rehauts de blanc, papier préparé ocre. H. 18 cm. Royal Collection
- Paolo Uccello. Étude de vase à mazzocchio[note 5], en perspective. Galeries des Offices
- Piero della Francesca, avant 1482. Étude pour le "De prospectiva pingendi". Milan, Bibliothèque Ambrosienne.
- Cosme Tura (1430–1495). Évêque assis, lisant. Lavis brun, rehauts de blanc. H. 9 cm. Musée Bonnat-Helleu
- Divine Comédie illustrée par Botticelli : Huitième cercle de l'Enfer. Vers 1485-v. 1495. Pointe d'argent et de plomb (?). Kupferstichkabinett Berlin

La première idée d’une peinture a pu être murie graphiquement auparavant. Cette toute première étape va susciter d'autres formes de dessins. Mais avant cela, le dessin sert à apprendre à voir et à mettre en forme. Sous forme de dessins, Léonard a ainsi réalisé de nombreuses études de draperies au cours de ses années d'apprentissage dans l'atelier de Verrocchio (1469-1476), qui ont été conservées. Il utilisait, pour cela, des modèles en trois dimensions. On entend, dans ce cas précis, des modèles réduits en trois dimensions, utilisés déjà par Fra Bartolomeo et Pisanello. Il s'agit de figures en cire ou en argile, habillées de chiffons recouverts de terre pour observer les parties du corps modelées par le tissu.
L'esquisse, pour sa part, est la conséquence de cette phase préparatoire déterminée par le recours à différents modèles. La première esquisse conservée semble apparaître sur un feuillet de Pisanello, à la plume (conservé au Louvre) pour le retable Malaspina (perdu). La diffusion de ces esquisses sur feuillets autonomes apparaît dans l'atelier de Gentile da Fabriano et de Pisanello, vers 1420-1430. Après cela, de la phase finale de préparation de la peinture, certains cartons ont survécu. Le carton étant un grand modello au format de la peinture,.
Les cahiers de modèles, disponibles dans l'atelier, contiennent souvent des copies de dessins existants, des détails de fresques ou des études de moulages en plâtre. Ces études, recopiées, étaient exécutées par les apprentis comme un exercice d’entraînement, afin de pouvoir reproduire les modèles du maître et de se les graver dans la mémoire. Ce type de travail a été réalisé par d'autres peintres, comme Pisanello : ce sont des pages de carnet de voyage. Dans certains ateliers, notamment à Florence, des artistes comme Filippino Lippi privilégient l'étude du modèle sur le vif. Comme à la Renaissance, la fascination pour l'Antiquité et l'évocation plus ou moins directe de ses modèles sont palpables dans la majorité des dessins.
Sur toute cette période le dessin était, pour la fresque, reporté sur le mur préparé, en général, au blanc de Saint-Jean, comme le précise Cennino Cennini (1360-1440) dans son Libro dell'arte. Les panneaux de bois recevaient aussi un traitement en plusieurs couches dont l'enduit blanc. Le dessin pour la fresque - la sinopia - était réalisé avec une couleur liquide, un rouge d'oxyde de fer. À ce stade le peintre pouvait repenser son projet, mais en superposant les enduits. La peinture suivait assez scrupuleusement ce dessin ; les matières colorées jouant, comme une aquarelle sur ce fond blanc lumineux - pigments naturels pour la fresque, peinture, souvent à l'œuf, pour la peinture à tempera sur bois.

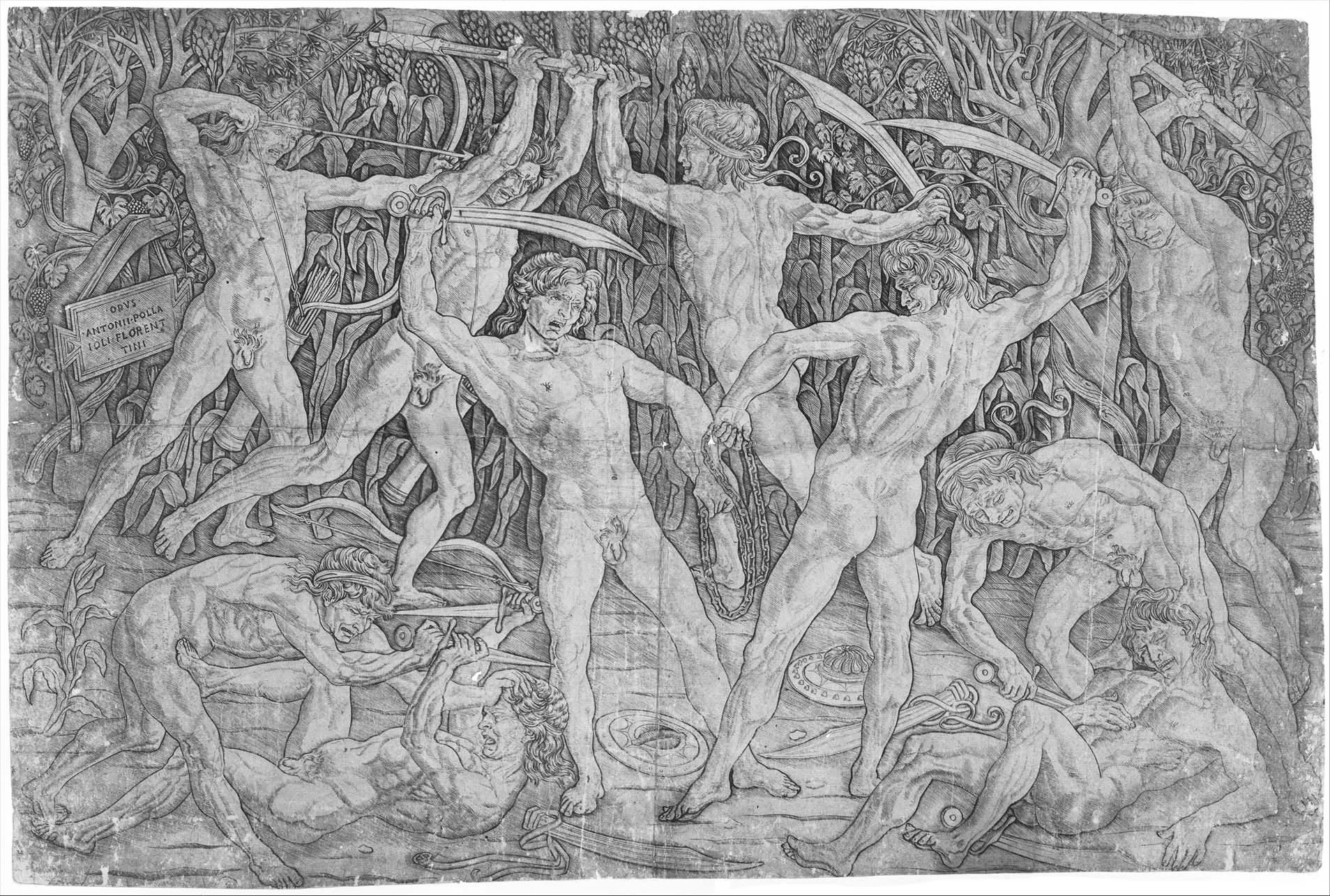
Combat d'hommes nus. Antonio Pollaiuolo 1465–1470. Gravure en taille douce, au burin, et niellage..

Si le papier est longtemps resté d'un emploi réservé aux spécialistes, en particulier au sein du milieu des artistes, au cours de la seconde moitié du XVe siècle il est moins rare et moins cher. Cette histoire du papier à la Renaissance est déterminante. De nombreuses études ont ainsi été conservées. Les livres d'ateliers semblent alors devenir une pratique répandue. Au cœur du phénomène, on rencontre l'invention de la gravure sur bois au début du XVe siècle, puis l'invention de l'imprimerie selon un système d’impression à caractères mobiles, vers 1440. Ce qui crée une forte demande de papier et favorise sa production à grande échelle. La première conséquence est l'usage de livres, dont ceux utilisés, précisément, par les humanistes. Pour les artistes, outre les livres d'ateliers, peu à peu se généralise l'usage des cartons à l'échelle 1:1, parfois sur de grandes feuilles comme le carton de Léonard, vers 1499, pour Sainte Anne, la Vierge, l'Enfant Jésus et saint Jean-Baptiste enfant de 1,41 x 1,06 m. Et cela favorise, dans le même temps, la production de gravures, dont l'inventeur florentin de l'estampe en taille douce, Maso Finiguerra (1426-1464) et son Couronnement de la Vierge (13,1 x 8,8 cm), du Bargello, une taille douce tirée ici au nielle en soufre. Le Combat d'hommes nus (1465–1470) étant considéré comme la première planche gravée en taille douce signée d'un grand maître de la Renaissance : Antonio Pollaiuolo. La nielle est ici remplacée par l'encre à graver. Dès lors, la circulation de modèles gravés est devenue une pratique courante.

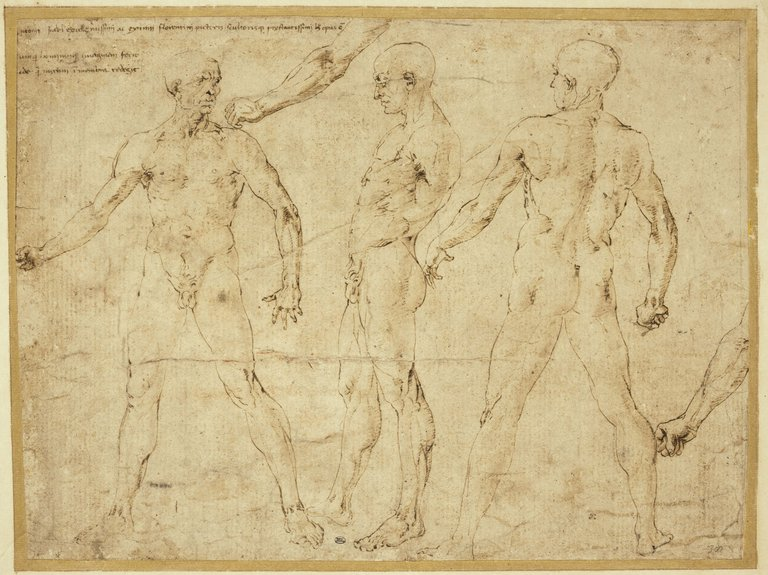
Trois nus masculins, de face, de dos, de profil ; deux études de bras. Antonio Pollaiuolo. Plume et encre brune, lavis brun, stylet. L. 35 cm.

Les corps nus sont ainsi étudiés à la Renaissance selon une attente que reflète le De pictura d'Alberti (manuscrits dès 1435 et 1436). Celui-ci cite d'ailleurs comme unique novateur Masaccio qui procède déjà ainsi pour Adam et Ève chassés du Paradis dès 1424-1425. Leurs corps ressemblent, en effet, à des gens bien réels et non à des corps idéalisés. Pour les modèles, d'ailleurs, ce sont souvent les membres de l'atelier du peintre qui sont mis à contribution, le modèle nu féminin reste longtemps plus rare. Le Louvre conserve une planche d'étude de nus masculins (face, profil et dos) attribuée à Antonio Pollaiuolo - l'auteur du Combat d'hommes nus - qui indique le désir de comprendre l'anatomie humaine au cours du XVe siècle. C'est un désir largement partagé dans le dernier quart du XVe siècle avec Léonard de Vinci, tout particulièrement, mais les autres peintres aussi. Le Nu, en Grèce antique, ayant été copié par les sculpteurs romains, ces sculptures ont commencé à être collectionnées et servir de modèles de corps idéalisés, plus "convenables" pour répondre à des commandes venant de notables. Les textes antiques pouvaient solliciter l'imagination des peintres ; ainsi, de Botticelli : La Calomnie d'Apelle (vers 1495) qui s'inspire du fameux De pictura.

### Dessins de Primitifs italiens en ligne
Le site web de la Bibliothèque Ambrosienne offre, depuis 2019, une version interactive du Codex Atlanticus  qui permet d'en visualiser les 1 119 feuilles, organisées par sujet, année de rédaction et numéro de page. La Cité des Sciences a ouvert, en 2012, une page interactive sur les manuscrits de Léonard. Le site du Louvre présente un dessin d'Antonello da Messina : Groupes de femmes en conversation devant des maisons à terrasses, scène de vie quotidienne dans un décor urbain.

## Le travail du peintre duXIIIeauXVesiècle

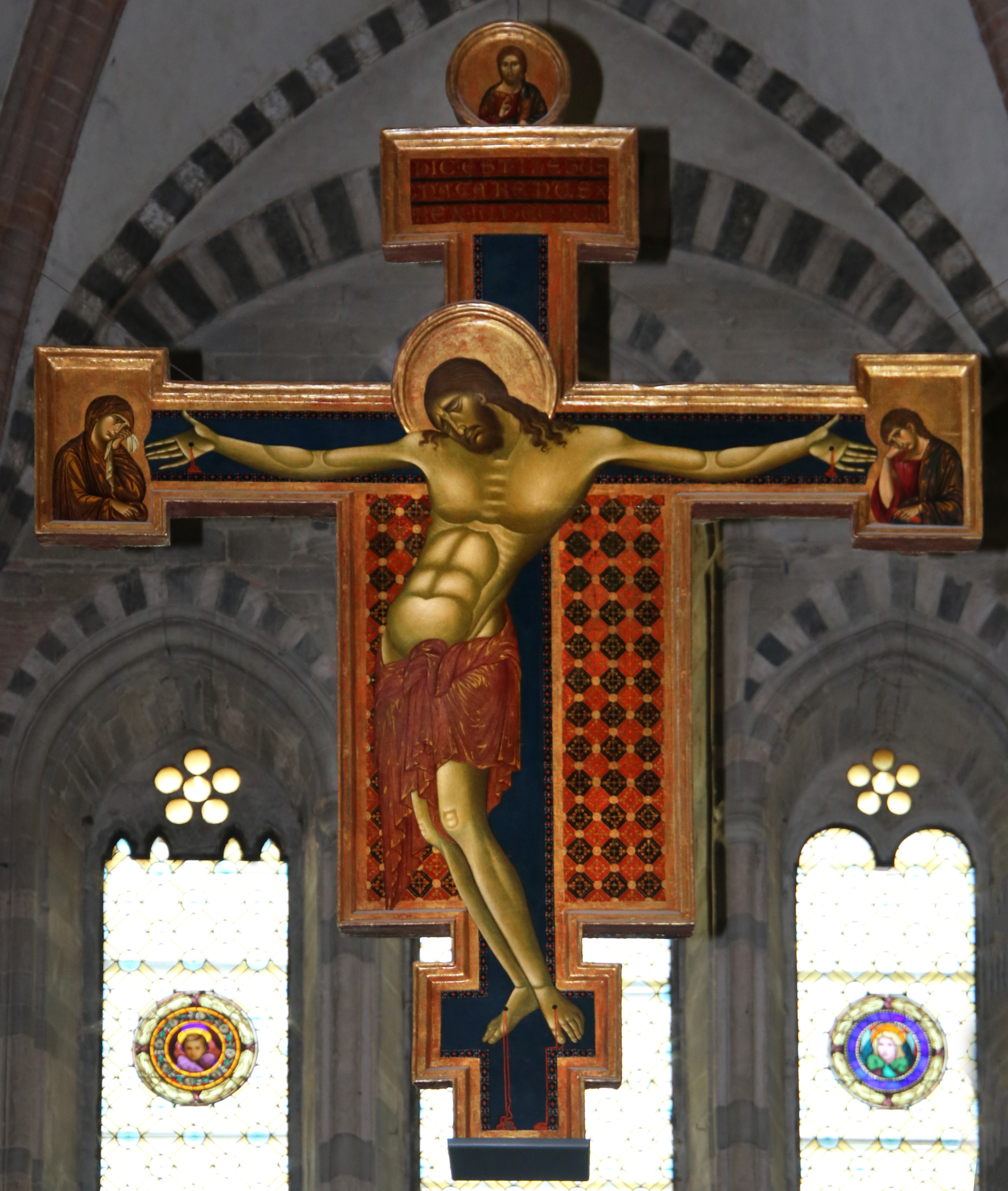
Crucifix d'Arezzo. Cimabue entre 1268 et 1271. Tempera et or /bois. H. 3,36 m. Arezzo, San Domenico
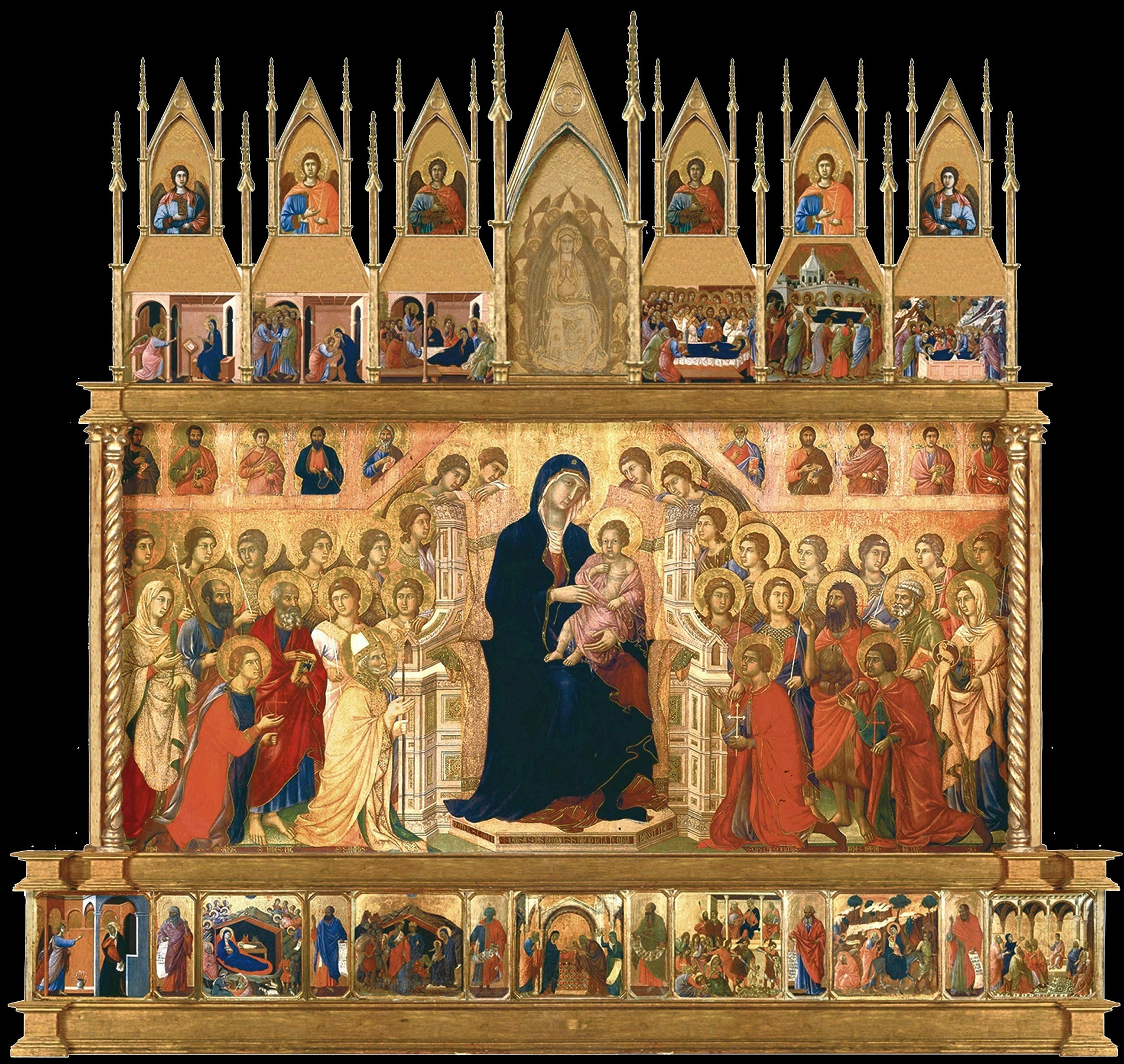
La Maestà. Duccio di Buoninsegna, 1308-1311. 4,12 m x 2,14 m. Museo dell'Opera del Duomo, Sienne : partie centrale de ce retable démembré. Ici, l'ensemble reconstitué.
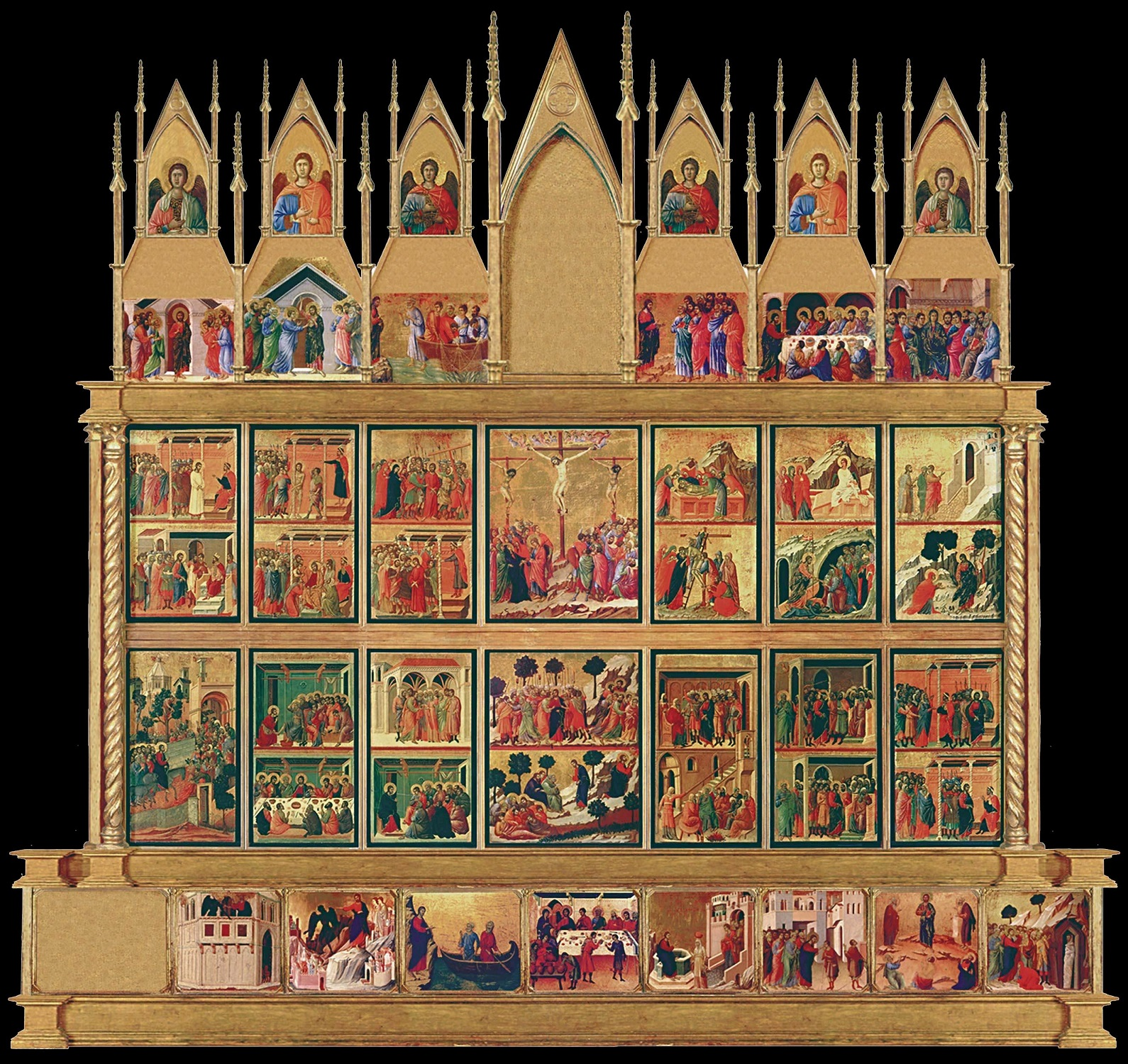
La même Maestà vue de dos. Ici, l'ensemble reconstitué.

Au début de cette période les peintres sont encore des artisans exécutant une commande, et les sujets, la taille de l'objet commandé, les pigments et matières utilisées sont choisis également pour eux, en fonction des codes en usage. Ceci est moins visible au XVe siècle. Mais l'idée du sujet, le contenu intellectuel du tableau, par exemple, revient au commanditaire de l'œuvre ou à ses conseillers humanistes, jusque vers 1515 pour Titien et son commanditaire, Alphonse Ier d'Este.
Les peintres de cette période pratiquent la fresque et la peinture à tempera sur panneaux de bois. Les pratiques traditionnelles au Moyen Âge ont cours tout au long de cette période ; par exemple le procédé technique spécifique à la peinture byzantine où l'on emploie un fond verdâtre (italien : verdaccio, terre verte et blanc) comme base pour les couleurs des chairs dans les peintures - « à fresque, à sec, sur le mur ou sur panneau » (Cennino Cennini (1360-1440), Traité de la peinture (rédigé entre 1390 et 1437). Cette pratique aurait été transmise par un ou plusieurs artistes travaillant à Pise. Le procédé a connu une immense diffusion dans la peinture médiévale italienne ; on peut le constater dans les peintures sur panneau de Cimabue vers 1280-1300, comme la Maestà du Louvre ou le Christ de Santa Croce. 
Bien plus tard, à Florence dès les années 1420, la peinture à l'huile sur panneau de bois a pu être utilisée quelques fois, dont la prédelle de L’Adoration des Mages par Gentile da Fabriano. À partir des années 1480 l’usage de la peinture à l’huile, sur bois puis sur toile, est de plus en plus fréquent, d'abord à Naples (Antonello de Messine), puis à Ferrare et Venise. Il est très probable que Rogier van der Weyden - l'un des Primitifs flamands à maîtriser l'huile à la perfection - ait fait plusieurs séjours entre Rome et Florence au milieu du siècle et qu'il ait pu transmettre une partie de son savoir-faire à ces occasions. Le procédé commence à se généraliser seulement vers la fin du siècle, l'usage de la toile aussi mais la toile est utilisée par Botticelli pour sa Naissance de Vénus avec une peinture à tempera. Andrea Mantegna use, lui aussi, d'une toile pour peindre à détrempe ses Les Triomphes de César (1480-95), dont Les chars de triomphe (2,74 x 2,74 m). Parmi les premiers italiens, Giovanni Bellini a pu réaliser « L'Extase de saint François » vers 1478, à l'huile et glacis d'huile sur panneau. À ce moment charnière, Bellini introduit dans ses peintures l'harmonisation des tons par ses glacis à l'huile, et parvient à produire l'unité colorée de la scène, comme plongée dans l'atmosphère d'un moment et d'un lieu. Les glacis du Quattrocento, sont des couches fines, plus ou moins transparentes, qui se superposent pour harmoniser un ensemble sur le fond blanc de la préparation (préparation au gesso de blanc de Saint-Jean). Les peintres vénitiens du siècle suivant vont mettre au point une pratique toute différente de la peinture à l'huile, qui permettra de peindre en couches superposées, plus ou moins épaisses, opaques ou transparentes, sur fond sombre : c'est le colorito vénitien. La peinture pourra, dès lors, s'improviser d'un geste libre.
La peinture à l'huile concerne peu les Primitifs italiens. La peinture à tempera, suit, quant à elle, précisément, un dessin (le disegno florentin) aux contours nets, ce à quoi s'opposera Léonard de Vinci par ses esquisses informes, où la main cherche la forme et par son usage du sfumato  et des matières picturales transparentes comme l'huile employée pour La Joconde au début du XVIe siècle.
Les peintres reconnus qui obtiennent les commandes importantes ont un atelier qui rassemble des ouvriers artisans chargés des différentes activités nécessaires pour faire fonctionner la boutique : ceux qui réalisent les panneaux, la charpenterie des polyptiques et les cadres, ceux qui broient les couleurs, étalent les enduits et les poncent, ceux qui posent la dorure et souvent plusieurs peintres, parfois hautement qualifiés. Le maître se réserve la conception de l'œuvre et les parties les plus délicates. Les assistants participent parfois à l'exécution de peintures reproduites en séries. Les assistants réalisent alors, d'après le modèle qui plait, des versions qui en sont dérivées et de qualité fluctuante. Mais les œuvres de cette époque peuvent aussi avoir été très fortement remaniées, avoir été réduites d'une partie importante, repeintes et revernies. En raison de leur succès depuis la fin du XVIIIe siècle, les experts actuels ne cessent de découvrir de nombreux faux en nettoyant des peintures apparemment anciennes.

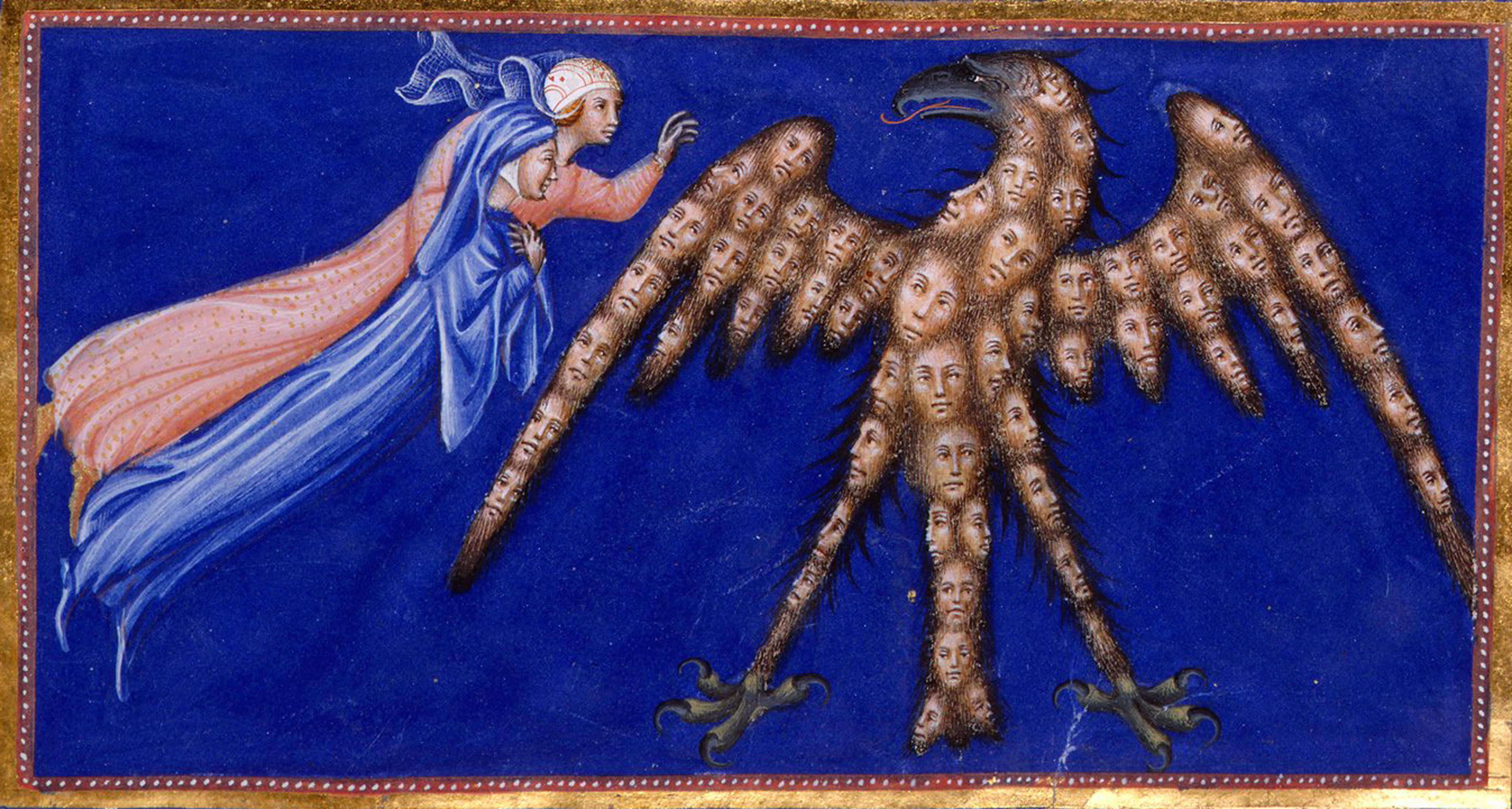
Giovanni di Paolo, Divine Comédie, 1444-50: Paradis (Divine Comédie) 34, Dante et Béatrice devant l'Aigle de la Justice. Miniature (enluminure) : manuscrit pour Alphonse V d'Aragon, roi de Naples et Sicile. British Library

Les formats sont extrêmement variés, depuis la miniature jusqu'aux très grands retables, où le dispositif "d'encadrement" permet d'intégrer, initialement, la peinture dans le lieu pour laquelle elle a été commandée : architecture gothique ou Renaissance. Dans les églises, la forme du polyptyque avec prédelle est souvent retenue pour les retables d'autel. La prédelle apparaît, d'ailleurs, vers la fin du XIIIe siècle, une innovation commandée à Cimabue, le plus célèbre des premiers Primitifs italiens. Le polyptyque peut être de petite taille. Cimabue a peint sur ces petits formats, qui restèrent encore pratiqués bien plus tard pour la dévotion privée - comme celui de Giovanni da Milano, vers 1355, dans un style hérité de Giotto.
L'atelier chargé du projet réalise tous les éléments : cadre sculpté et doré, éléments centraux et prédelle peints. Parfois il est nécessaire de faire appel à un second atelier qui vient achever le travail ; ce qui fut le cas pour la Descente de Croix (Fra Angelico et Lorenzo Monaco) dans la sacristie, dite chapelle Strozzi, de la Basilique Santa Trinita (Florence). La commande avait été passée par Palla Strozzi (1372-1462), banquier, homme politique, homme de lettres, philosophe et philologue italien de la première Renaissance.
Dans le cas de cette Descente de Croix, qui peut servir d'exemple, le premier à travailler sur ce retable a été le moine Lorenzo Monaco (1370-1424) pour la prédelle et les trois cuspides, la partie centrale et les piliers ayant été peints, ensuite, par le moine dominicain : Fra Angelico (vers 1395 - 1455). Une puissante structure de bois tient le tout, ensemble. Elle reprend les éléments de l'architecture du lieu. Dans le cas présent : quatre piliers, trois arcs à décor de feuillage du gothique tardif et trois cuspides, donc, en forme de gâbles.
Une  œuvre commune : le retable de la chapelle Strozzi. Tempera et or sur bois. 1432-1434

Prédelle du retable de la chapelle Strozzi
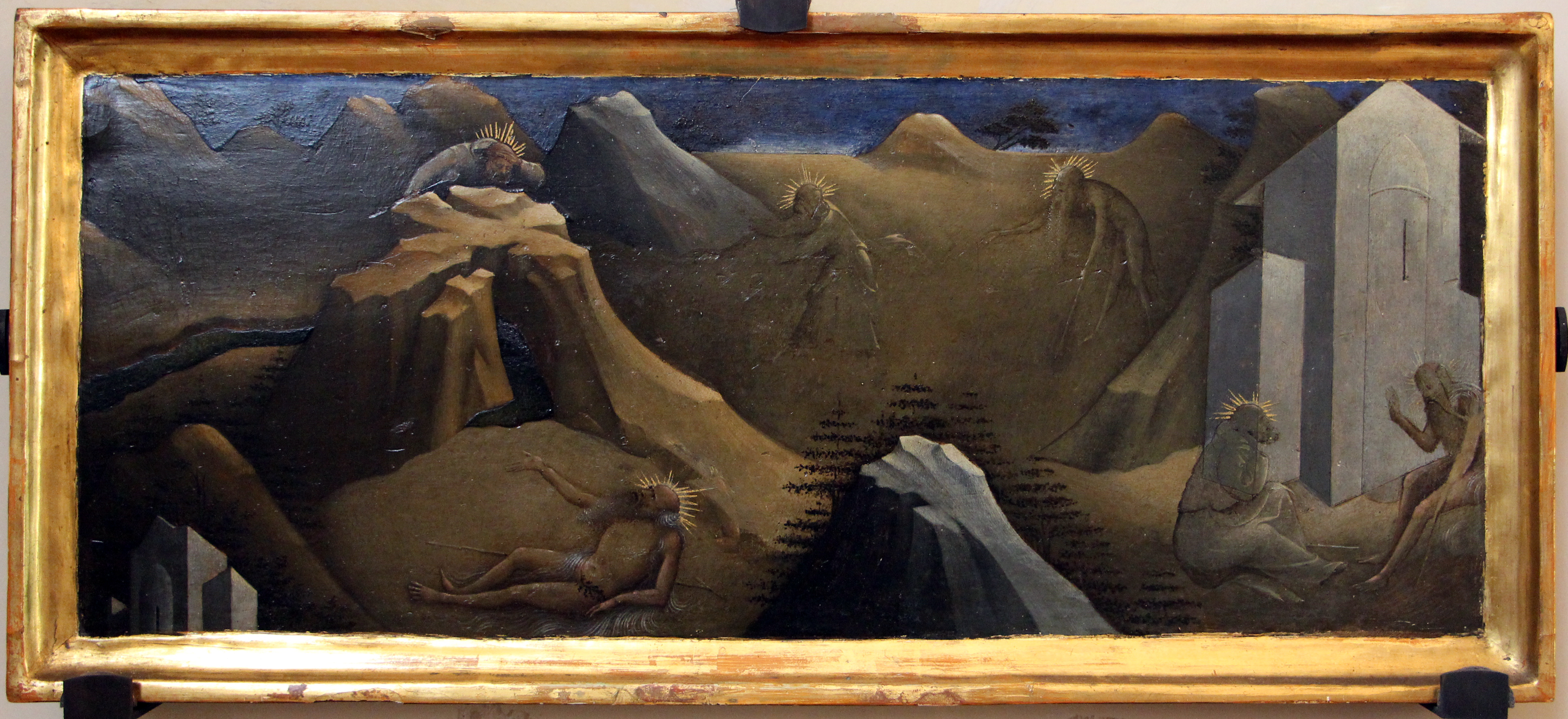
Panneau de gauche : Saint Onofrio
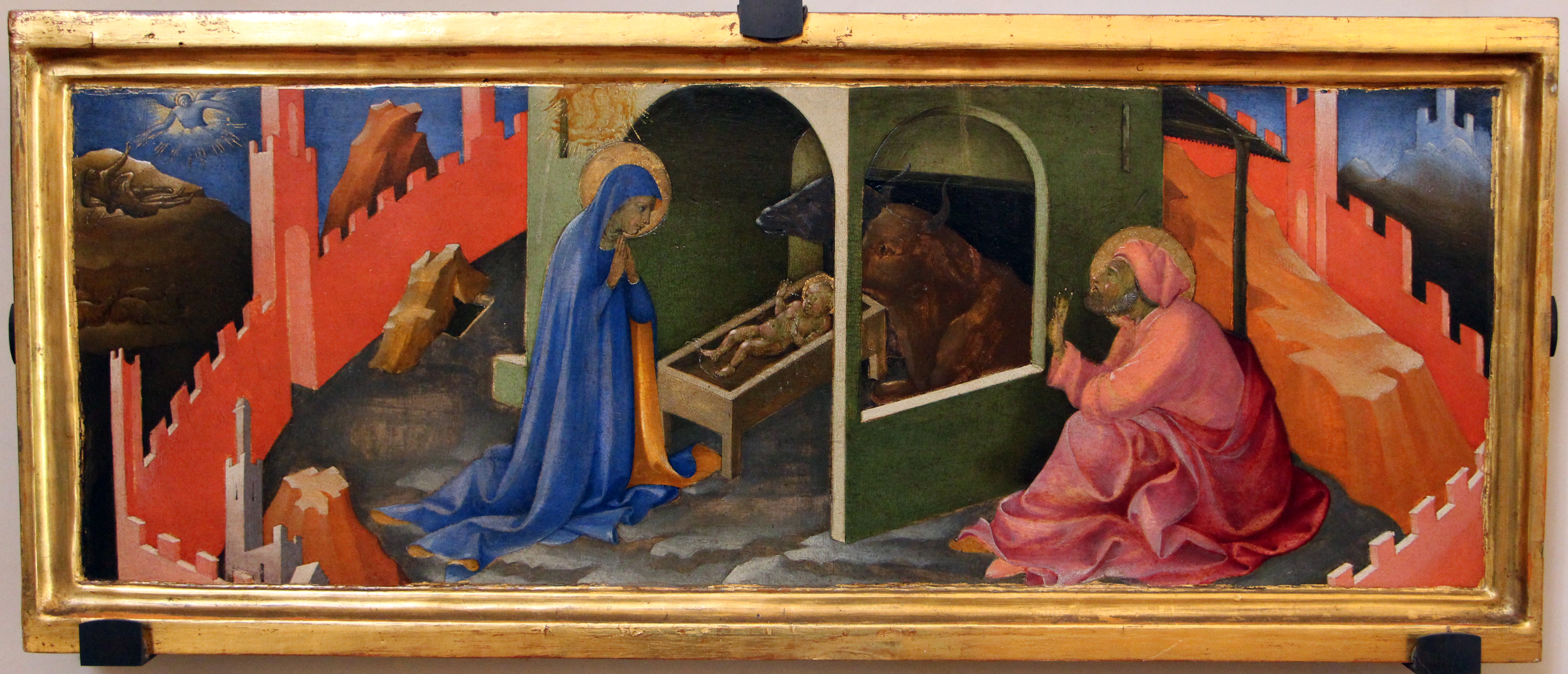
Panneau central: Nativité
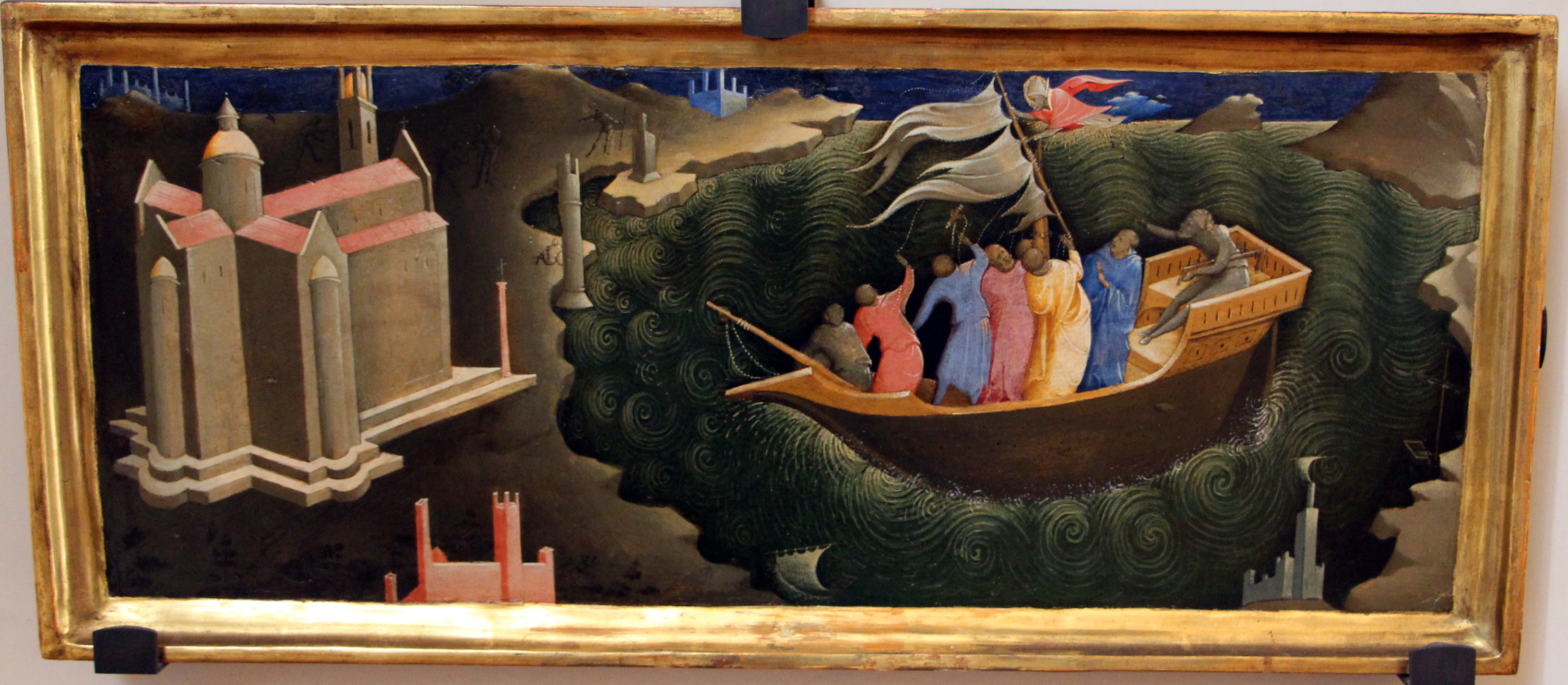
Panneau de droite: Saint Nicolas.

## Le travail du peintre du

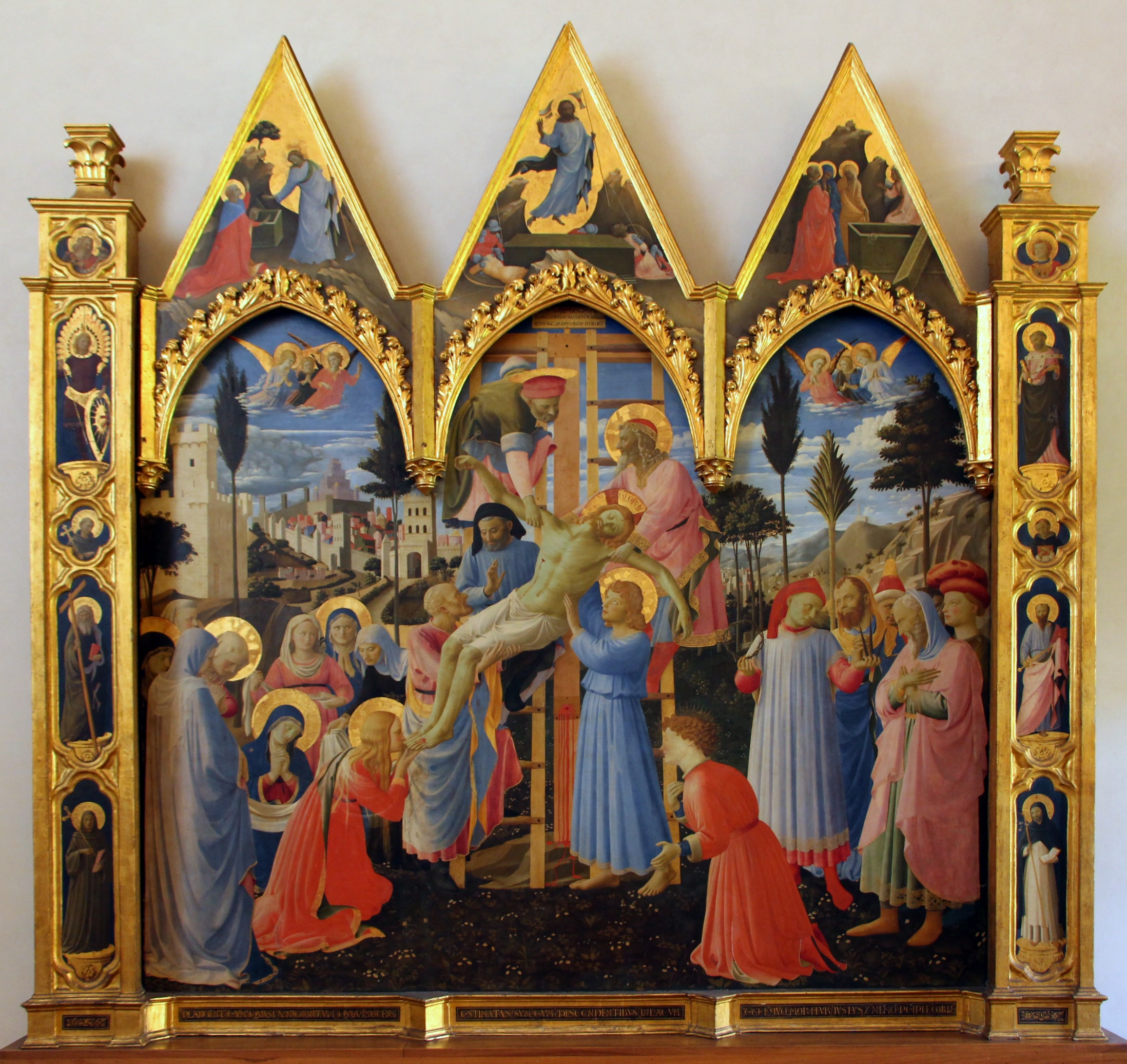
Descente de croix, 1423 / 1432, œuvre commune : Fra Angelico pour le panneau central ainsi que les piliers ; trois panneaux en forme de gâble et (ci-dessous) les trois panneaux de prédelle, de Lorenzo Monaco.

## Art religieux: mutations
Tout au long de la période, les sujets religieux sont encore prédominants.
Pour le spectateur actuel les sujets religieux, dans ces images iconiques (matérielles) peuvent paraître énigmatiques, ce qu'elles n'étaient pas pour le contemplateur de cette époque, où le sens de ce qui était représenté éveillait en lui des images mentales, spirituelles, auxquelles la culture religieuse permettait d'avoir accès. Mais si certains détails auxquels nous avons accès aujourd'hui, soit par la vue rapprochée, soit par l'étude, n'étaient pas, nécessairement, perçus là où ces œuvres étaient visibles, dans certains cas, néanmoins, ils pouvaient l'être. Daniel Arasse fait ainsi remarquer à propos d'un tableau de l'École de Ferrare qui est à Édimbourg: « la mouche discrètement installée sur la toile déchirée [en bas, à gauche] à travers laquelle on voit La Vierge à l'Enfant, rappelle la mort future du Christ, et la place qu'elle occupe dans ce singulier tableau contribue aussi à opposer le monde de la représentation sacrée et celui du spectateur ». Bien que ce détail soit peu visible, le petit format du tableau pourrait bien en faire un objet de dévotion privée, donc un objet rapproché des contemplateurs initiaux, qui devaient bien avoir connaissance des codes en usage : la mouche « vraie » apparaît plusieurs fois dans les exemples de peintures retenues par Daniel Arasse appartenant à cette époque.
Aux XIIIe et XIVe siècles, moins systématiquement au XVe siècle, l’or convient aux figures sacrées : à leur nimbe et à leur espace, lumineux. Le bleu de lapis-lazuli, la couleur la plus coûteuse après l'or, peut remplacer le fond d'or pour évoquer un azur immatériel. L’architecture représentée selon divers procédés de perspective axonométrique et, au cours du XIVe siècle, à plusieurs points de fuite plus ou moins alignés verticalement, s’applique aux objets et à l'architecture comme autant de solutions utiles localement, juxtaposées.

Duecento et Trecento : la peinture gothique
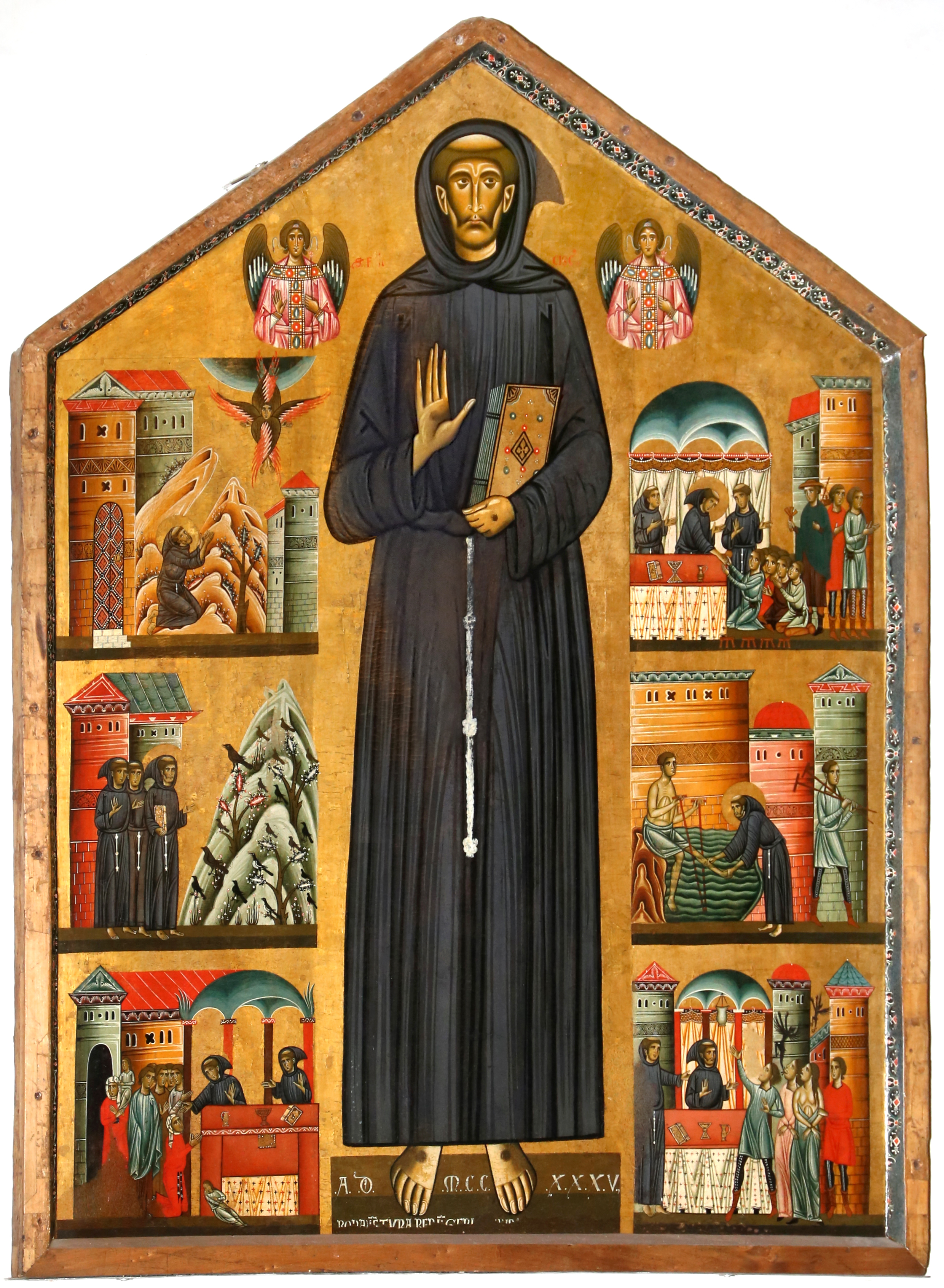
Saint François d'Assise et des étapes de sa vie. Berlinghieri. 1235. Tempera et or sur bois, H. 1,60 m. Église de Saint François. Pescia
La Vierge et l'Enfant en majesté entourés de six anges, Cimabue 1275 / 1300. 4,27 m x 2,80 m cadre d’origine, retable d'autel. Église San Francesco. Pise (?). Louvre
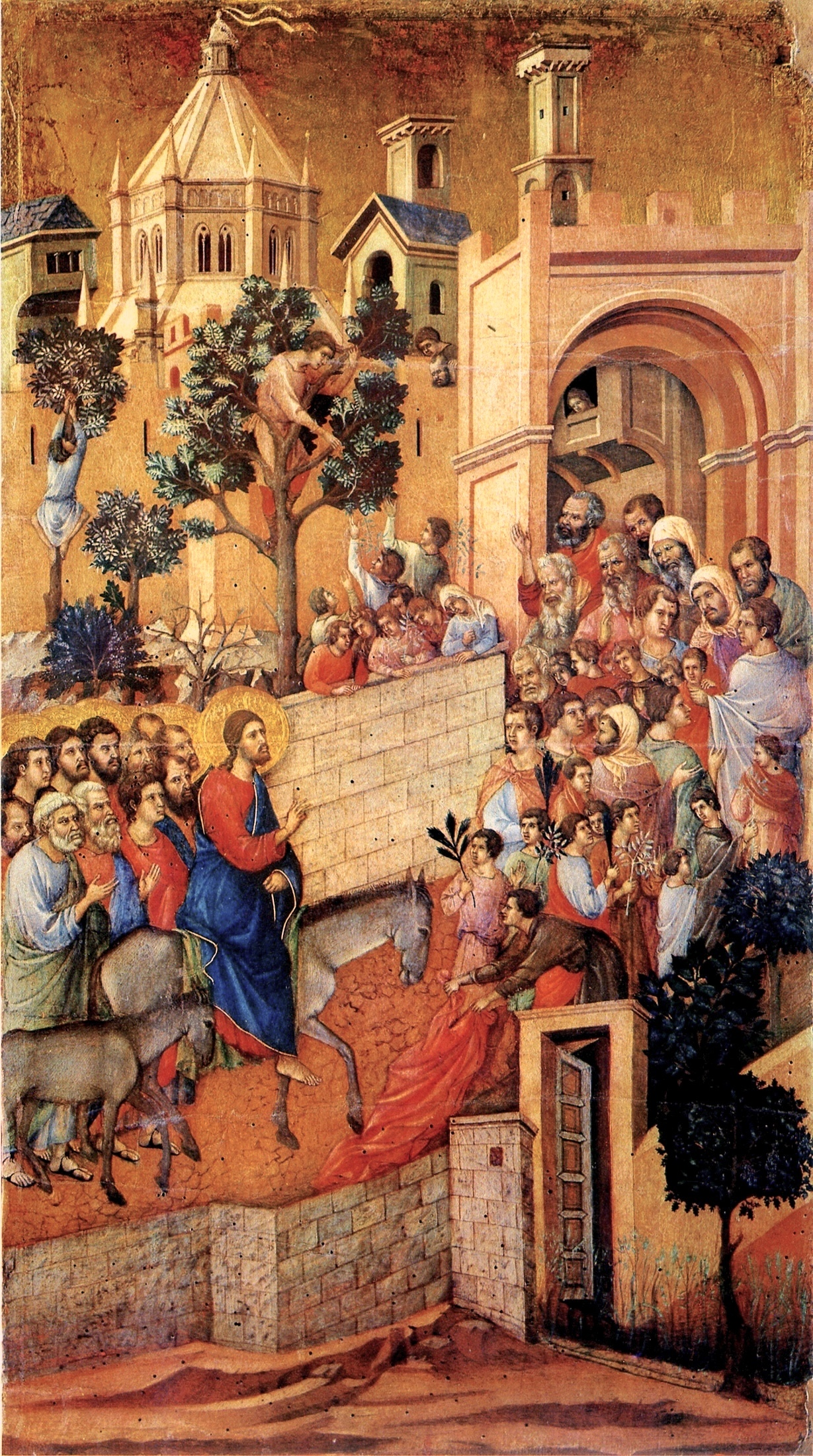
Le Christ entre à Jérusalem. Panneau de droite de la face arrière de La Maestà. Duccio. 1308-1311. Museo dell'Opera del Duomo. Sienne
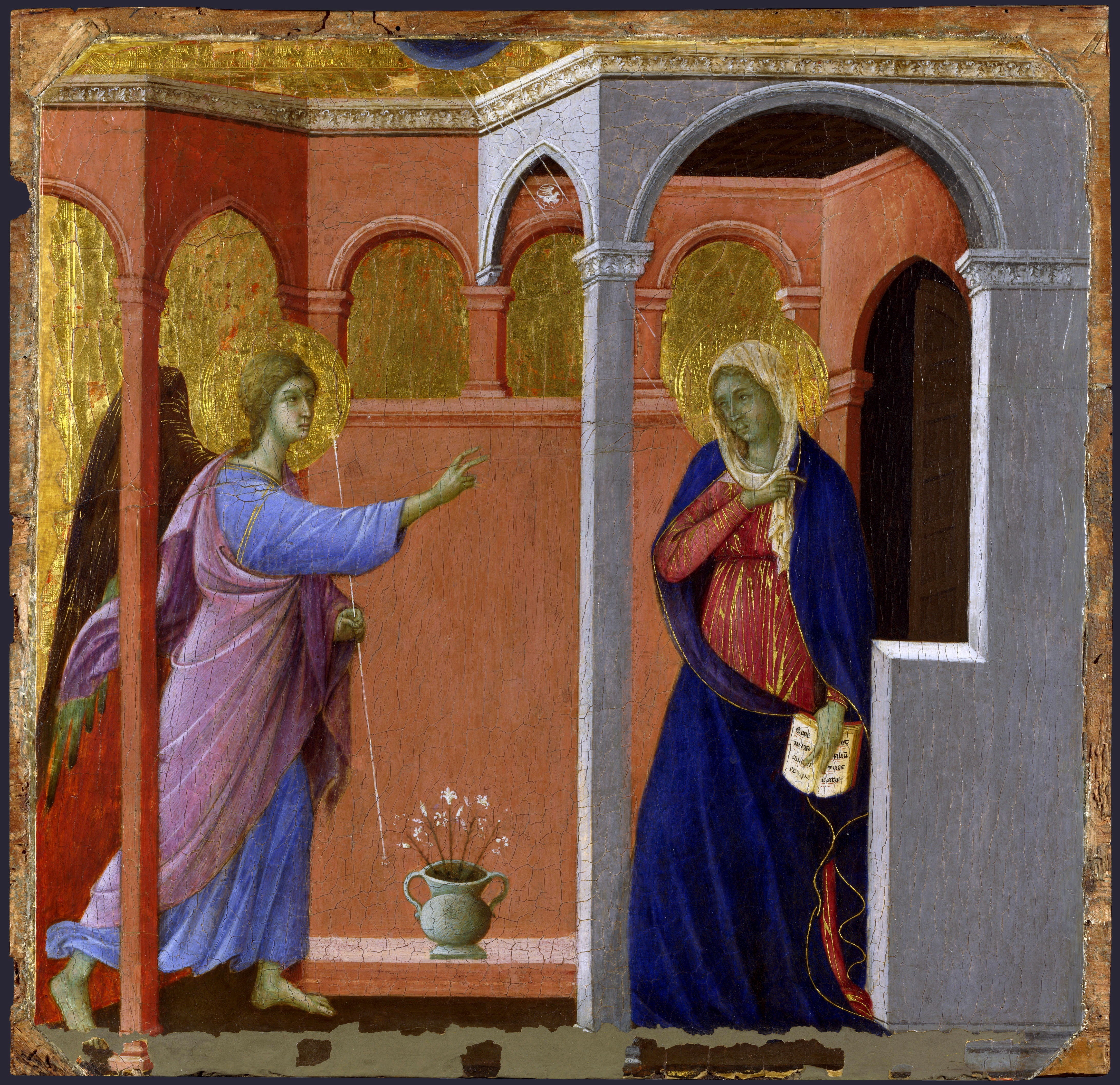
L'Annonciation. Duccio. 1308-11. Fragment de La Maestà de Sienne. Londres, National gallery

La majorité des thèmes abordés sont donc ceux que commandent une population de croyants, gens d’Église, confréries ou individus fortunés. Les images remplissent une double fonction : « émouvoir » l'ensemble des fidèles par le spectacle dépeint sous leurs yeux, et « rappeler » aux ignorants les vérités de la religion qui sont, par ailleurs, enseignées lors des prédications. Paradoxalement, « le goût de l’or, de la splendeur décorative est justifié par le caractère finalement moral du plaisir suscité ; l’art fait  désirer le Paradis [...] ». Et une quantité immense de peintures est réalisée au cours de cette période en Italie, ayant un impact considérable sur les imaginations de l’époque.

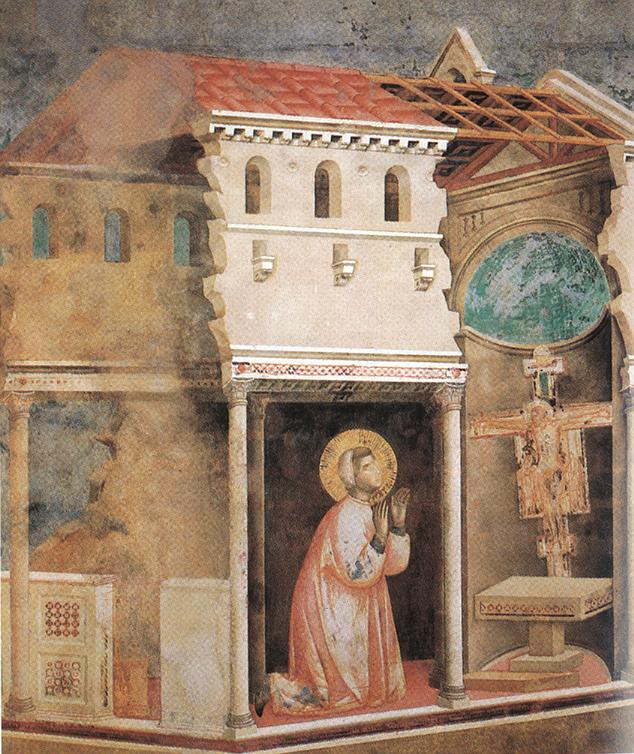
Giotto. Miracle du Crucifix (Saint François interpellé devant le Crucifix de Saint-Damien). 1290-1300. Basilique Saint-François d'Assise, Église supérieure.
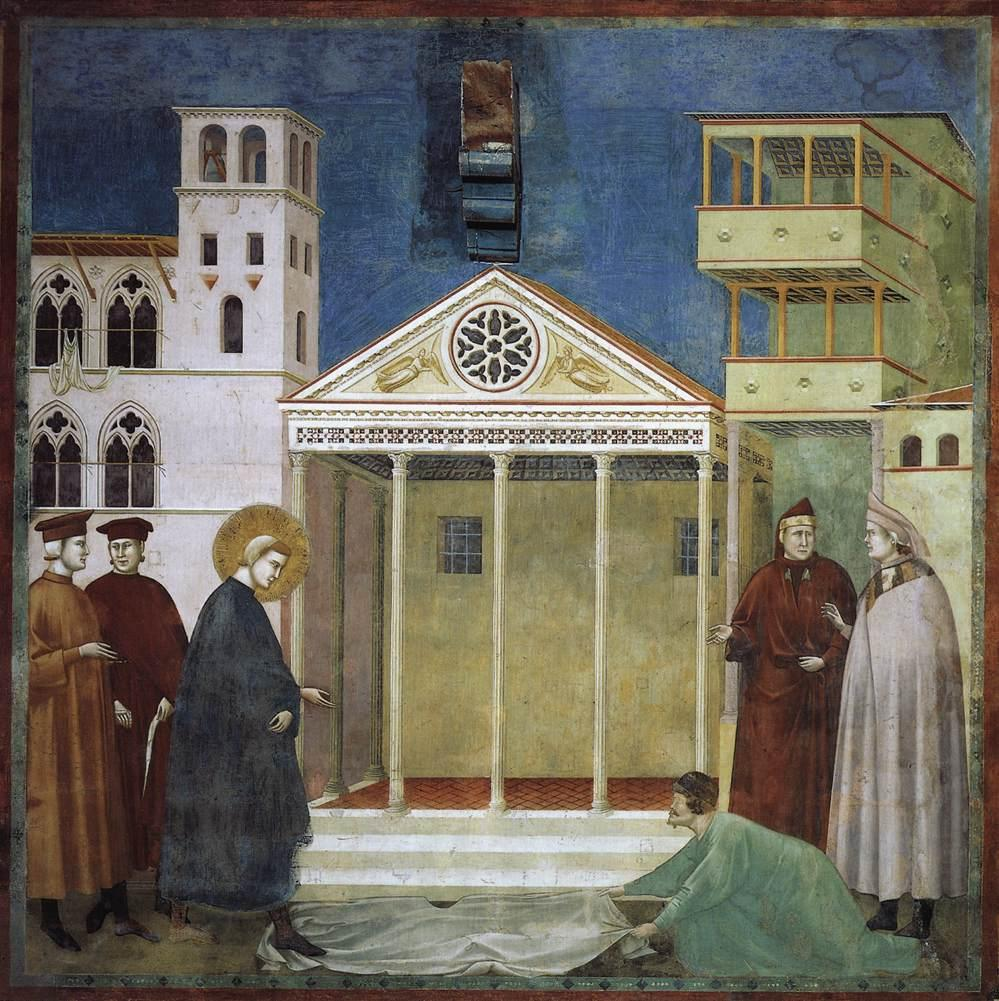
Giotto. v. 1300. La légende de François : l'hommage d'un homme simple. Assise, Église supérieure
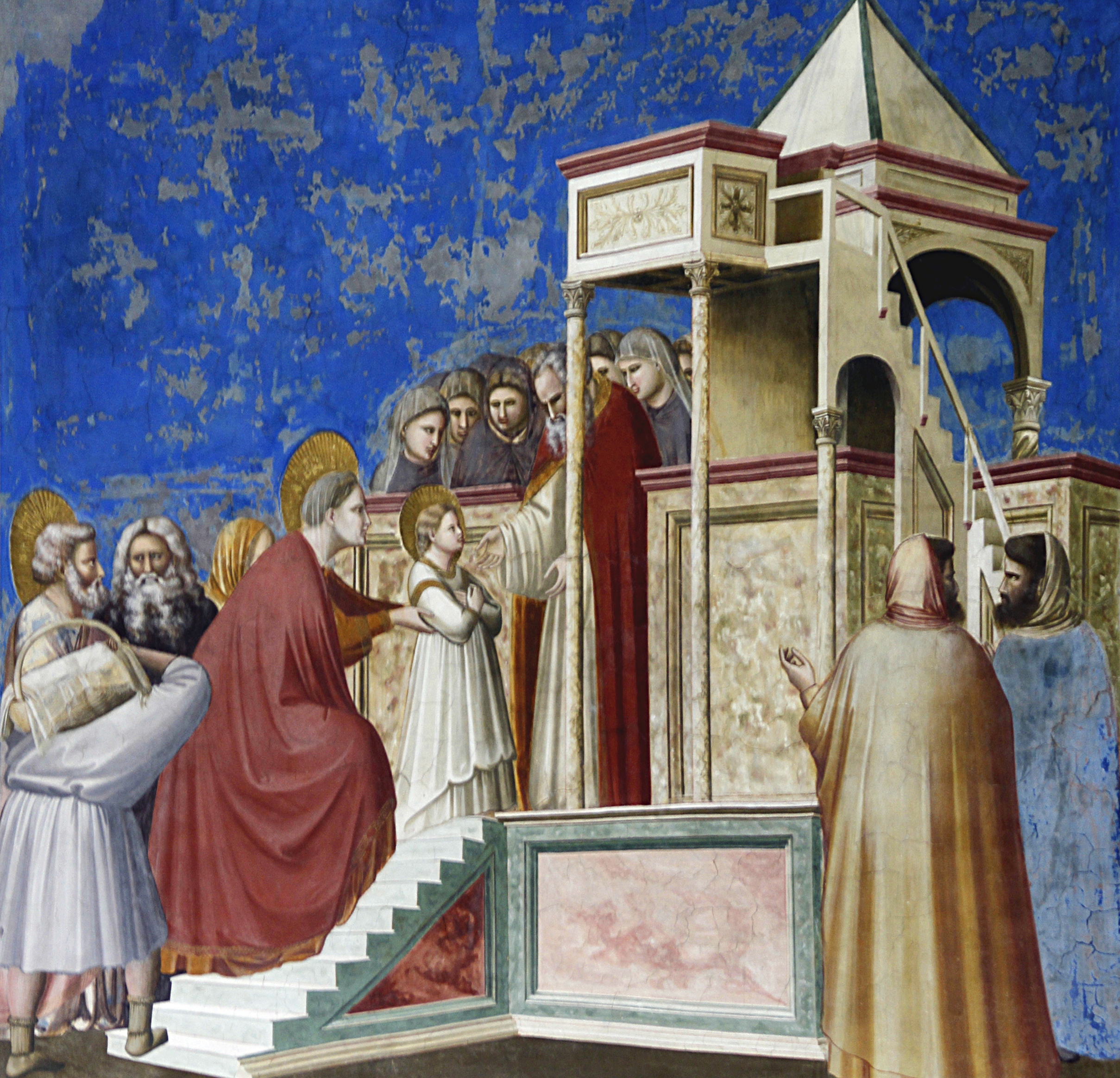
Présentation de la Vierge au temple. Giotto. 1305-06. Chapelle des Scrovegni. Padoue
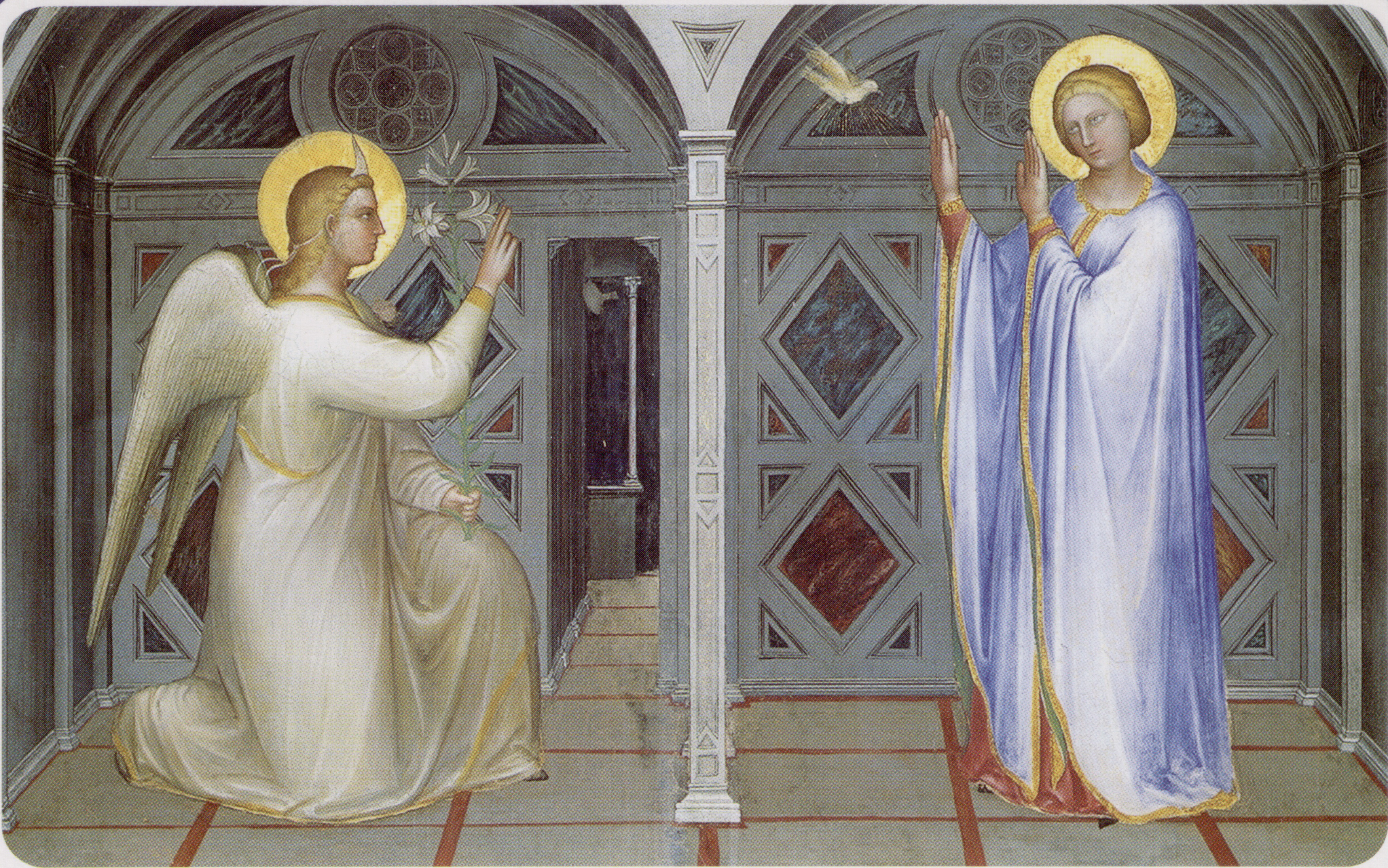
L'Annonciation Giusto de Menabuoi. Vers 1376 Fresque. Baptistère de la cathédrale de Padoue

Vers 1260, au commencement des fresques d’Assise c’est tout l’intérieur d’un édifice d’un type nouveau qu’il faut imaginer. Et, bien que la tradition des fresques existait en Italie avec les églises de Rome celles réalisées entre 1260 et 1300 allaient être très différentes des précédentes.
La venue de François d'Assise et Dominique dans la culture religieuse crée, dès le XIIIe siècle, de nouvelles attentes de peintures, plus en accord avec le message du Nouveau Testament. Cimabue, Duccio et Giotto humanisent considérablement les acteurs des scènes religieuses afin d'en rendre visible le contenu le plus profond. Le modelé de leurs corps est plus subtil, mieux évoqué qu'avec l'art byzantin qui dominait l'art de la péninsule auparavant. Les physionomies se différencient nettement, les visages et les gestes deviennent plus expressifs. Giotto introduit aussi une gamme de couleurs plus variées, des éléments végétaux trouvent leur place. Au XIVe siècle, la vie de la Vierge, les histoires de l’enfance du Christ, correspondent à un intérêt pour des histoires plus détaillées, avec des scènes d’intérieur domestique, plus familières à un public bourgeois, annonçant un changement fondamental dans la conception des thèmes sacrés.
Duccio et Giotto, plus encore que Cimabue offrent des solutions simples et cohérentes pour évoquer plusieurs types d'espace architectural : la cité se développe dans l'espace, le bâtiment vu « en transparence » permet la rencontre de la vue extérieure et de l'intérieur, tout cela en maintenant une hiérarchie dans l'échelle des personnages en fonction de leur rôle dans la scène en question. Les expérimentations en termes de représentation de l'espace peuvent produire, comme avec Giotto ou Pietro Lorenzetti, de puissants effets de perspective mais que l'on considère comme hétérodoxes par comparaison avec la perspective linéaire qui sera mise au point au XVe siècle et enseignée au XVIe siècle.
La peste de 1348-1350 entraîne un effondrement économique qui suspend les commandes artistiques. Florence et Sienne perdent leur rôle central mais d'autres centres apparaissent ensuite : dans les régions de Padoue, de Venise et en Émilie. Les pratiques introduites par Cimabue, Duccio et Giotto sont reprises ensuite avec des couleurs plus vives et des espaces, parfois construits méthodiquement, plus vastes (Pietro Lorenzetti : Naissance de la Vierge, 1342) ou bien, purement symboliques (Orcagna : retable Strozzi, 1354-57) suivant des procédés traditionnels.

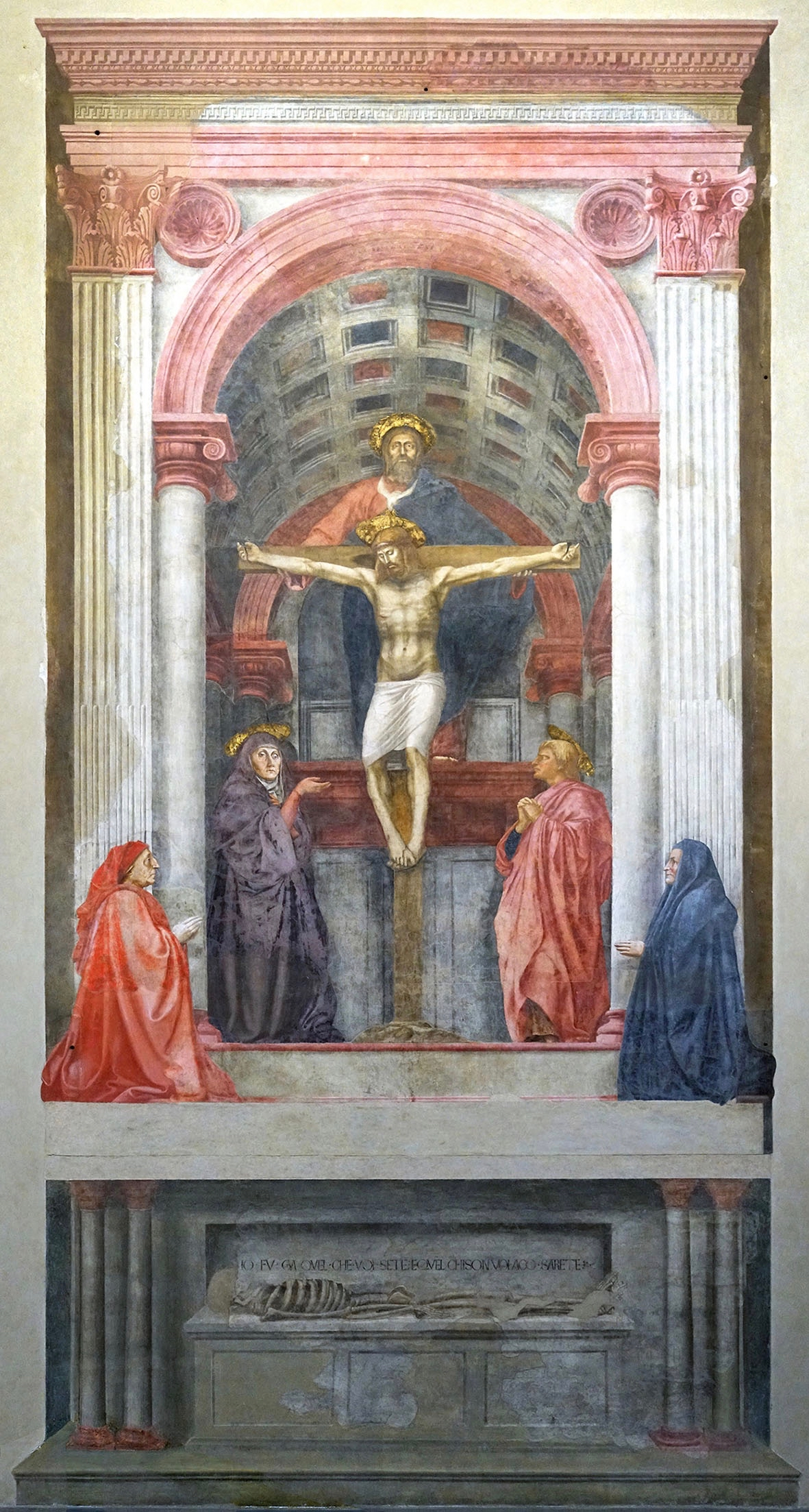
Trinité de Masaccio, v. 1427. Fresque.
6,67 × 3,17 m. Santa Maria Novella

Avec La Trinité de Masaccio (vers 1427) l'art se donne un but plus spirituel encore, il structure moralement la perception de l'œuvre : la ligne d'horizon du spectateur correspond au niveau des pieds des donateurs, il partage l'espace du squelette et son message : « Je fus ce que vous êtes ; et vous serez ce que je suis ». Au-dessus du spectateur, dans un espace construit rationnellement, à l'architecture classique et non gothique, se dresse un Dieu le Père immense. Si la radicalité de Masaccio ne fait pas encore école, le traité humaniste d'Alberti (De pictura) va inspirer ce nouvel art de peindre où dans l'espace, rationnellement construit, « les figures et leurs mouvements composent avec clarté le récit ordonné de l'historia ». Le terme d'historia s'applique à ce qu'illustre la peinture : le lieu, les acteurs, l'action et ce qu'elle signifie.
Dès l'un de ses premiers tableaux, Giovanni Bellini introduit, par rapport à ce qui précède, plusieurs éléments nouveaux. L’or et les couleurs vives ont disparu de ce tableau religieux. Ensuite, il isole le motif de la Pietà, habituel dans les retables d'autels mais entouré de nombreuses autres scènes, pour correspondre ainsi à un objet dédié à la dévotion privée : le motif de la Pietà est seul, mais, pour la première fois, dans un format de grande taille, à l'échelle du spectateur. Il réalise aussi entre les deux plans horizontaux, celui sur lequel la main se pose, comme sortie du tableau, et la bande de ciel à l'horizon, entre ces deux plans, donc : une étroite intimité physique qui relie la Vierge, le Christ, Saint Jean, et qui semble intégrer le spectateur. La lumière de l'aube les relie plus encore, dans la gamme limitée des couleurs froides. L'extrême cohérence du tableau nous communique, avec la plus vive intensité, la souffrance et l'émotion humaine.
La représentation du corps du Martyre de Saint Sébastien, par Antonello da Messina (vers 1475), est intimement intégrée à l'espace construit par un tracé rigoureux. Et ici le corps, presque nu, de Sébastien occupe non seulement le premier plan, sans les archers qui l'accompagnent traditionnellement, il occupe aussi la majeure partie du panneau à taille quasi humaine, et autrefois, probablement, au centre d'un triptyque . Il est curieusement placé dans un espace urbain, vu en perspective, alors que les textes placent normalement l'événement dans la nature. Ce saint faisait l'objet de dévotion : car sous les flèches il ne meurt pas et, comme Apollon, il protège de la peste. Le souvenir de la peste (1347-1348) - et la représentation du martyre dès la fin du XIVe siècle - a pu être vu comme une « cure » permettant de réactiver la foi. Mais, à la fin du XVe siècle, dans cet espace en perspective linéaire, ce corps nu était devenu « objet de visée » depuis le « point » de vue de celui qui regarde le tableau, archer qui ajuste son tir. La Contre-Réforme, après les décisions du Concile de Trente (1545-1563), a voulu restreindre la figuration trop séduisante de ce martyre.

## L'art, la gloire et l'Antiquité
Une conception nouvelle de l'art apparaît au XVe siècle : si cet artiste nouveau reste soumis à une pratique qui délimite les conditions de sa liberté, le prestige qui s'attache à la « belle image », à l'importance de la figure humaine, grandit et conduit aux premiers comportements excentriques de l'artiste « original », hors du commun, et dont la renommée est recherchée par les élites. Une tradition de grande peinture s'installe ainsi dans les cités où l'on célèbre les premiers « génies » au début du XVe siècle avec Donatello, l'ami de Cosme de Médicis, et Masaccio, Fra Angelico, Fra Filippo Lippi .... Les commanditaires, plus encore que les artistes, sont attentifs à la renommée qu'ils peuvent tirer d'une réalisation prestigieuse et de la participation d'un artiste célèbre à telle commande. Le soutien que Laurent de Médicis (1449-1492) a pu délivrer à des artistes comme Antonio Pollaiuolo, Andrea del Verrocchio, Léonard de Vinci, Sandro Botticelli, Domenico Ghirlandaio, Filippino Lippi et le soutien qu'il a su apporter aux humanistes ont fait beaucoup pour sa réputation et pour le rayonnement de Florence.

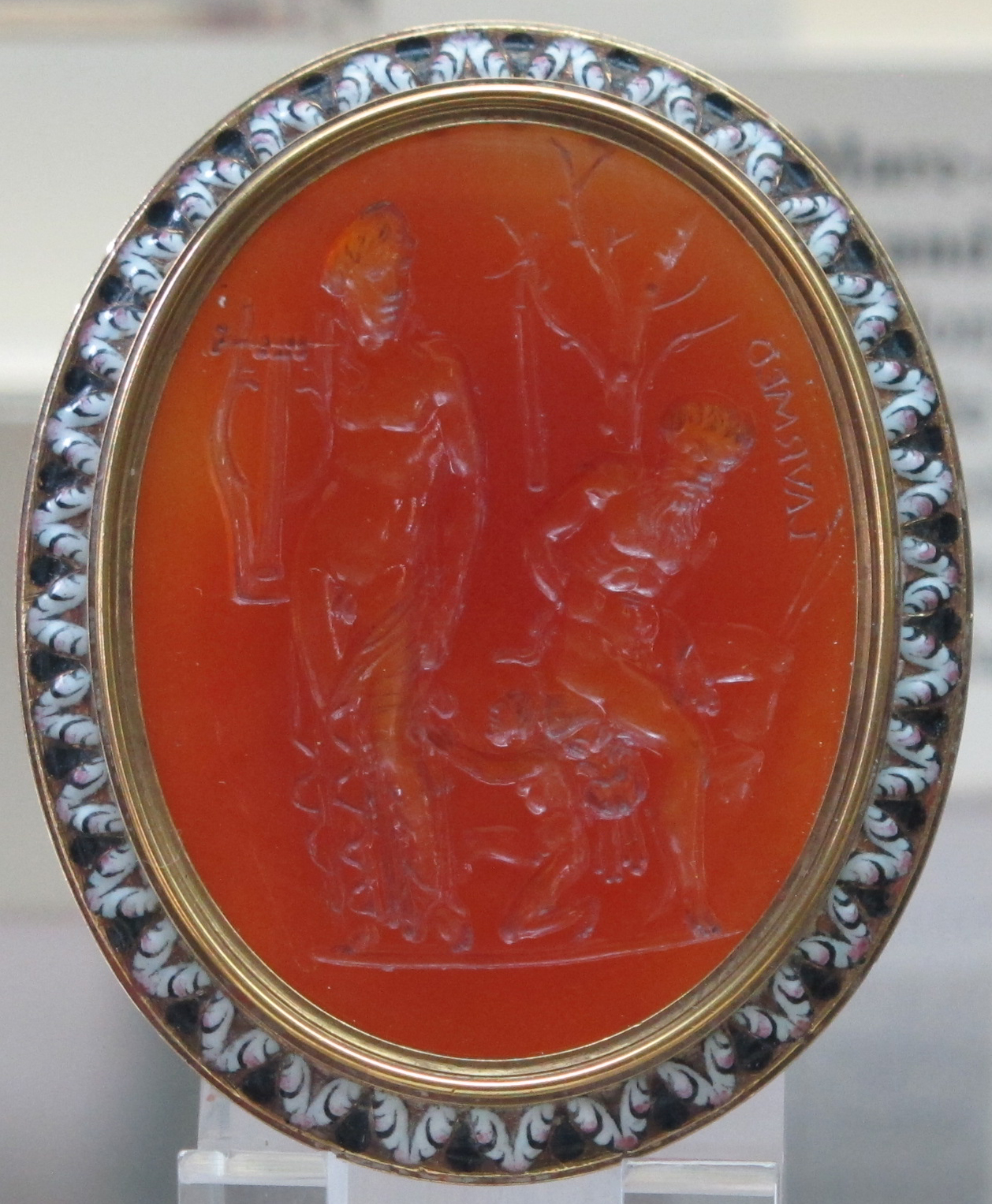
Apollon et Marsyas. Intaille, copie faite pour Laurent de Médicis d'une intaille antique de sa collection. Cornaline. BNF, Cabinet des Médailles

De même, sa collection d'objets antiques - intailles et monnaies romaines, bronzes et marbres romains révèle son profond intérêt pour l'Antiquité conçue comme le temps du Christ ; intérêt partagé par les artistes de l'époque, et surtout Mantegna. Les collections d’antiques, princières ou privées se multiplient à la fin du siècle [antiques : objets d'art, inscriptions, monnaies antiques]. Et puis Florence disposait alors au couvent San Marco, grâce à Cosme de Médicis et à l'acharnement de Vespasiano da Bisticci, de la première bibliothèque publique d'Italie : source infinie de sujets de peintures inspirées de l'Antiquité, comme La naissance de Vénus et Le Printemps de Botticelli.
Pétrarque (Arezzo, 1304 - Arquà, 1374) semble avoir été le premier à se passionner pour l'Antiquité : il visite cinq fois Rome entre 1337 et 1350 ; il édite et annote les textes de Tite Live, Pline l'Ancien (avec la première Histoire de l'art, dans son Histoire naturelle) et Cicéron. Cette passion est celle aussi pour les grands hommes : il travaille sur le De viris illustribus semblable au Vies des hommes illustres de Plutarque (composée entre 100 et 120). Dans cette passion pour l'Antiquité, Pétrarque considère les vestiges de l'Antiquité romaines comme des reliques sacrées qui évoquent le souvenir de ces grands hommes. Mais à côté de sa collection de monnaies antiques il possède aussi des peintures de Giotto et de Simone Martini. Pétrarque est alors un lettré non seulement connu mais aussi il sert de modèle dans le milieu des lettrés qui sont aussi au contact des gens de pouvoir.
Un siècle plus tard, vers 1450, un atelier de peintre, comme celui de Francesco Squarcione (v. 1395 - v. 1470), à Padoue, où se formait Andrea Mantegna (1431-1506), était rempli de moulages de statues anciennes et modernes, de monnaies et médailles, et de dessins d'après l'antique. Certaines collections privées d'humanistes, à Florence, Gènes ou Venise, ont pu s'enrichir de sculptures antiques découvertes en Italie mais aussi en Grèce et en Asie Mineure. Enfin, à côté de ces collections privées, des collections se sont constituées aussi au sein de familles princières, sur le modèle des collections royales françaises : ce sont les Este à Padoue et Ferrare (dont Leonello, 1407—1450, et Borso, 1413-1471), les Gonzague à Mantoue (dont Ludovico II Gonzaga, 1412-1478) et les Médicis à Florence, tous grands commanditaires de peintures. Des humanistes choisis ayant été responsables de l'éducation des jeunes princes, alors qu'ils assuraient par leurs écrits la gloire du prince, gloire que les artistes renforçait par leurs œuvres,.
Le rapport entre collectionneurs - commanditaires, humanistes et artistes - donnait à chacun les références, les exemples antiques, les jugements sur l'art ancien et moderne, et des manières d'en parler. L'art de décrire une peinture, l'ekphrasis, favorisait les peintures narratives et le format du cassone, le coffre de mariage, s'y prêtait à merveille. Aussi les lettrés de la première moitié du XVe siècle appréciaient tout particulièrement Apollonio di Giovanni, et Pisanello dans leur style gothique international, aux peintures pleines de détails remarquables. Vingt ans plus tard, Mantegna allait consacrer près de dix ans de sa vie à reconstituer un "Triomphe de César" bien mieux documenté, en sept toiles immenses, pour le palais des Gonzagues à Mantoue et en hommage à la gloire de François II Gonzague, son hôte. En effet la seconde moitié du XVe siècle voit une véritable mutation du regard des collectionneurs qui assemblent, à côté des camées antiques et autres pierres précieuses travaillées, des sculptures en marbre et en bronze, comme celles qui furent accumulées par Laurent de Médicis dans sa collection, plus humaniste et artistique, et surtout cette « école du jardin de Saint-Marc », autour de Bertoldo di Giovanni, le collaborateur de Donatello et le maître de Michel-Ange en 1488-1490. Ce lieu dont Vasari fera le modèle d'une sorte d'"académie" avant la lettre, avec les sculptures de Donatello et les marbres antiques rassemblés par les Médicis qui offrait l'imitation des maîtres et l'étude de l'art antique. Par ailleurs, sa collection se tournait clairement vers l'art qui lui était contemporain : avec plusieurs dizaines de tableaux, dont les florentins depuis Giotto mais surtout jusqu'à Piero di Cosimo. Tableaux qui assurent la fonction décorative d'intérieurs luxueux et qui permettent la conquête du pouvoir par les arts. On est alors, à la fin du XVe siècle, par cette forme d'art profane réservée à une élite, à l'opposé exact des commandes passées par les franciscains à Cimabue, le Florentin, deux siècles plus tôt : un art sacré qui se voulait pour tous.

Apollonio di Giovanni. Triomphe du consul romain Paul Émile, après sa victoire contre le royaume de Macédoine. Avant 1465. Panneau de cassone, tempera et or sur bois. L. 1,55 m. Vente : 2022[58].
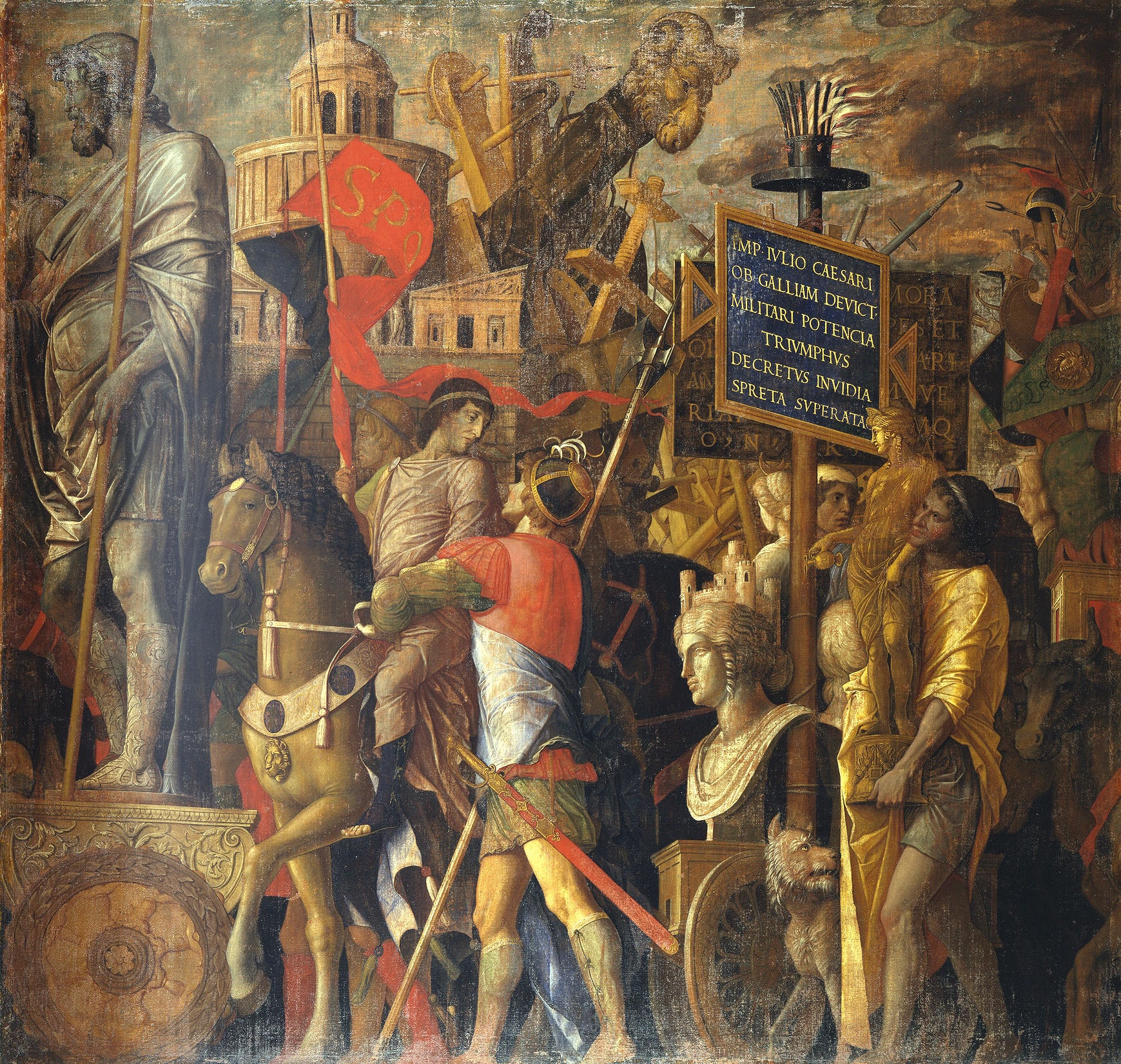
Andrea Mantegna. Triomphes de César : Porteurs d'étendards, de trophées et d'équipements de siège. 1484-92. Tempera sur toile. 2,70 x 2,80 m. Royal Collection[note 16]

À Rome, après le retour des papes depuis leur exil d'Avignon dès 1415, d'innombrables découvertes avaient suivi les opérations d'urbanisme que ce retour entrainaient. En conséquence, en 1462, le pape humaniste Pie II décida d'interdire la démolition de tous les édifices antiques. Après 1470 la majorité des collections d'antiquités en Europe se trouvaient à Rome, où toutes les personnalités qui en avaient eu les moyens s'en étaient accaparé, progressivement. La Haute Renaissance verrait Rome et Venise - aux collections enrichies par les réfugiés de Grèce et Byzance - se partager les commandes, pour la plupart des peintures, dans un style tout imprégné de références à l'Antiquité. En 1471, Sixte IV fait transférer les bronzes du Latran - où ils étaient symboles de la victoire du Christianisme sur les idoles - aux collections du Capitole, et ainsi « restitués au peuple romain » ; avec quelques marbres et inscriptions antiques ils devenaient des "monuments", porteurs de mémoire. Leur présence dans les peintures aura le même effet : soutenir la parole savante et le travail de la mémoire.

## Innovations

### Des innovations, temporaires, dans la peinture religieuse

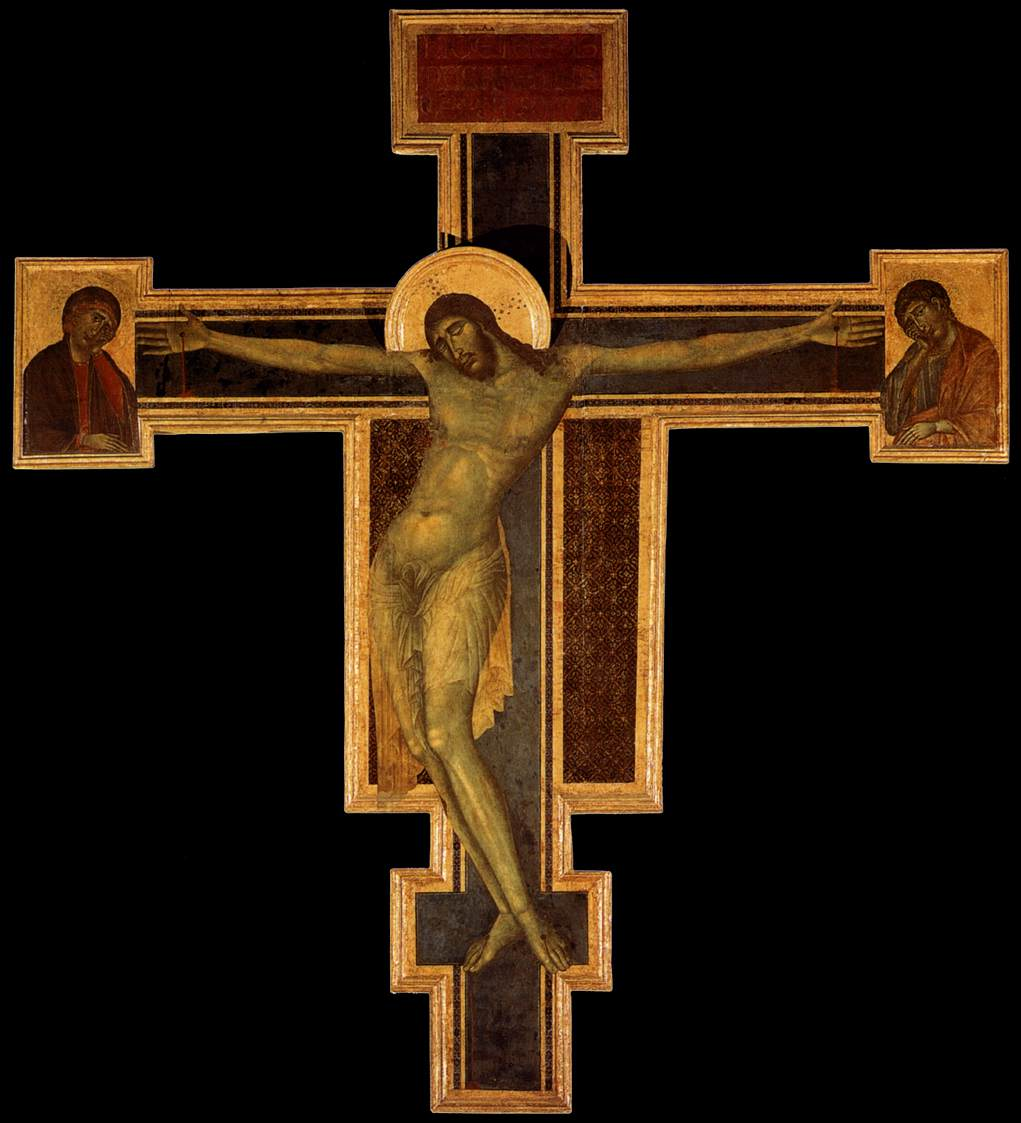
Cimabue. Crucifix. Florence, Santa Croce (avant l'inondation de 1966). Tempera et or sur bois, H. 4,48 m. 1287-88

Les nouveautés sont très nombreuses dès les premiers temps. Ainsi, pour répondre aux nouvelles commandes des Ordres Mendiants selon ce qu'ils veulent voir représenté, surtout dominicains et franciscains à partir du XIIIe siècle, certains peintres s'efforcent d'humaniser les personnes du Nouveau Testament et de la Bible, rendre plus perceptible que dans la peinture byzantine leurs expressions, leurs douleurs éventuellement, et représenter plus naturellement leur corps ; avant tout, le corps du Christ souffrant sur la Croix, comme tout homme. Les Crucifix, suspendus dans le chœur des nouvelles églises sont les premières nouveautés des Primitifs italiens. Quant à Cimabue, sur cette croix de 1287 pour la Basilique franciscaine Santa Croce de Florence, il montre, pour la première fois, le Christ à peine voilé ; on parle même d'un périzonium "transparent". Pour les franciscains, en effet, le Christ est quasiment nu parce qu'il est pauvre. Et saint François a renouvelé la signification de cette pauvreté du Christ : au moment de sa conversion, François s’était dépouillé de son vêtement, en signe, précisément, de renonciation à la vie mondaine. Ce geste pouvait, aussi, évoquer à la fois la pauvreté évangélique et l’ascèse franciscaine qu'il allait revendiquer en fondant, bientôt, ce nouvel ordre religieux catholique en 1209.

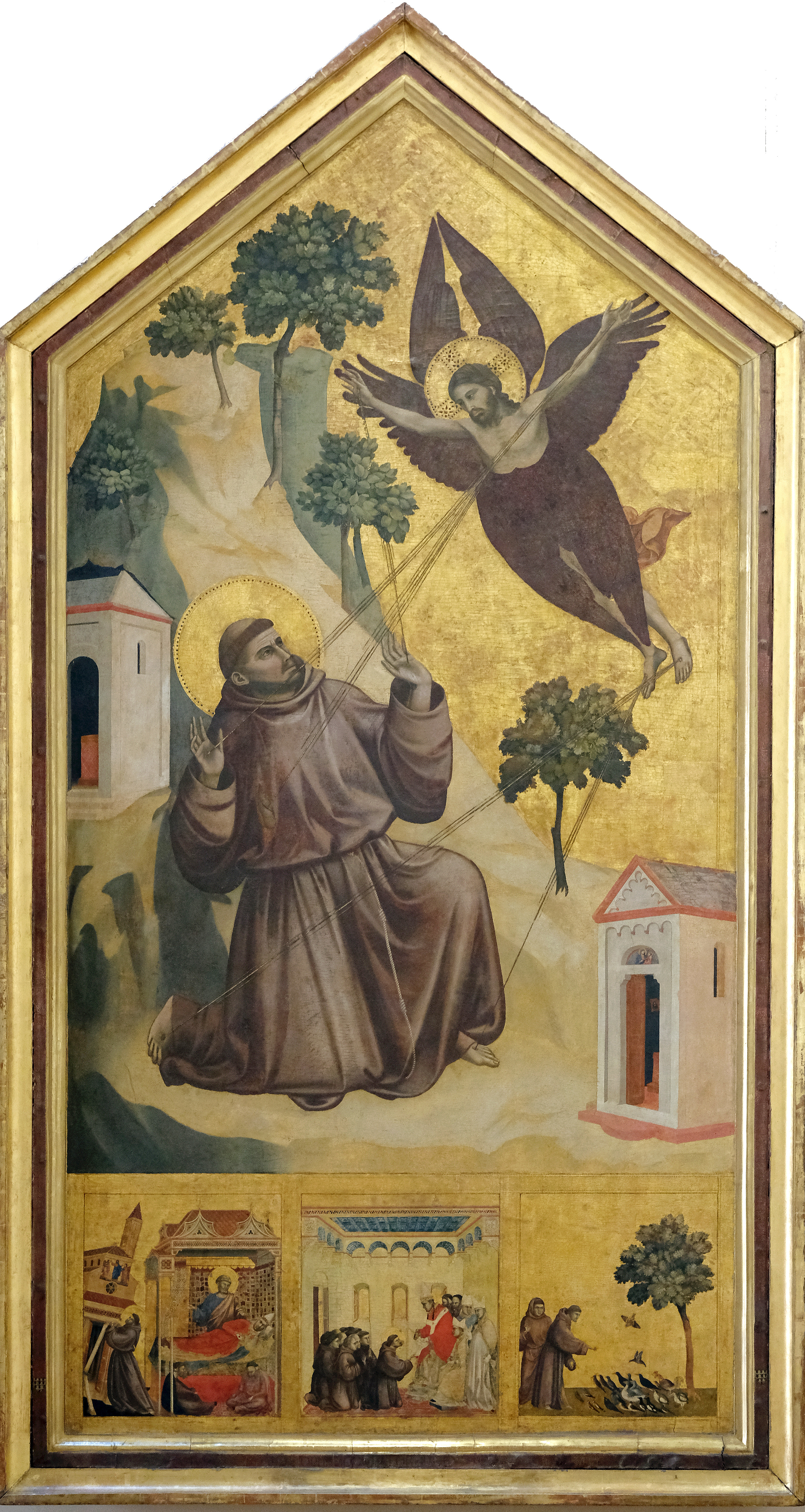
Giotto. Saint François d'Assise recevant les stigmates. Prédelle : Le songe d’Innocent III, le pape approuvant les statuts de l’ordre (la confirmation de la règle), saint François prêchant aux oiseaux. 1300/1325

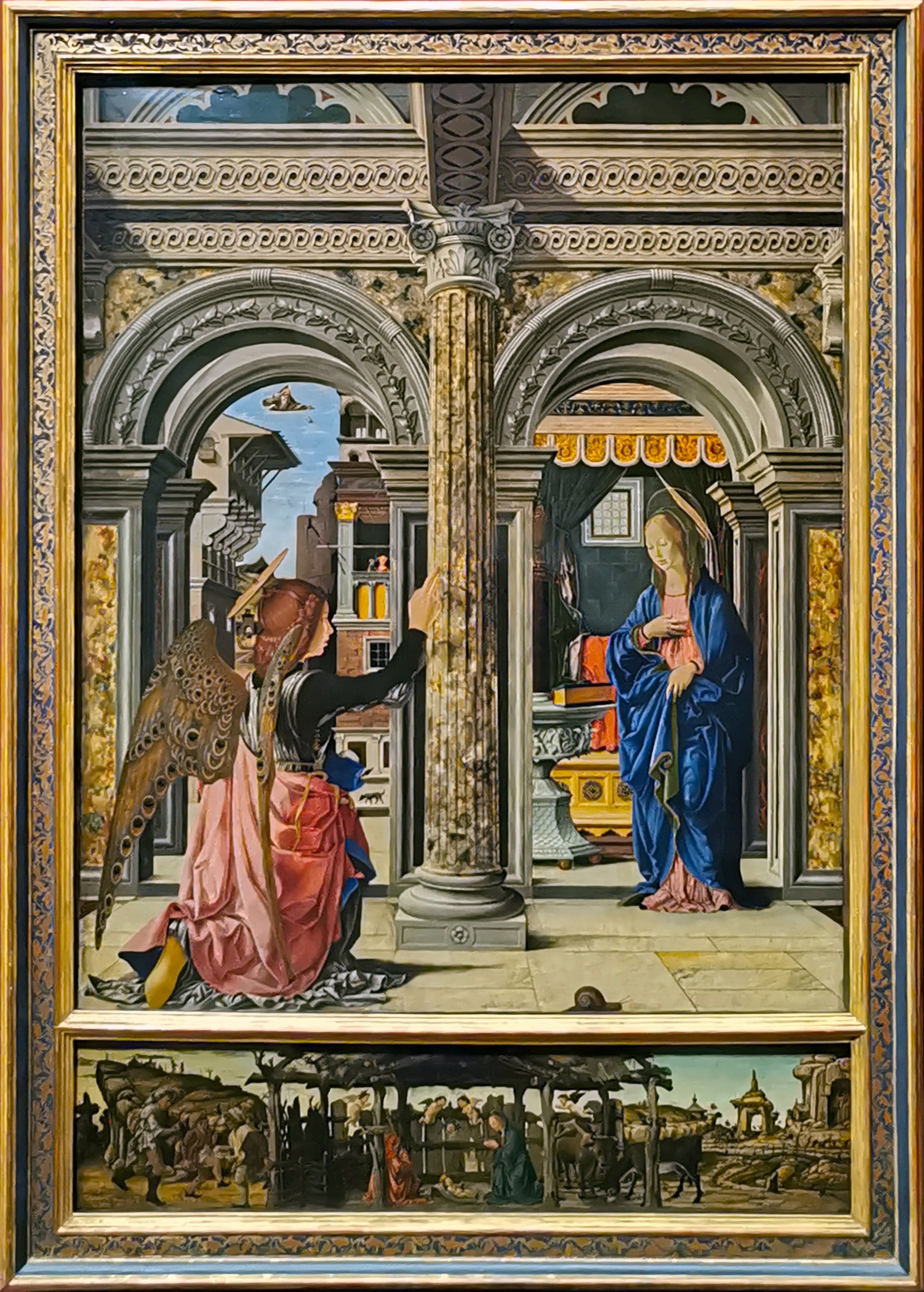
L'Annonciation (et La Nativité, sur la prédelle). Francesco del Cossa. 1471. Tempera/bois. 139 x 113,5 cm. Dresde, Gemäldegalerie

La représentation des scènes tirées des Écritures doit donc se placer dans un cadre spirituel. Elle est basée sur l'histoire, le réçit (historia) dont le peintre doit trouver une forme pour le lieu de l'histoire. Giotto di Bondone s'empare du problème à la suite des tentatives de Cimabue et de son atelier. Cette évolution est soutenue, du moins au début, surtout par les ordres mendiants qui ouvrent de très nombreux lieux de culte à une société étendue aux illettrés et aux pauvres : c'est la peinture qu'ils retiennent car moins coûteuse et plus rapide que la traditionnelle sculpture. La peinture est d'une "lecture" visuelle plus immédiate que la sculpture ; par exemple, sur l'autel, le retable, qui apparaît au début de cette époque, resplendit d'or dans l'ombre des églises et la lumière comme l'ombre sont des formes symboliques pour les chrétiens. Sur les parois, les fresques - qui prennent modèle sur Assise (vers 1280) - représentent l'histoire sainte et des récits hagiographiques : épisodes de la vie des saints (la Légende Dorée de Jacques de Voragine, écrite entre 1261 et 1266, raconte ainsi la vie de 180 saints, et sert de référence aux peintres). Notons que la bordure comme châssis n’apparaît véritablement qu’au XIIIe siècle avec les premiers retables. La prédelle « moderne » (espace peint au bas du retable, qui apparaît aussi à la fin du XIIIe siècle) est devenue le lieu où se déroule l'histoire des saints.
Un siècle et demi plus tard, au milieu du XVe siècle, l'invention de Francesco del Cossa, sur L'Annonciation de Dresde, consiste à traiter la prédelle comme si c'était un cassone (panneaux de coffres à linge, peints). En effet ces panneaux de coffres ont des formats très étirés en longueur et les cassoni reçoivent des peintures narratives qui sont une forme très "moderne" et cultivée, à cette époque, à l'origine du tableau de chevalet. Par contre, son invention n'aura pas de suite au delà des Primitifs italiens, car la prédelle disparaît à la Haute Renaissance, en particulier avec le choix du nouveau « tableau d'autel » par Giovanni Bellini - dont le Triptyque des Frari, huile sur bois de 1488 - Son choix sera suivi par les autres peintres vénitiens et au-delà. Le principe figuratif de ce nouveau tableau d'autel se met, en effet, en place au XVIe siècle et restera sans changements fondamentaux pour plus de trois siècles. Le Polyptyque de saint Vincent Ferrier ne reprend pas la solution de la prédelle en longueur, il fragmente la narration en trois parties.
Daniel Arasse s'attarde aussi, un instant, sur l'escargot, qui surprend dans ce tableau de Dresde. Il appelle « détail iconique » ce type de fragment de peinture, peint « jusqu'au moindre détail » qui invite le regard à s'approcher. Il  remarque dans « Histoires de peintures » que l'escargot, qui semble, dans l'espace de la scène - L'Annonciation - énorme, est peint comme s'il était sur le rebord du cadre de la prédelle - donc dans notre monde - et à cet endroit il n'est pas plus gros qu'un réel escargot de Bourgogne. L'escargot serait ainsi un moyen, pour nous, d'entrer dans le monde de cette représentation. Et Daniel Arasse découvre ce message supplémentaire : « Le tableau ne représente pas la vérité de l'Annonciation, il n'est qu'une représentation de l'Annonciation » : Francesco del Cossa énonce tout simplement sa conscience du non-réalisme de la peinture alors que ce tableau est ultra-sophistiqué. Ce qui montre sa très haute conscience de ce qu'est peindre au XVe siècle. Du côté du symbole, le spectateur peut constater que l'ange ne peut voir la Vierge, car la colonne est précisément placée entre eux deux. Mais l'ange - en tant que messager de Dieu - peut voir à travers cette colonne, « surtout que cette colonne est l'image du Christ »,.

### Vers la perspective linéaire

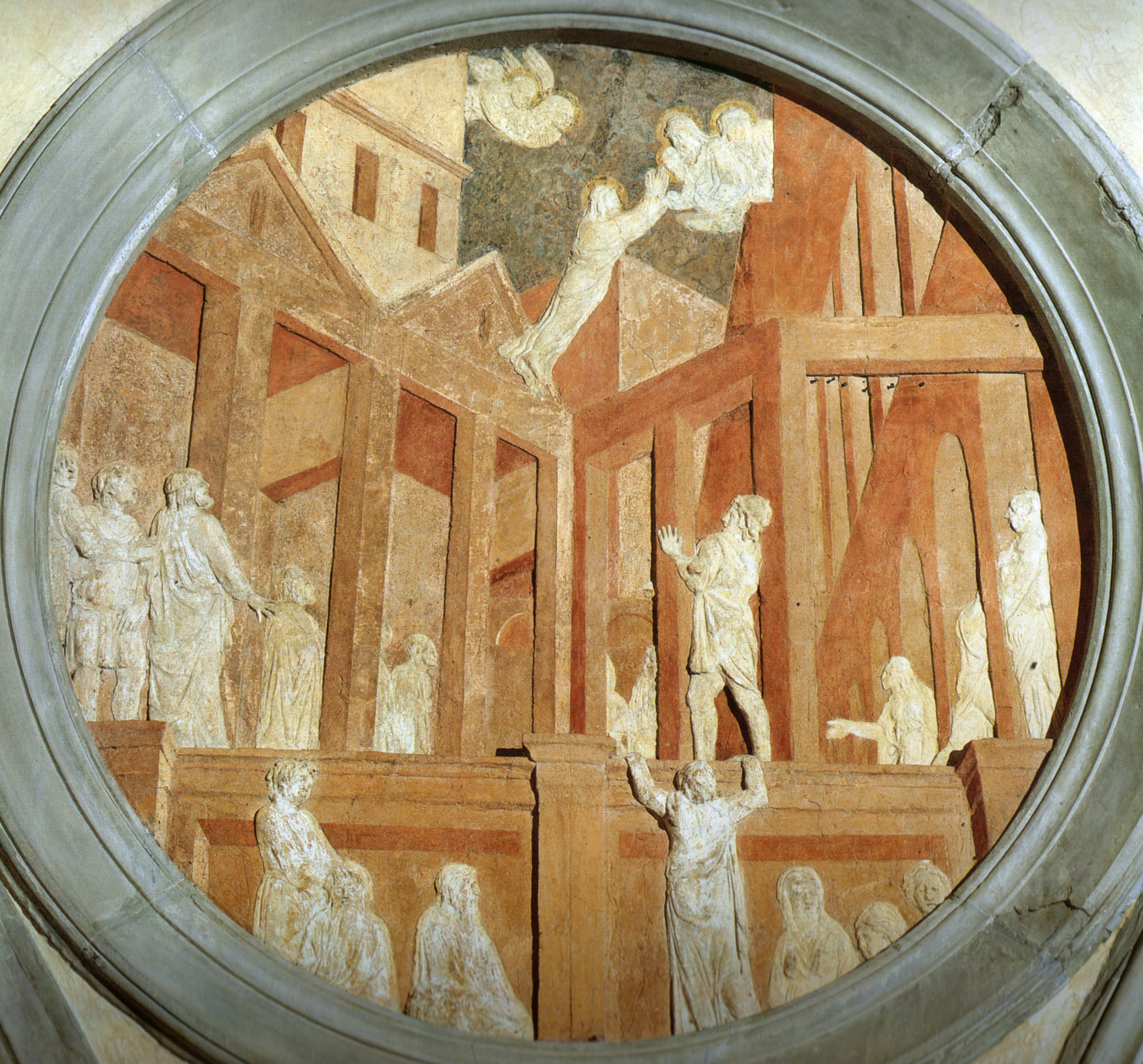
Donatello. Ascension de saint Jean. Stuc polychromé, v. 1435. Sagrestia Vecchia, San Lorenzo, Florence : sculpture significative de proximités entre peintres et sculpteurs.

La représentation de l'architecture sur les fresques et les retables pose d'autres problèmes aux peintres. Ceux-ci expérimentent les solutions les plus diverses, surtout ente 1400 et 1450, avant de s'appuyer sur celle de Piero della Francesca, vers 1470, scientifique et pratique. Les paysages aussi sont plus présents dans cet espace et souvent plus détaillés aussi. La perspective aérienne n'est pas encore nommée mais ses effets apparaissent localement. Les personnages reposent sur un sol matérialisé par des détails précis, et puis la végétation est aussi détaillée que la scène le nécessite. On passe donc de l'évocation d'une scène, à diverses solutions pour représenter cette scène au moyen de constructions géométrique et mathématique, en perspective linéaire ou, auparavant, par d'autres moyens, comme si cette scène était visible mais sous une forme parfaite : non seulement physique mais, pure comme une construction de l'esprit, spirituelle.
Dans la première moitié du XVe siècle, au cours de la Première Renaissance, plusieurs artistes, sculpteurs, architectes et peintres, avancent par tâtonnements vers ce que nous appelons « la perspective ». Ils testent diverses méthodes qui tendent vers ce que retiendra Alberti comme « la meilleure solution », fondée sur l'intersection de la pyramide visuelle. Ces artistes, auxquels Alberti dédie son De Pictura sont Donatello (à San Lorenzo, vers 1435), Brunelleschi (son expérience du tableau percé), puis Ghiberti, Luca della Robbia et Masaccio. Vers 1445 Paolo Uccello maîtrise un savoir-faire incontestable, qu'il expose volontiers. Ensuite c'est avec Piero della Francesca (dont l'essai : De prospectiva pingendi, 1474/1477) que les peintres pourront maîtriser scientifiquement cette construction illusionniste, la perspective linéaire, et que les méthodes découvertes circuleront d'atelier en atelier à travers la péninsule sous forme de manuscrits qui en répanderont l'usage.

### Humanisation et Nu

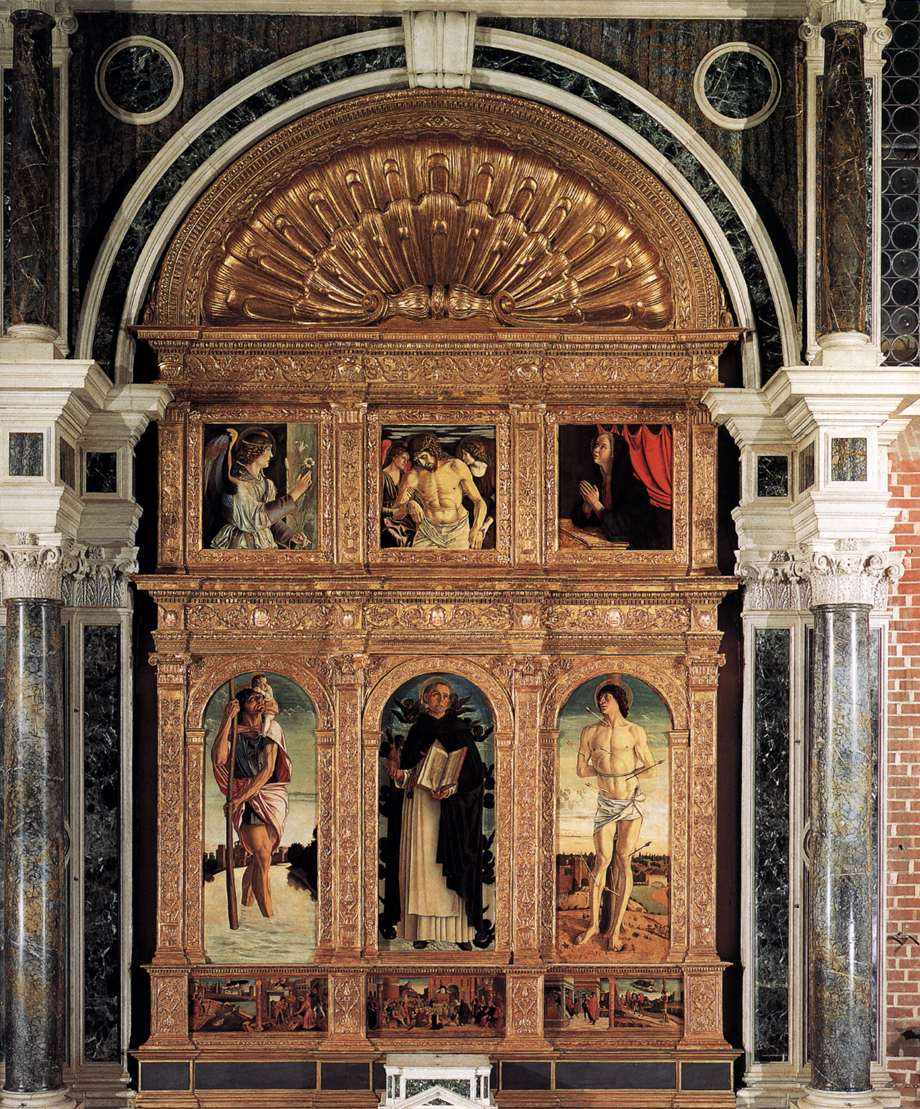
Polyptyque de Saint-Vincent Ferrier. Giovanni Bellini, entre 1465 et 1475. Tempera / bois sculpté, doré : 275 × 194 cm. Basilique San Zanipolo. Au-dessus de la Pietà, il y avait à l'origine une lunette montrant Dieu le Père, vers laquelle Marie dirigeait son regard.

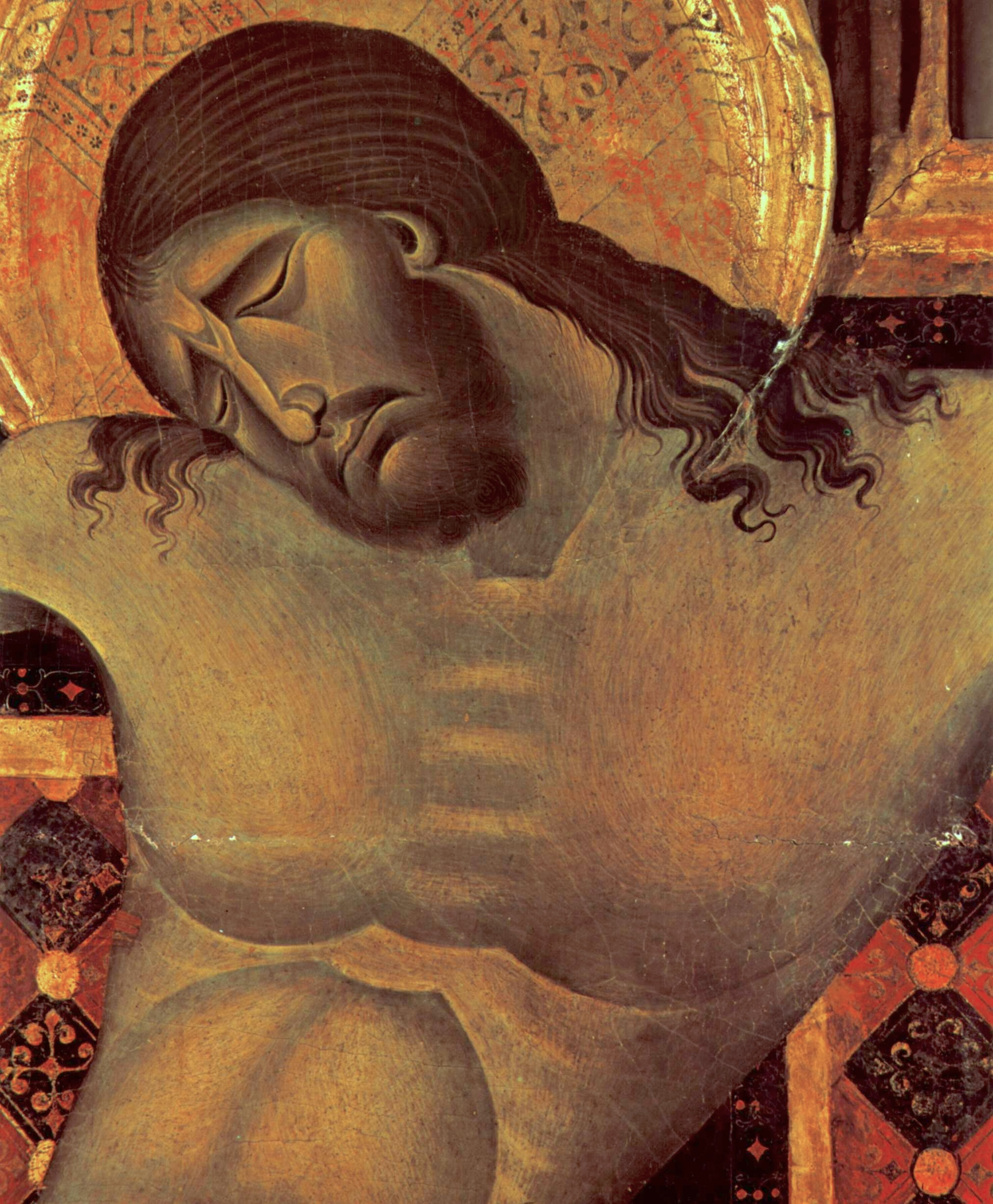
Crucifix d'Arezzo, détail. Cimabue, entre 1268 et 1271. Tempera et or/bois Église Saint-Dominique. Arezzo
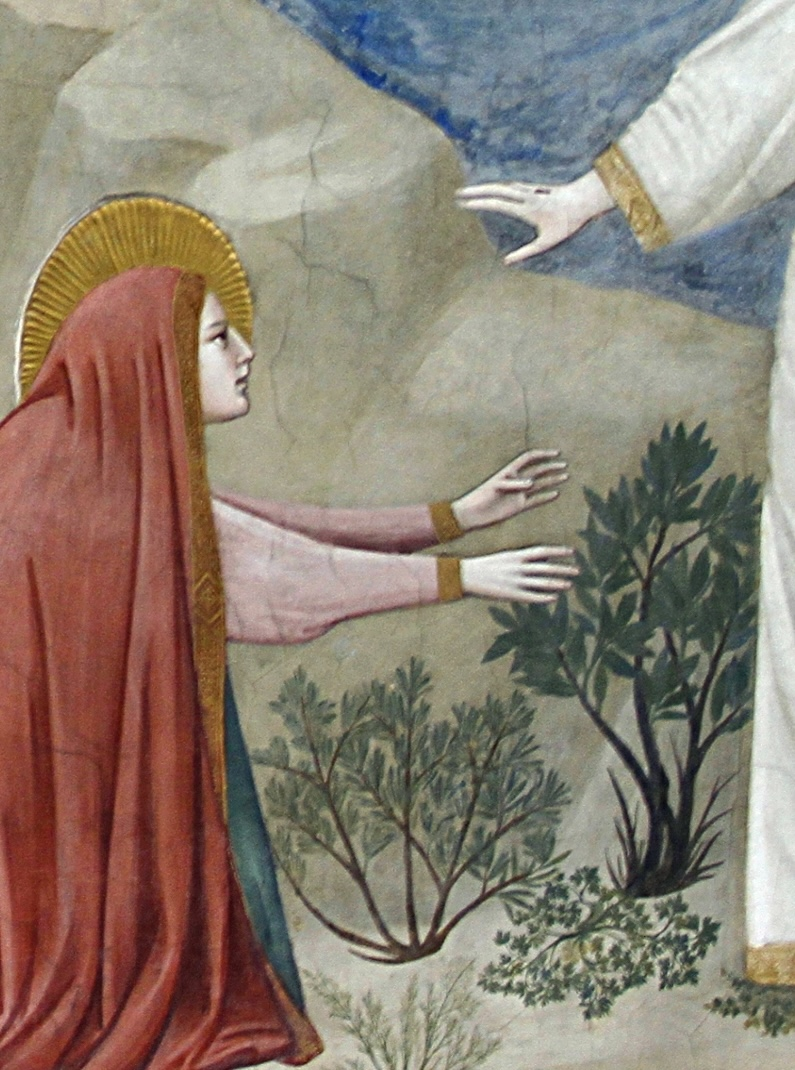
‘’Noli me tangere’’, détail. Giotto : Chapelle des Scrovegni. Fresque, 1303-1306. Padoue
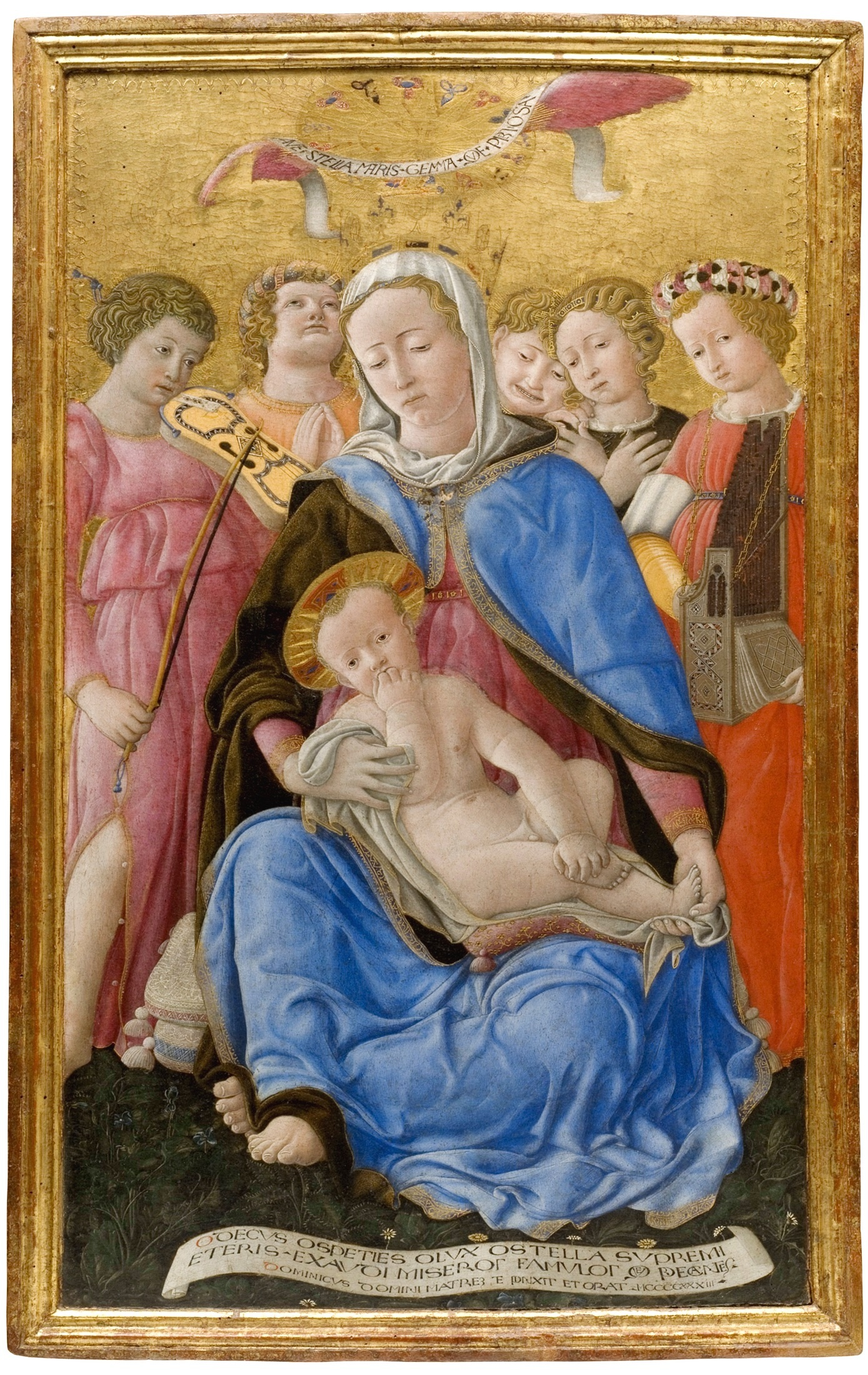
Domenico di Bartolo : Madone de l'Humilité, Sienne. 1433. Tempera et or sur bois. 93 x 60 cm. Pinacothèque nationale de Sienne
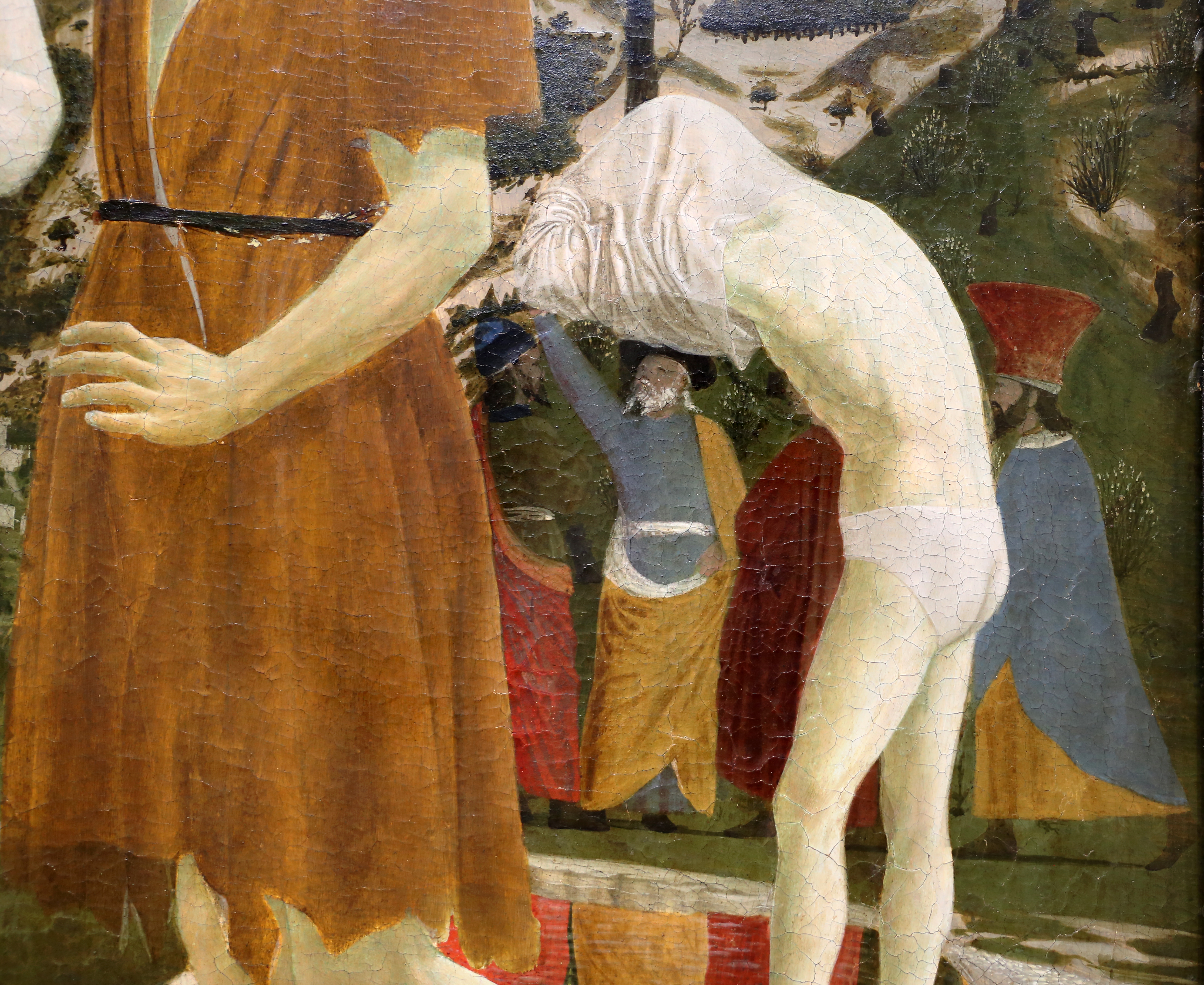
Piero della Francesca. Baptême du Christ. 1450-60. Tempera/bois, détail. National Gallery

Giovanni Bellini : Polyptyque de saint Vincent Ferrier. Tempera sur bois, 1465/1475
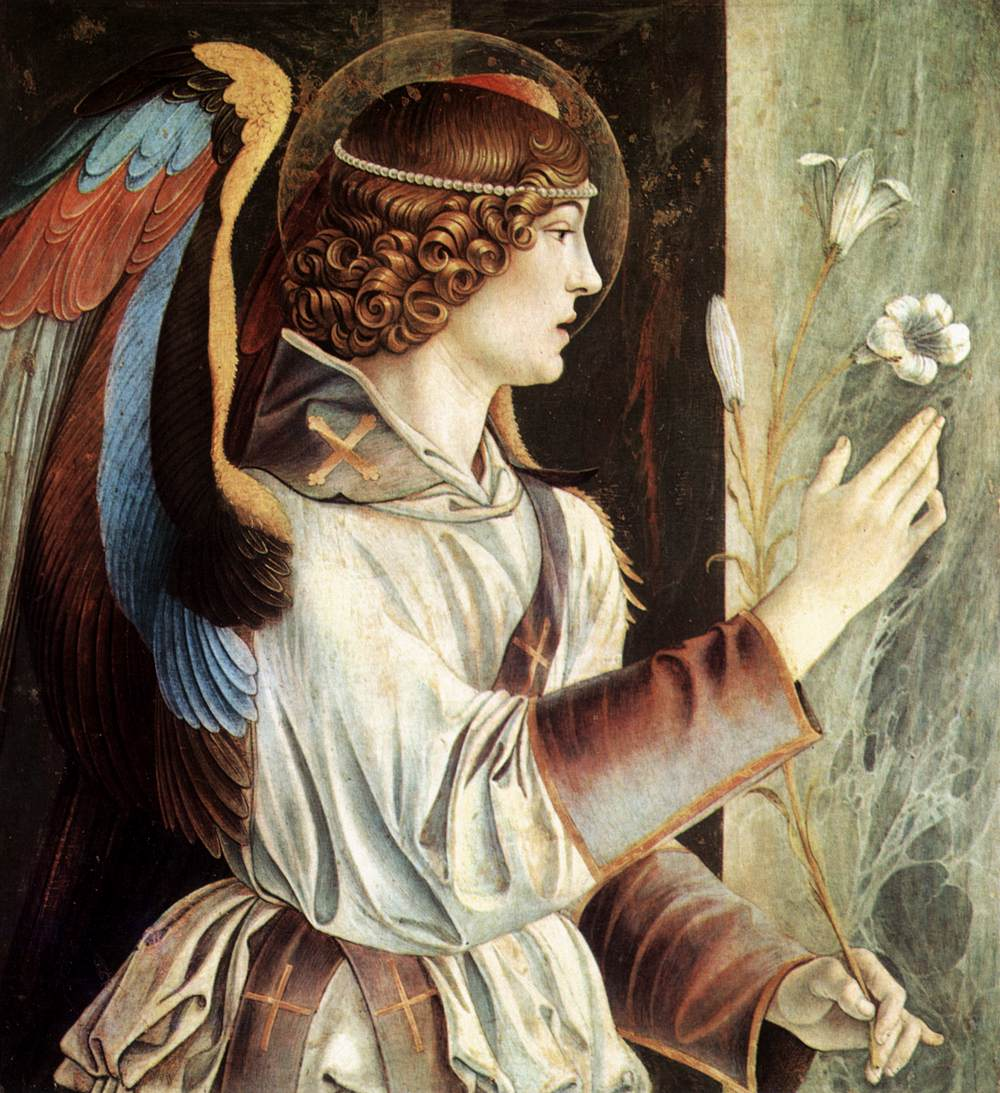
L'ange Gabriel de L'Annonciation
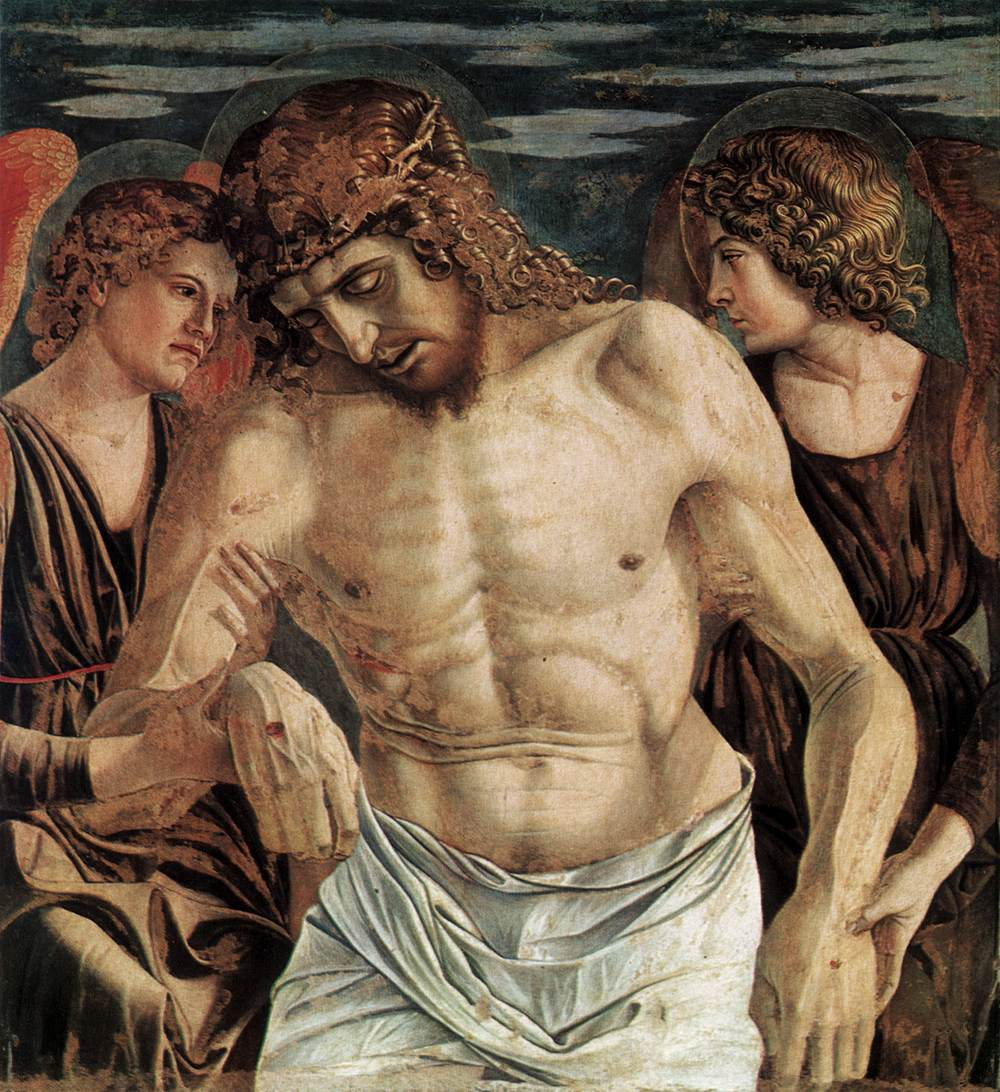
Le Christ de douleur
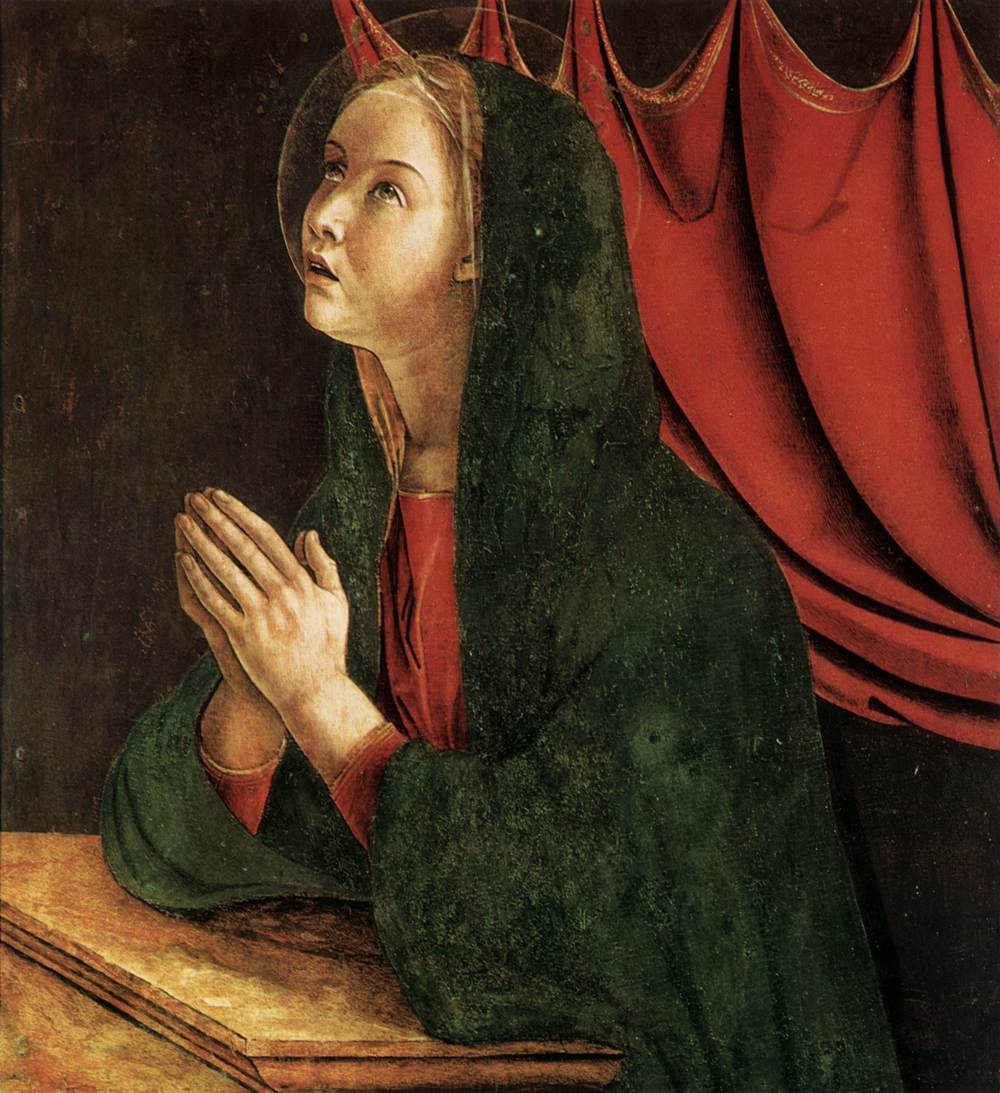
La Vierge de l'Annonciation

Dès les premières commandes des Primitifs italiens c'est la gestuelle de tout le corps, et pas seulement du visage, qui manifeste la vie intérieure de tous les acteurs des scènes sacrées et rend visible leur humanité. Mais le visage est bien souvent très expressif ou, au moins, avec des traits bien personnels. D'un autre côté, les animaux et les travaux des champs apparaissent sous l'influence des ordres mendiants ; ces religieux qui rencontrent le monde des hommes, de condition modeste ou pauvre, dans leur vie quotidienne, au travail. La prédication et l'évangélisation tente ainsi d'amener l'Église à l'homme, en renversant le processus précédent qui devait amener l'homme vers l'Église.
Pour être entendues par les masses populaires dès la fin du XIIIe siècle, les représentations gigantesques du Christ pantocrator ou du Jugement dernier deviendront celles d'un « Christ fraternel », celui qui souffre comme sur les Crucifix de Cimabue. La taille du Christ dans les représentations de Duccio ou de Giotto, devient celle des autres acteurs du tableau. Les trois Maestà (de la Salle des Maestà des Offices à Florence, de Cimabue, Duccio et Giotto) et celle plus tardive de Simone Martini au Palazzo Pubblico de Sienne montrent le passage d'un espace qui, dès Cimabue, s'écarte du pur symbole pour décrire, avec des méthodes de représentation de l'espace plus nombreuses et plus parlantes, un espace qui correspond bien plus aux expériences que chacun peut avoir en regardant autour de lui.
Cette période est aussi celle de l'art gothique international. Il règne surtout du bassin du Pô à la mer du Nord et de la France à la Bohême. Si l'on peut parler à ce propos d'art franco-flamand, en raison du rayonnement de ces deux régions sur les autres, il faut considérer aussi les très nombreuses créations caractéristiques locales hors de la France et des Flandres : en Italie ce phénomène produit un Gothique international italien. Toutes ces nuances apportent, dans les années 1375-1435, des descriptions de la vie de cour - on parle d'un art courtois avec son style : des étoffes à grands dessins de feuillages et de fleurs, des animaux dépeints avec attention au détail, des prés fleuris, des scènes de la vie courante décrites avec le souci de l'élégance ; tout s'y déroule dans un paysage joli. Par contre les grandes masses du paysage, montagnes, rivières, ne sont pas représentées avec la même attention à reproduire le visible que le peintre a pris à chaque détail particulier. C'est précisément ce que l'on rencontre sur les fresques de l'oratoire de San Giovanni-Battista, à Urbino, un chef-d'œuvre du gothique international.
Au milieu du XVe siècle, la juxtaposition de peintures contemporaines produit moins l'effet d'un "progrès" en marche qu'une diversité surprenante où la recherche de la distinction côtoie une volonté d'appliquer de nouvelles solutions, quand bien même elles seraient radicales. Trois peintures réalisées à seulement un an d'intervalle à Florence le montrent avec clarté : l'Adoration des Mages, de Gentile da Fabriano, commanditée par le richissime Palla Strozzi (commanditaire, aussi de la Descente de Croix, réalisée par Lorenzo Monaco et Fra Angelico). Cette Adoration des Mages accumule les joliesses, le luxe, un rêve chevaleresque de roman. Peinte en 1423 elle est suivie, à Florence même, par les fresques de Masolino et Masaccio pour la chapelle Brancacci : celle de Masolino, avec la recherche d'une fluidité narrative, un état de chaste et printanière dignité humaniste, et la vision de Masaccio avec la tragédie d'Adam et Ève, tordus de désespoir, non idéalisés avec leurs pieds épais, contraints de vivre dorénavant la dure condition humaine.
Vers 1440, les florentins se confrontent au corps nu par le dessin et en peinture, pour mieux saisir les mouvements que permet la structure du corps humain. De nombreux dessins d'atelier d'après modèle vivant ont été préservés. Alberti (De Statua, 1464) indique des proportions idéales qu'il aurait calculées d'après des mesures prises sur des modèles vivants nus. Il suggère aussi de partir du squelette enveloppé de muscles, puis recouvert de peau. On conserve un dessin qui suit ce processus, de l'atelier de Benozzo Gozzoli. Les peintres recherchent ainsi toutes les occasions pour montrer leur habileté sur des figures nues idéales et héroïques. D'ailleurs leurs peintures présentent bien souvent des figures qui auraient pu être vêtues. La référence à un type classique est parfois évidente dans la pose, les proportions et le rendu de l'anatomie. La recherche du modèle antique ou son dérivé n'est pas simple : lorsque Domenico Veneziano peint son Saint Jean-Baptiste il s'inspire d'une sculpture d'Hercule dont il aurait eu connaissance (à Rome sur le Sarcophage d'Hercule autrefois au Palais Orsini), ou bien par l'empreinte du sceau de Florence, à cette époque. Si commanditaire et artiste ont fait le choix de l'instant où le saint s'est dévêtu pour se couvrir du vêtement en poils de chameau, c'est, très probablement, pour avoir l'occasion de représenter un jeune corps nu.
Certaines représentations troublantes des martyres, très peu vêtus, offrent parfois un spectacle dont la dimension morale n'est pas toujours la seule. À la fin du Quattrocento, Antonello da Messina (Saint Sébastien, 1478) ou Le Pérugin (Saint Sébastien, 1495) iront aussi loin que possible dans cette présentation de la nudité offerte aux coups du bourreau.
L'École de Ferrare est un exemple parmi tant d'autres de cette diversité qui fait l'originalité des Primitifs italiens. De cette école de Ferrare, le peintre Francesco del Cossa travaille justement à Ferrare au Palais Schifanoia, dans la salle des Mois, en 1469-70. Il ne travaille pas seul. Pour la partie qu'il aurait réalisée, le mois d'Avril, il place cette scène allégorique et joyeusement colorée sous le pouvoir d'une Vénus sur un trône de fantaisie. La divinité apparaît entourée de diverses évocations de la fécondité, de couples d'amants, et de la sculpture antique des Trois Grâces.
Le goût pour l'humanisation, la pression en faveur d'une animation de la scène par la prolifération de détails sont incontestables mais pas de manière égale partout. Les œuvres « populaires », fresques votives et œuvres peintes par des maîtres anonymes dans de petits centres régionaux, maintiennent longtemps les schémas - aux nombreux détails - déjà abandonnés par ceux qui travaillent dans les cités où se met au point la culture nouvelle : celle de la Première Renaissance. Et l'originalité distingue parfois tel centre local du mouvement de cette culture nouvelle qui traverse la péninsule, comme à Ferrare ou dans les Marches. Ce sont aussi des individus qui sortent des sentiers battus, comme lorsque Antonello da Messina (ou/et son commanditaire) choisit de peindre L'Annonciation (de Palerme), en 1475, non pas la vision en présence de l'ange Gabriel, mais uniquement l'émotion que ressent Marie, et seulement par un geste discret.

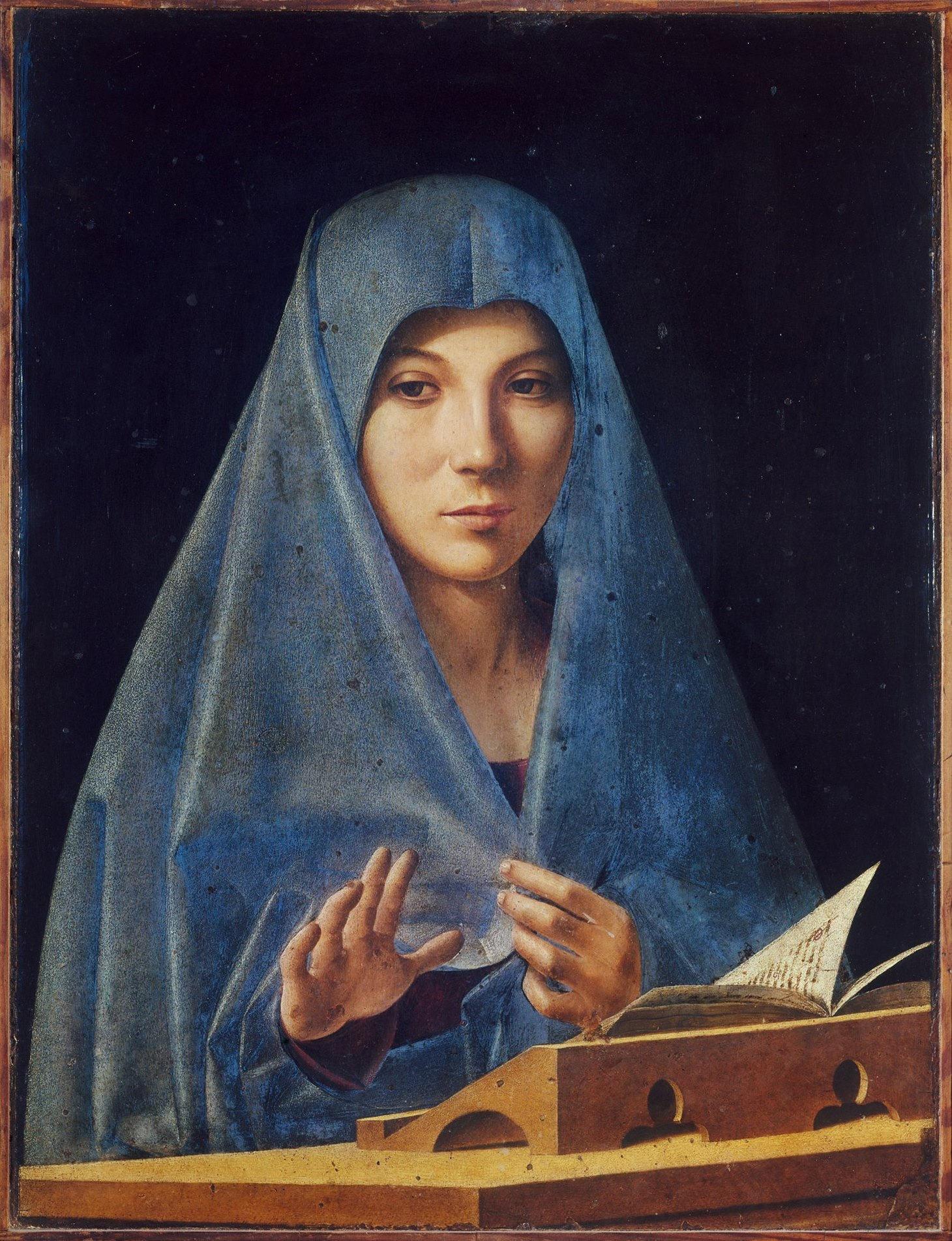
Vierge de L'Annonciation. Antonello da Messina. Vers 1475. Tempera et huile sur bois. 45 × 34,5 cm. Palais Abatellis

### Portraits

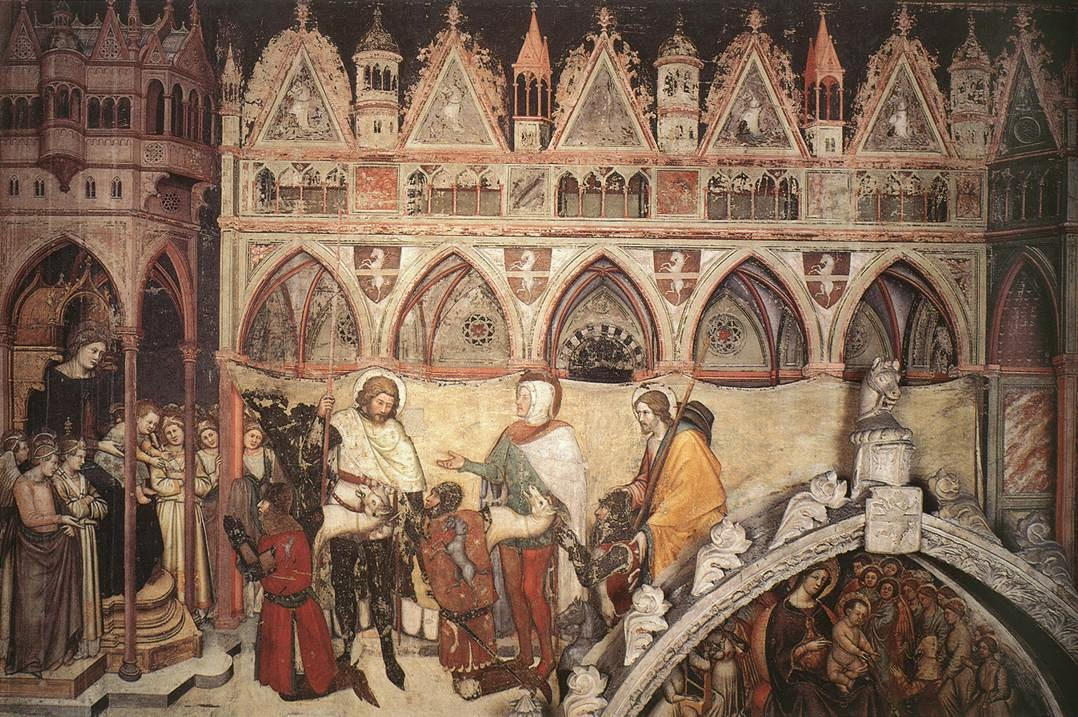
Altichiero. Présentation du chevalier de la famille Cavalli à la Vierge. Fresque. Avant 1384. Vérone. Sant'Anastasia
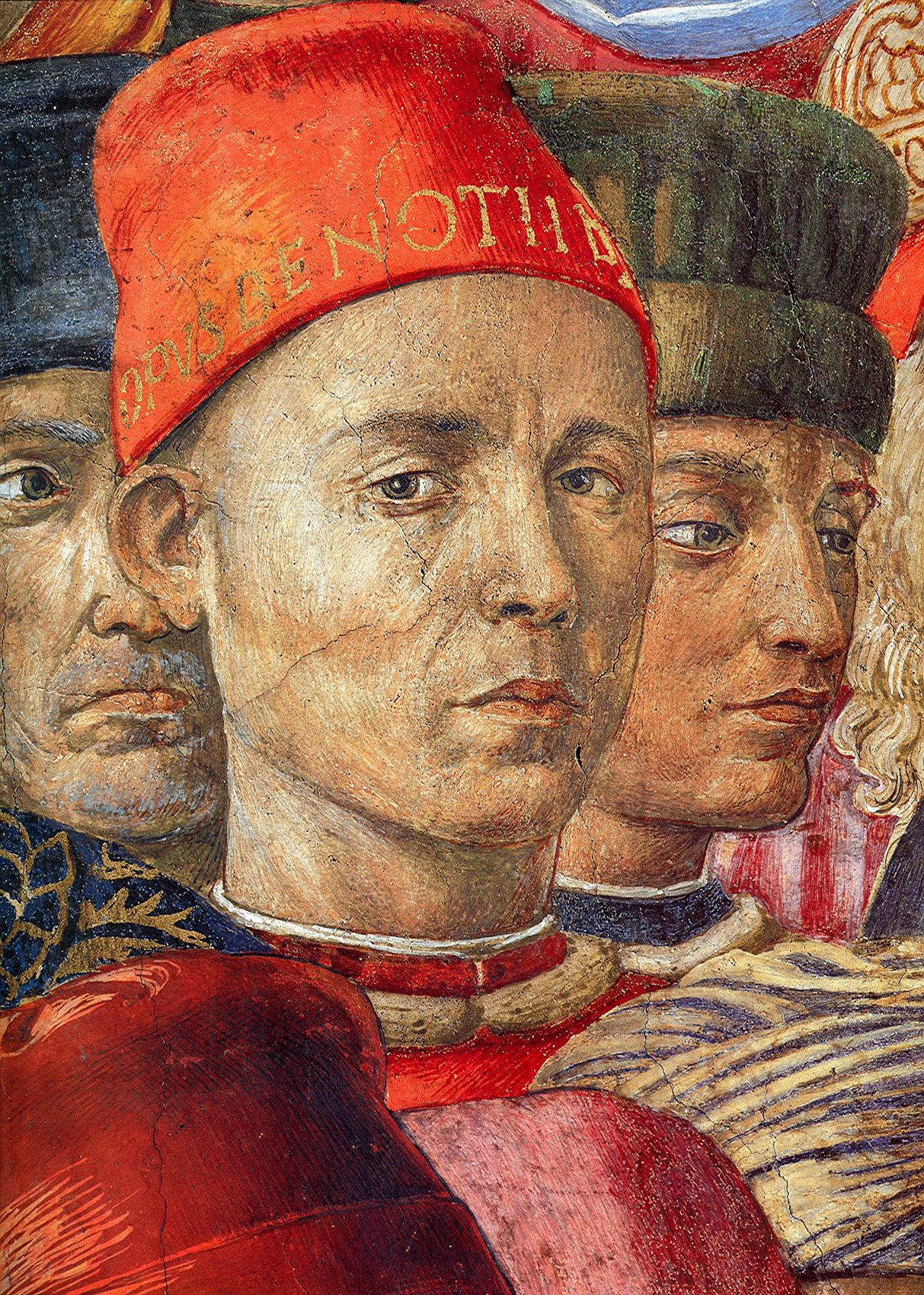
Benozzo Gozzoli. Autoportrait dans la Chapelle des Mages, avec son nom comme auteur, en latin, sur le bonnet. Fresque. 1459. Palais Medici-Riccardi
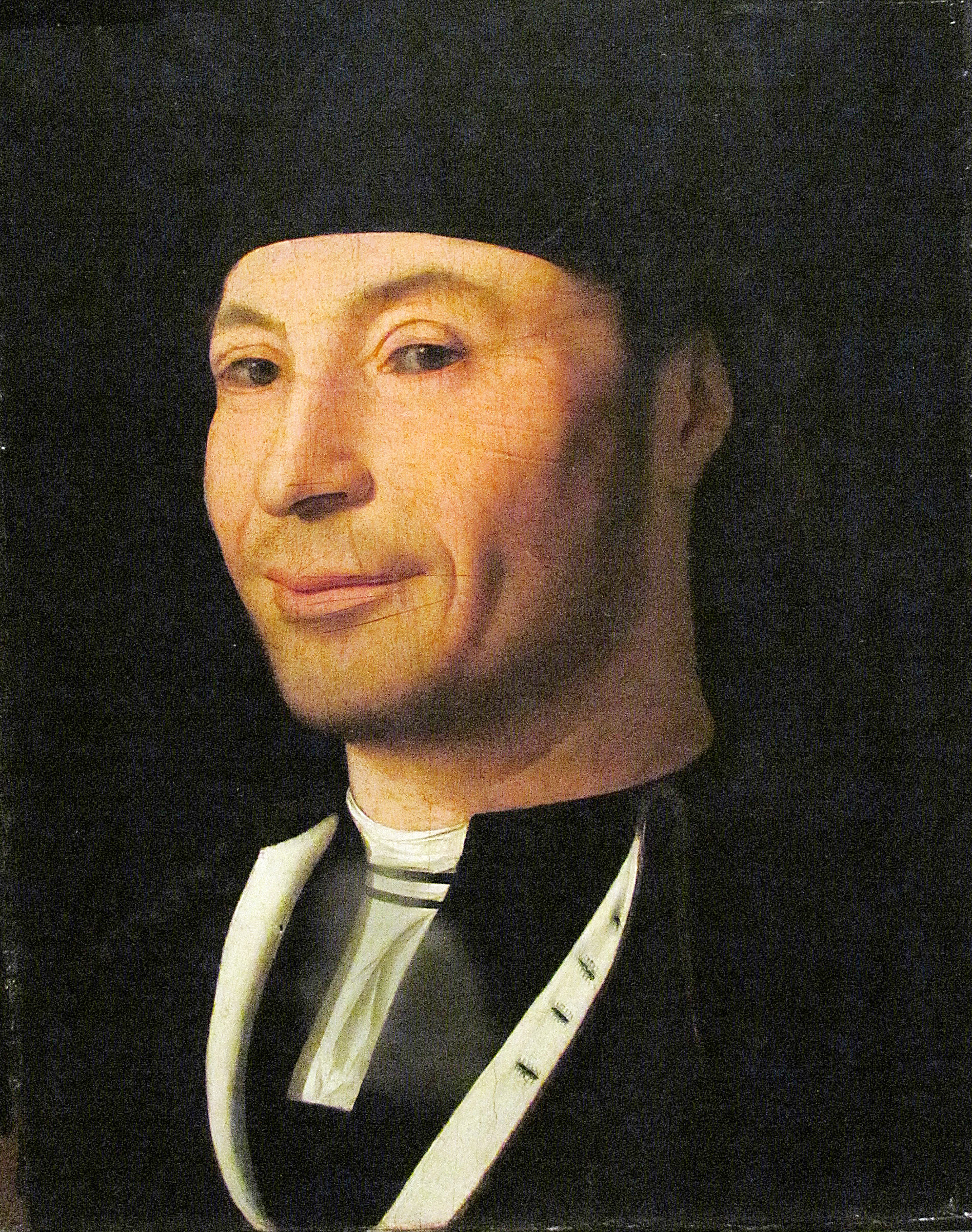
Antonello da Messina. Portrait d'un inconnu. Années 1460. Huile/bois, H. 38,5. Musée Mandralisca. Cefalù
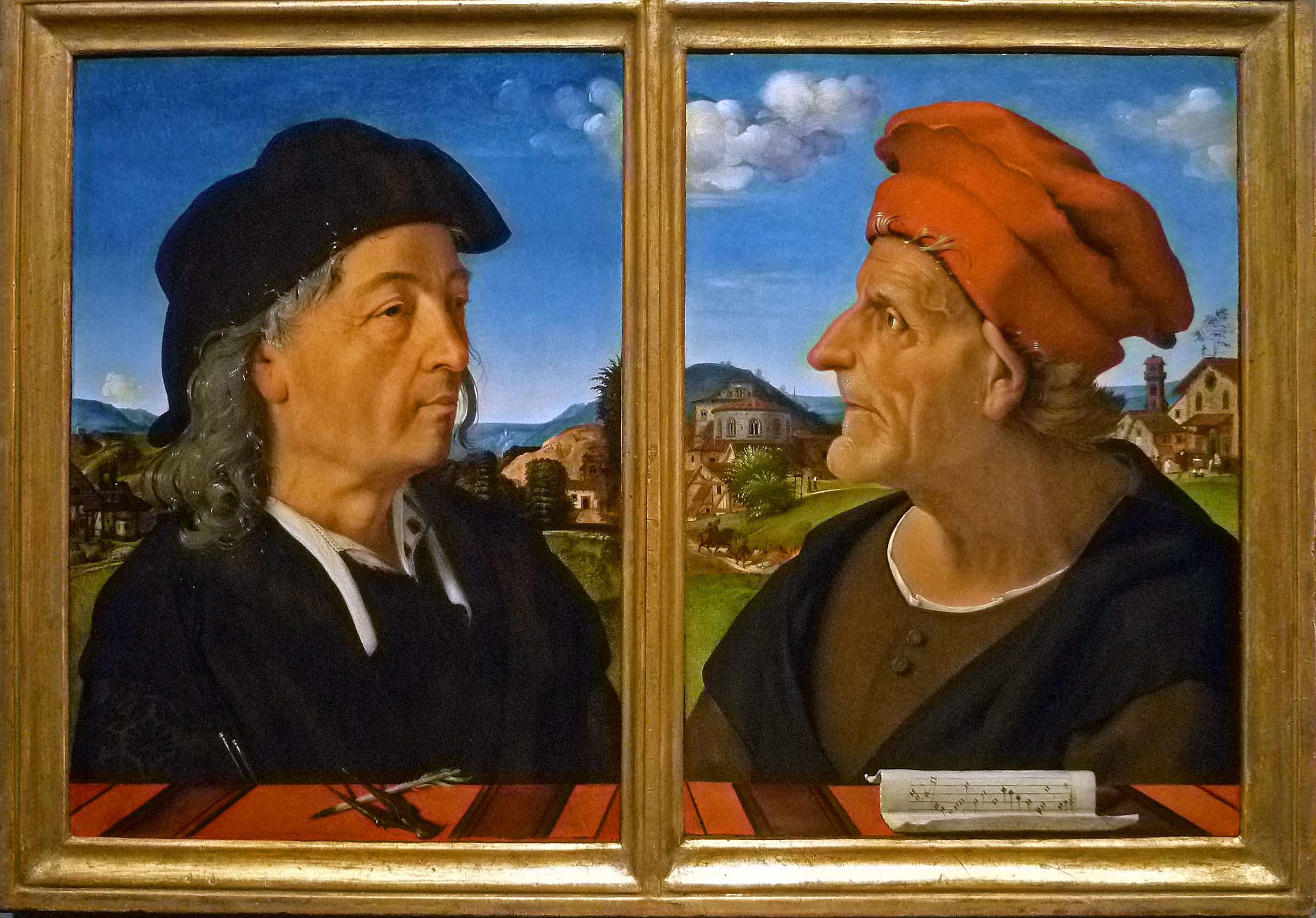
Piero di Cosimo. Double portrait des sculpteurs Giuliano et Francesco da Sangallo. Huile/bois. H. 45 cm. vers 1482. Rijksmuseum Amsterdam

L'émergence de l'individu se manifeste certainement par la naissance de l'« artiste » mais, bien plus généralement, au sein de la société, par la multiplication des portraits privés, extrêmement rares auparavant.
Pour ce qui est des artistes, Brunelleschi, au tout début du XVe siècle, serait le premier à se différencier, un signe qui s'intègre à un processus général qui voit progressivement s'affirmer l'individualité de l'artiste. Il serait le premier, ainsi, à avoir désobéi aux règles de sa profession. Emprisonné, il est libéré en raison de sa notoriété et de sa responsabilité centrale dans la construction du dôme de la cathédrale de Florence, cela, précisément, grâce à son originalité et à des procédés jamais envisagés au sein de sa profession. Il aurait été aussi le premier à avoir formulé cette expression devenue proverbiale « Tout peintre se peint ». À Florence, dans les dernières années de ce même Quattrocento, Piero di Cosimo est le plus célèbre des artistes qui se distinguent par leurs excentricités. Encore jeune peintre, il fait preuve, selon Vasari, d'une « puissance d'abstraction » et d'une « fertilité d'imagination » exceptionnelles.

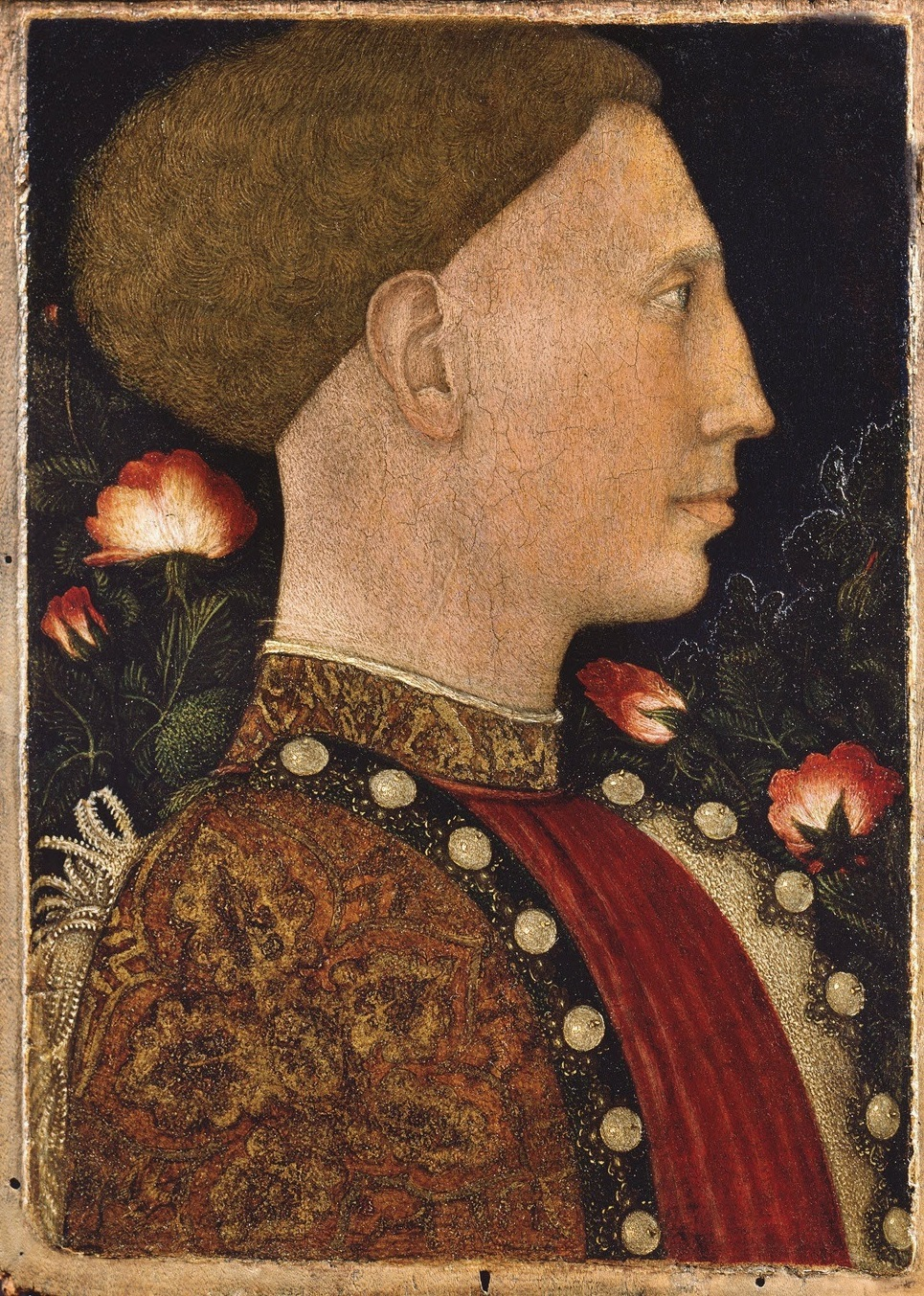
Portrait de Leonello d'Este. Pisanello. 1441. Tempera/ bois. H. 28 cm. Accademia Carrara

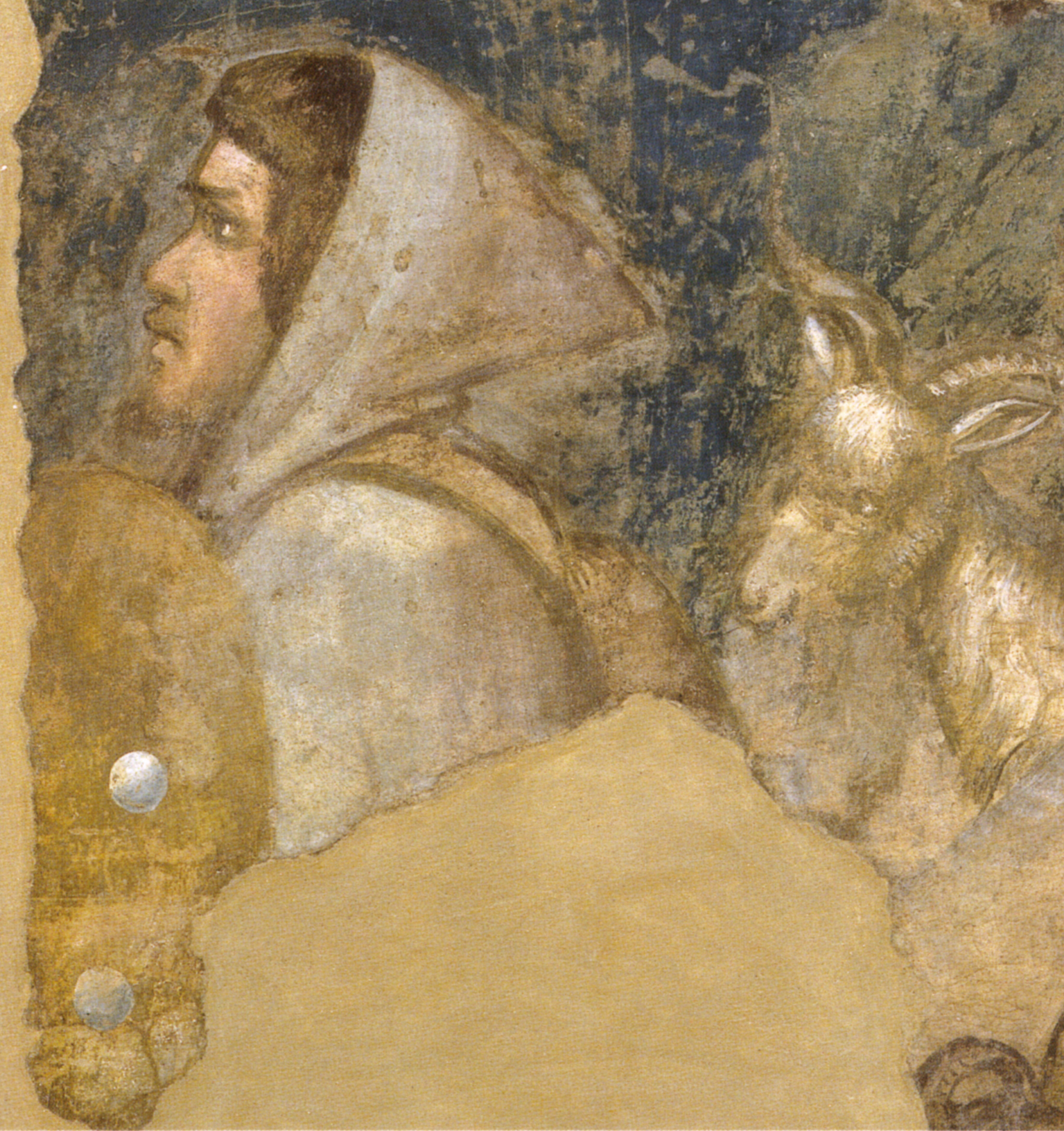
Tête d'un berger. Giotto. Fresque, v. 1300. Visage individualisé. Badia Fiorentina. Galerie de l'Académie

Les premiers portraits, où la personne est identifiable, nommable, étaient réservés aux personnalités exceptionnelles qui pouvaient servir d'exemple moral pour les générations futures ou en raison de leur fonction sociale. Mais déjà les acteurs des différentes scènes religieuses depuis la fin du XIIIe siècle témoignent de visages déjà bien individualisés. À la fin du XIVe siècle les portraits de donateurs dévots sont tolérés malgré les protestations de certains prédicateurs. Ils apparaissent souvent minuscules, aux pieds des saints dont, pour leur propre salut, ils avaient commandé l'image iconique. C'est, traditionnellement, un portrait de profil sur le modèle des médailles antiques. Au sein même des églises les dévots déposent, de plus en plus souvent, des ex-voto sous forme de masques mortuaires réalisés en cire par moulage - on a conservé celui de Brunelleschi. Pour le prestige ils peuvent être vêtus, on peut obtenir un portrait équestre qui sera suspendu au plafond de l'église. Au début du XVe siècle les portraits sculptés de Donatello restent étonnants de naturalisme, poussant le détail jusqu'à rivaliser avec  ce type d'empreinte. Le bronze peut d'ailleurs être inspiré de l'unique portrait équestre d'empereur romain, considéré alors comme Constantin, qui fera la gloire de Gattamelata (Donatello à Mantoue, 1446-53) puis du Colleone (Verrocchio à Venise, 1483-88). C'est tout un groupe social qui s'auto-célèbre ainsi. C'est aussi une des grandes activités du peintre dans le milieu des cours italiennes, comme à Ferrare. Les portraits antiques en marbre, collectionnés, éveillent alors les passions : le marbre témoigne de sa résistance dans le temps. Mais la peinture offre le prestige de la couleur. La demande semble alors en attendre plus encore. Au cours des trente dernières années du XVe siècle, avec Antonello da Messina, l'individualisation dans le tableau parvient à révéler la vie psychique du portraituré. En effet, au delà de sa formation complétée auprès des peintres flamands - avec la maîtrise de l'huile et la capacité à saisir les traits caractéristiques d'une personne - Antonello cesse de placer son modèle dans un lieu, paysage ou intérieur : il isole alors l'individu sur un fond sombre qui le détache clairement et focalise le regard sur ce qui en fait un être vivant, sensible. Ce procédé aura un réel succès auprès des peintres vénitiens qu'il rencontre vers 1475.

### Détails naturalistes et références antiques

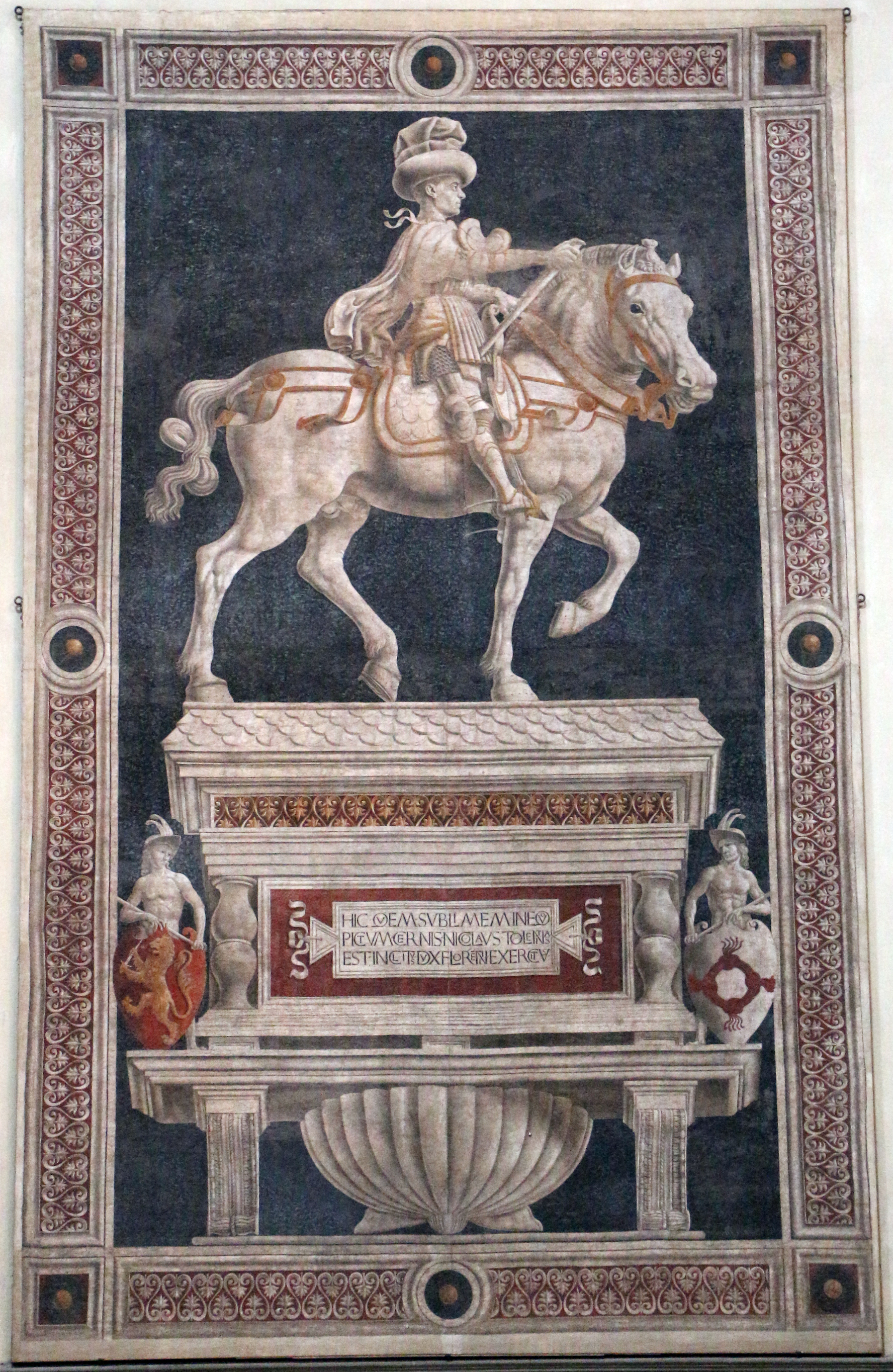
Monument équestre à Niccolò da Tolentino. Andrea del Castagno 1456. Fresque, H. 8,33 m. Santa Maria del Fiore

La peinture offre aussi des indications sur la culture de cette époque. Si la culture religieuse est, au début de cette période et seulement en partie, motivée par les ordres mendiants, les rivalités entre confréries et entre cités est souvent perceptible dans certains choix comme la taille des retables et le déploiement de l'or sur de larges surfaces. Les relations étroites entre Pise et Florence avec les Flandres apporte le goût du détail naturaliste cher aux Primitifs flamands (dont Robert Campin, Jan van Eyck et Rogier van der Weyden), qui se renforce avec l'arrivée en Italie de leurs peintures à l'huile, aux détails fascinants de précision. La maîtrise du dessin permet d'analyser les formes nommables dont on s'efforce de saisir les contours précis : ainsi de la musculature du cheval dans les fresques peintes par Piero della Francesca à San Francesco d'Arezzo, et qui faisaient l'admiration de Vasari : « trop beaux et trop parfaits pour l'époque ».

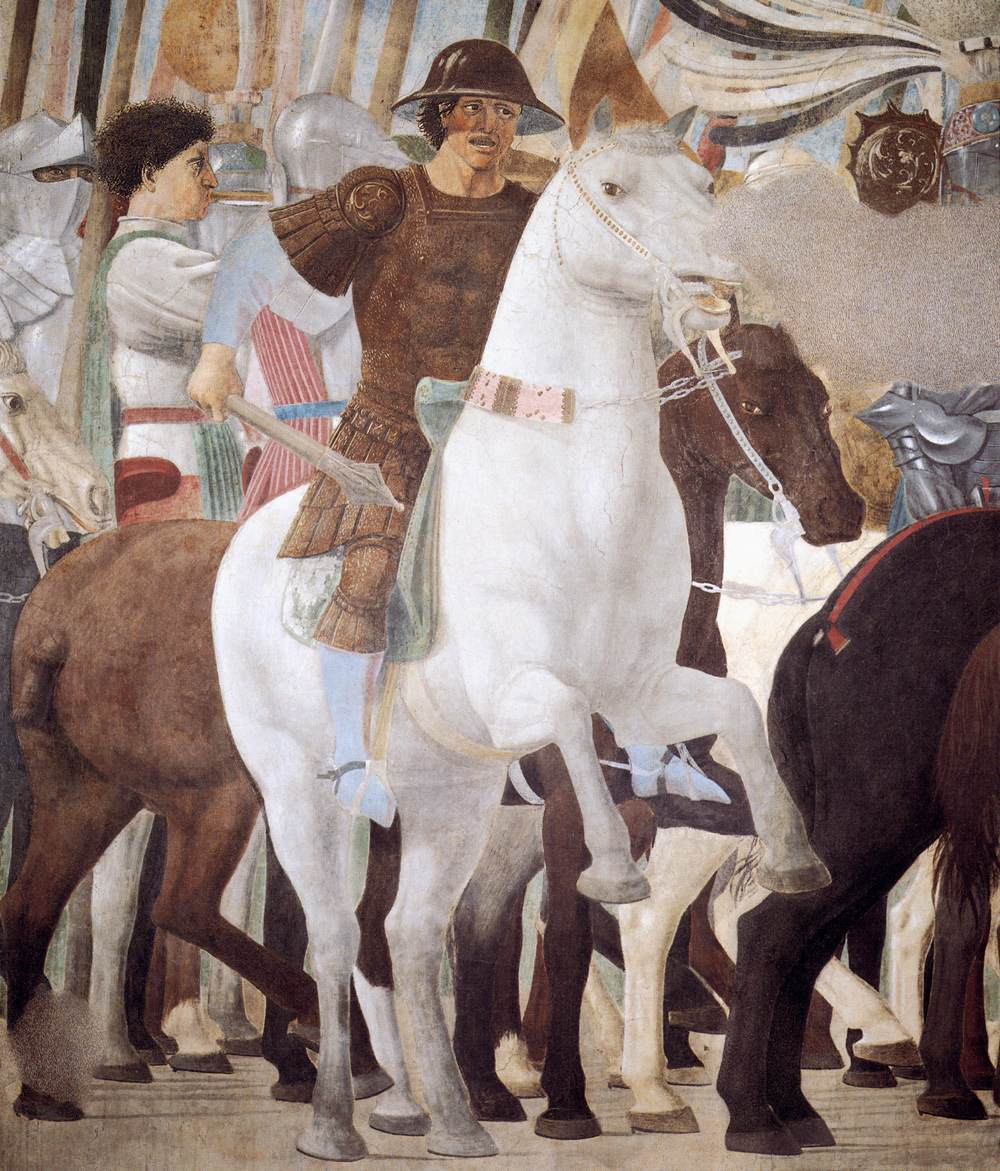
Détail de La victoire de Constantin contre Maxence. Piero della Francesca. Fresque entre 1452 et 1466. Basilique San Francesco d'Arezzo

Brunelleschi aurait trouvé au début du siècle l'inspiration à Rome ou devant les monuments antiques de Florence, pour la couverture de la Cathédrale de Florence. Peu à peu, et surtout dès le milieu du XVe siècle, le patrimoine antique réapparaît dans les peintures. Il est  encore partout présent, ruiné ou intégré dans les monuments ou dans l'habitat, et encore visible sur les monnaies découvertes ou transmises. L'ensemble (détruit en 1944) des fresques de l'église des Érémitiques de Padoue, par Andrea Mantegna jeune - vers 1449-56 - laisse entrevoir le travail préparatoire de l'artiste, où les relevés de monuments antiques, de monnaies, etc. par le dessin, donnent autant de modèles qui sont assimilés et recomposés dans des reconstitutions historiques fastueuses. On a pu s'en faire une idée d'après des documents antérieurs au bombardement de 1944.
Le plafond à caissons au Panthéon de Rome, toujours en bon état à l'époque, témoignait des qualités exemplaires du monde romain. Cette architecture romaine avait fait un très large usage du chapiteau corinthien et de la colonne cannelée ; l'ordre corinthien comme les autres ordres, moins prestigieux, ont permis à la Renaissance de repenser la façade de tous les immeubles en construction dès le XVe siècle en Italie. 
Or, la prise de Constantinople par les Turcs en 1453 signifiait, pour la culture italienne, la disparition du dernier témoignage de la Grèce classique . Cette perte, pour toute une élite soucieuse de marquer son appartenance à la culture humaniste (imprégnée de textes d'auteurs antiques) se manifeste à travers des commandes particulières. C'est le cas, par exemple, pour Federico da Montefeltro à Urbino. Ainsi, sur la Flagellation du Christ (1459 et 1460) qu'il commande à Piero della Francesca, la galerie de style classique - placée au centre du tableau - n'est pas inspirée par une préoccupation archéologique de reconstruction du prétoire de Ponce Pilate mais, plutôt par le fait qu'ils étaient définitivement séparés de ces témoins de la culture antique. Et le jeune homme aux pieds nus entre les deux humanistes a été identifié : c'est le fils du duc, humaniste remarquable lui-même, qui venait de disparaître à l'image du monde antique, pour ces humanistes.
Un détail de la fresque de Francesco del Cossa ayant pour thème « Le triomphe de Vénus », nous présente, au mois d'Avril, des festivités en lien avec le printemps comme temps des amours sous la protection de la déesse romaine, Vénus. La sculpture, célèbre depuis l'Antiquité hellénistique, « Les trois Grâces », est aussi présente dans cet espace : trois figures de jeunes femmes nues, enlacées de dos et de face, qui tiennent des pommes. Cette sculpture antique était connue dans le milieu des humanistes : la bibliothèque de la cathédrale de Sienne conservait à cette époque un groupe similaire, identifié comme « les trois Grâces ».
Cette époque a donc été aussi celle des premières grandes collections d'antiques, dont les innombrables bustes romains, preuves, à l'époque, de la longévité supérieure de la sculpture sur la peinture. Ces portraits de l'Antiquité favorisaient les commandes de portraits sculptés au XVe siècle. Par contre les portraits peints étaient moins onéreux que leurs rivaux et appréciés, voire préférés en raison du jeu plus naturel des couleurs. Ainsi, après des siècles durant lesquels la représentation générique avait été la norme, des portraits aux traits distinctifs, naturalistes, ont commencé à réapparaître en Europe au XVe siècle. Ce changement reflétait un regain d'intérêt pour la vie quotidienne et l'identité individuelle ainsi qu'un renouveau des coutumes gréco-romaines.
Le monument équestre à Niccolò da Tolentino prétend se placer dans la lignée glorieuse des monuments équestres sculptés les plus célèbres : le Gattamelata de Donatello, en bronze, de 3,40 m., dressé à Padoue en 1450, et son modèle romain, la statue équestre de Marc Aurèle en bronze, de 3,40 m., encore à l'est du Palais du Latran à Rome avant d'être déplacée sur la place du Capitole en 1538 comme un modèle d'excellence. Ces portraits renouvellent profondément la tradition aristocratique par une autocélébration qui veut s'enraciner dans une tradition millénaire.

### La perspective et ses fonctions dans la culture nouvelle

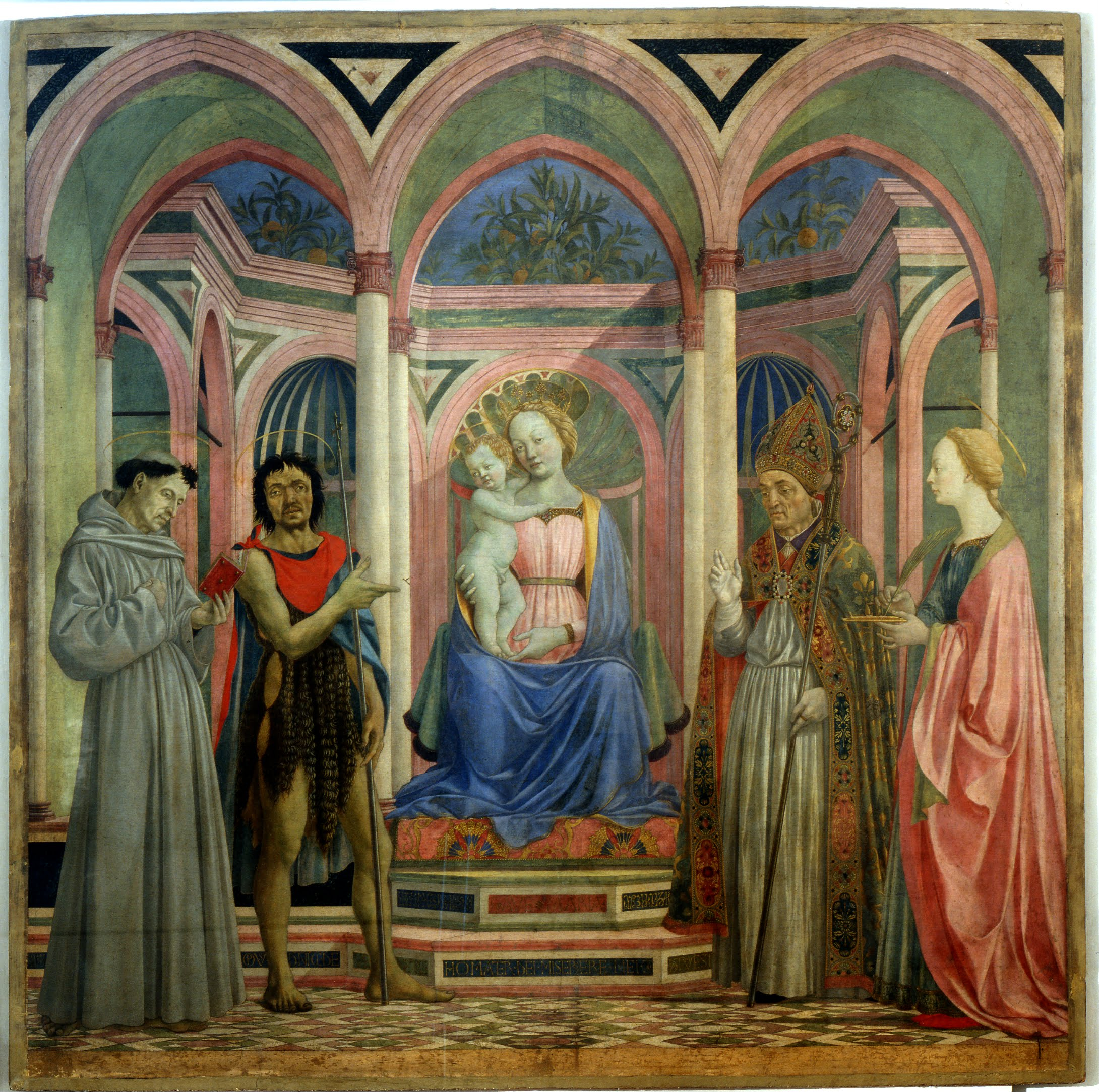
Domenico Veneziano. Pala de sainte Lucie. 1445. Tempera/bois, 2,09 x 2,16 m. Galerie des Offices

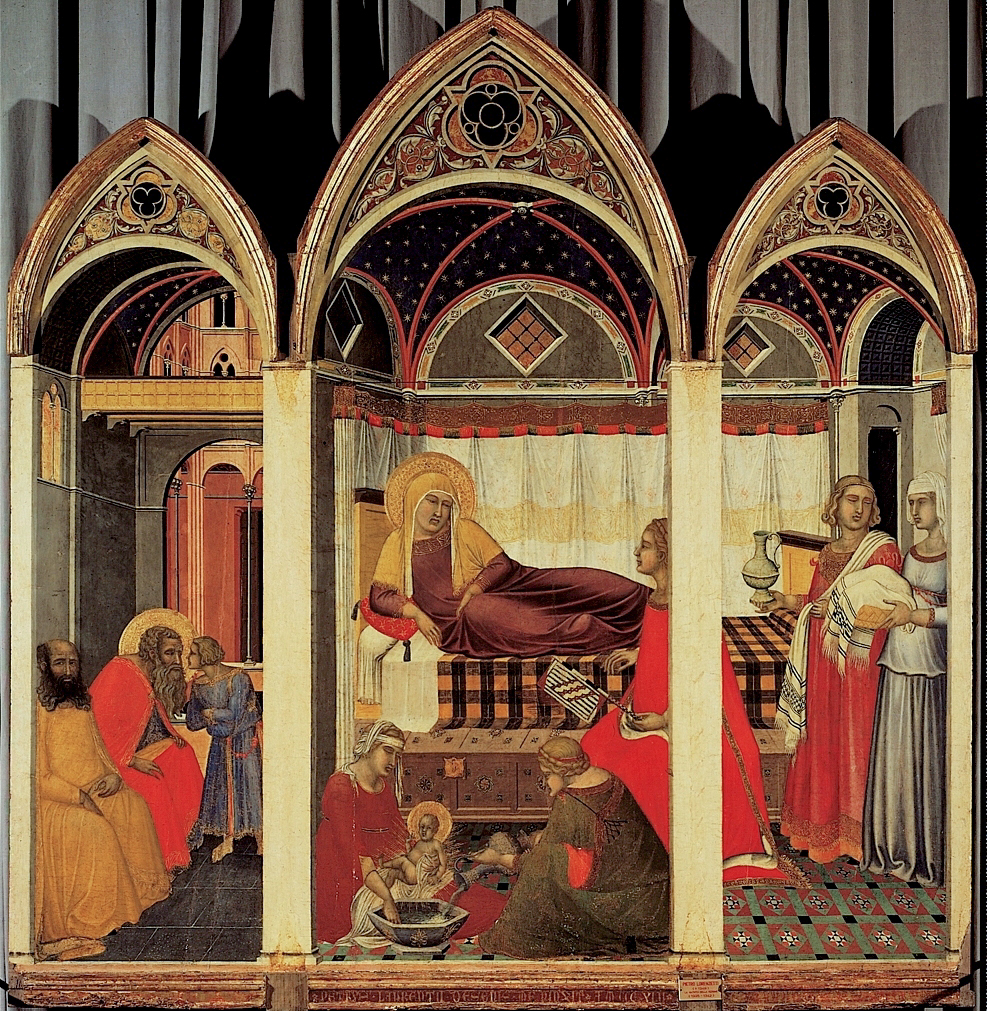
Pietro Lorenzetti. Nativité, Sienne, musée de l'Œuvre du Duomo.

Avant que ne s'instaure un enseignement de la perspective linéaire dans les académies, au XVIe siècle, il n'y a pas d'homogénéité dans les pratiques. Aux XIIIe et XIVe siècles parmi les perspectives hétérodoxes mises en application il existe un groupe de peintures dans lesquelles les fuyantes convergent vers deux points centraux. C'est le cas avec la Nativité de Pietro Lorenzetti en 1342. Mais de nombreuses solutons sont expérimentées depuis le XIIIe siècle qui produisent une forte illusion d'espace, et Giotto est de ceux qui ont multiplié ce type d'expérimentations.
La culture nouvelle, une culture classique, humaniste, Daniel Arasse la présente comme une alternative - dans les années 1440-1460 - s'oppose alors à la tradition fondée sur les solutions découvertes par Giotto et bien ancrées à Florence, le « néo-giottisme » florentin. Le terme d'humanisme que l'on utilise pour évoquer cette nouvelle culture trouve son origine dans le jargon des étudiants qui suivaient un enseignement (les studia humanitatis) : grammaire et rhétorique, histoire, poésie et philosophie morale : l'unité et la cohérence de la culture antique. Cet enseignement s'opposait à l'enseignement scolastique et sa succession hiérarchisée : le Trivium  (grammaire, rhétorique, dialectique) et le Quadrivium (arithmétique, géométrie, musique, astronomie). Au sein de l'enseignement nouveau, l'histoire possède une place exceptionnelle, où elle est, comme disait Cicéron, Lumière de la vérité et maîtresse de vie. D'où découle une nouvelle conscience historique et le sentiment d'une rupture entre monde Moderne et Antiquité..
Le grand chantier pour le dôme de Santa Maria del Fiore, posait de tels problèmes que l'architecte qui en a été chargé, Filippo Brunelleschi a dû ne plus reproduire les solutions traditionnelles mais trouver un ensemble de solutions nouvelles. Cet esprit novateur a été aussi capable, vers 1425, de produire une représentation illusionniste du baptistère de Florence grâce à sa maîtrise de la perspective linéaire. En 1435 Alberti  écrit le De pictura (De la peinture) qui rend la méthode de Brunelleschi plus flexible. C'est avec ces bases nouvelles que Masaccio construit l'espace de sa Trinité à Santa Maria Novella en 1524. Le texte d'Alberti influencera théoriquement des artistes tels que Piero della Francesca et Léonard de Vinci - dans la dédicace de son livre à Brunelleschi, Alberti envisage, d'ailleurs, une « renaissance » de l'Antiquité. Piero della Francesca rédige, de son côté, un traité d'un usage plus pratique le De prospectiva pingendi (de la perspective en peinture), entre les années 1460 et 1480 et ce texte circule, sous forme de manuscrits, dans les ateliers de la péninsule. Cela dit, la réalité culturelle en Italie était beaucoup plus confuse et pleine de contradictions que cette distinction en deux blocs opposés : au moment du De Pictura  c'est Pisanello qui était le plus loué par les humanistes, il offrait un grand nombre de détails aux capacités de l'orateur. Alors que sa La Vision de saint Eustache ou l'Histoire de Bohort à Mantoue ne décrit pas le monde de l'histoire mais celui de la fable chevaleresque et courtoise.
Par ailleurs, la promotion de Domenico Veneziano et sa Pala de sainte Lucie (1445) marque une autre rupture : s'il s'agit bien, toujours, d'un tableau d'autel, celui-ci marque cependant l'émergence du format rectangulaire - la tavola quadrata - et donc l'abandon du style du gothique international (fin XIVe et début XV e siècle), qui transposait dans la forme du tableau d'autel les arcs brisés et le décor de l'architecture religieuse gothique. Domenico Veneziano fait plus, en ce qui concerne la perspective : « en abaissant le point de vue et en resserrant le cadrage, la construction perspective permet de monumentaliser simultanément l'architecture et les figures, tout en faisant surgir ces dernières vers le spectateur ».
La Flagellation d'Urbino, de Piero della Francesca mêle des personnages vêtus à la mode du temps et d'autres vêtus à l'antique. Avec ces trois personnages, contemporains du peintre, au premier plan, c'est aussi un excellent exemple de l'usage de la construction d'un espace architectural antique comme tableau pour un usage privé, et ici, à la mémoire d'un disparu. Car, selon l'interprétation de l'historien Carlo Ginzburg, la flagellation du Christ est mise en scène avec les portraits de trois représentants de l'élite, contemporains du peintre. Il s'agit, dans les trois personnages du premier plan, d'un jeune homme aux pieds nus : le fils du duc d'Urbino et comte, Frédéric III de Montefeltro, et des représentants, au plus haut niveau, des hiérarchies religieuses en Occident et en Orient. La parfaite maîtrise dont fait preuve l'artiste lui sert à construire une scène chargée de significations qui ont moins à voir avec une pratique dévotionnelle qu'avec la politique internationale de cette époque et la mémoire, au sein de cette petite élite, pour un jeune humaniste comparé à Pic de la Mirandole, et disparu dans la fleur de l'âge - pour évoquer sa disparition il est présent dans le tableau, pieds nus. Par contre la rencontre de ces deux temporalités, l'Antiquité et le XVe siècle, est rendue possible par un curieux effet de brouillage de la profondeur de l'espace qui sépare les deux scènes : la colonnade, au centre, correspond en effet à l'angle de l'espace architectural principal qui est placé au plus près du point de fuite. Ce procédé le peintre en fait à nouveau usage plusieurs fois, en particulier dans L'Annonciation de Pérouse.
L'Annonciation de Piero della Francesca couronne un retable monumental, le polyptyque de Sant'Antonio qui était placé au-dessus d'un autel. La perception que pouvait en avoir un contemporain de l'auteur était donc conditionné à son emplacement, au sein du couvent de Sant' Antonio delle Monache de Pérouse. Et le peintre comme la religieuse de ce couvent qui regardaient L'Annonciation la voyait comme des chrétiens. Or, une étude poussée de l'œuvre montre, aujourd'hui, que le décalage entre les deux rangées de colonnes masque le fait que l'Ange Gabriel ne peut pas voir la Vierge : entre eux, s'interpose un massif de colonnes, le second, que l'on distingue à peine. Cette étude, la religieuse du couvent ne pouvait pas la faire, et, comme nous, elle croyait que l'Ange voit effectivement la Vierge. Comme le dit Daniel Arasse, le sens théologique de cette opération tient à la valeur allégorique de la colonne : dans une Annonciation - aux XIVe et XVe siècles - la colonne figure le Christ et/ou la Divinité. Sa présence, qui s'interpose de cette façon entre les deux figures visibles, s'offre au peintre chrétien comme une image du mystère de l'Incarnation, où « l'infigurable entre dans la figure ». Après cela, Daniel Arasse fait aussi remarquer un détail singulier concernant la plaque de marbre, au fond du portique, au centre de la scène. Les veines qui la traversent, d'une taille inappropriée à leur distance supposée, prolonge la ligne de fuite des chapiteaux du côté de la Vierge et vient brouiller ainsi la perception de l'espace que construisait la perspective sur la colonnade. Or une plaque de « marbre », une plaque « marbrée », pouvait, dans un contexte chrétien, constituer une « figure dissemblable » du Christ. L'introduction de signes - comme ces marbrures - et de procédés - comme la proximité du point de fuite et de l'angle de l'espace architectural principal - qui viennent brouiller la parfaite maîtrise de la perspective, placent l'image de ce mystère dans un contexte à la fois mathématique et théologique.

la Bataille de San Romano. Paolo Uccello. 1450 / 1475. Tempera (?) / bois
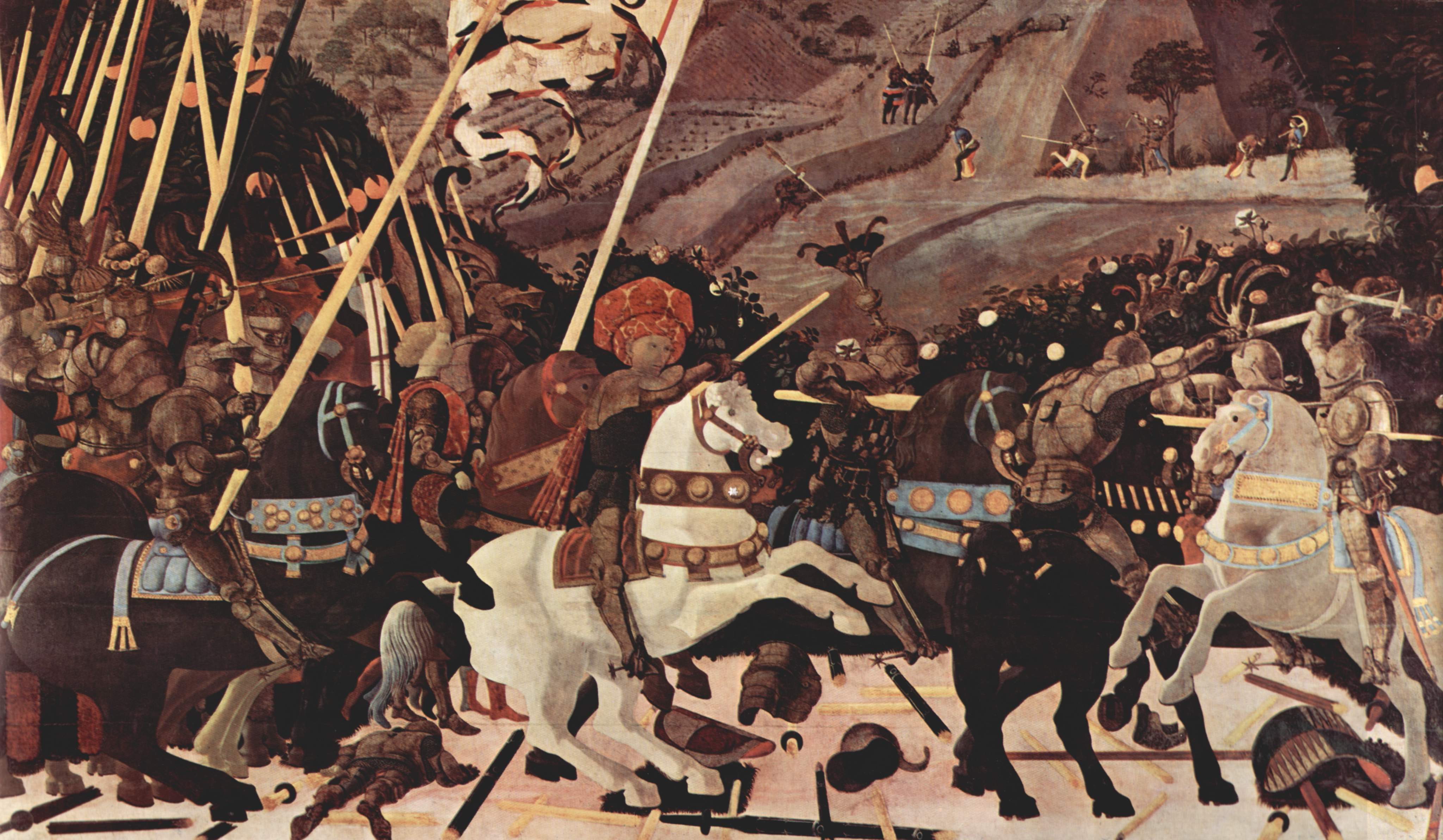
Panneau de la National Gallery, Londres
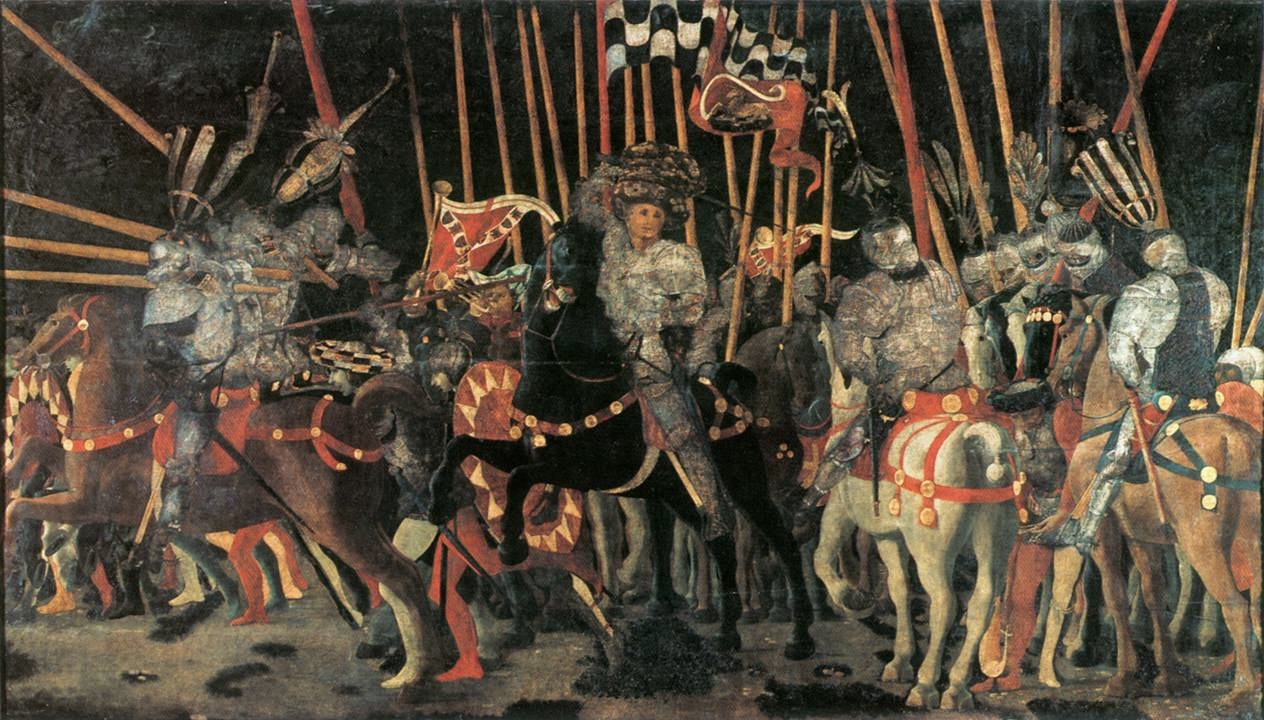
Panneau du Louvre. H. 1,82 m ; L. 3,17 m
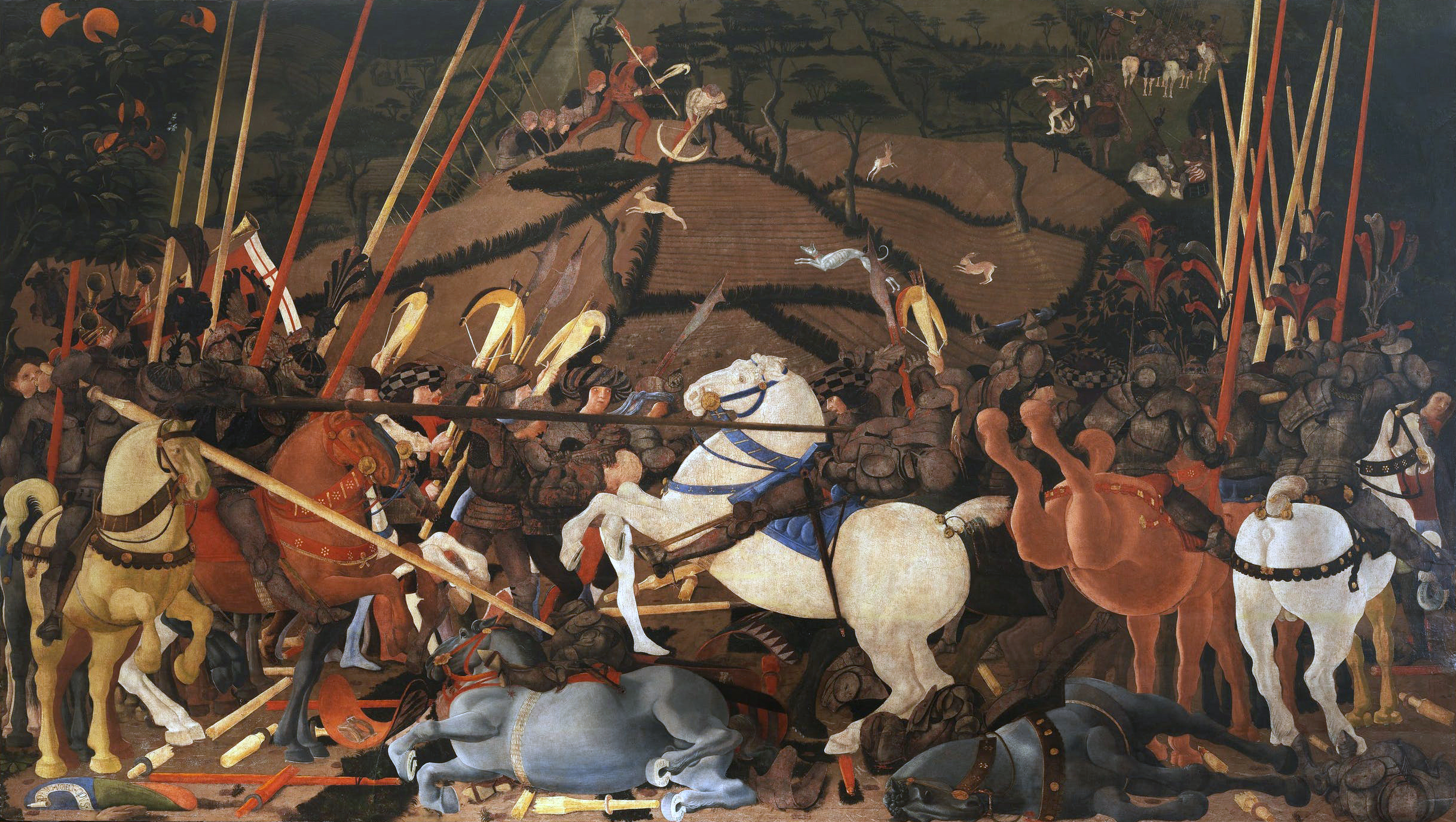
Panneau du musée des Offices, Florence

À l'inverse de ces intentions cachées dans le tableau, Daniel Arasse a montré que le travail de Paolo Uccello, sa recherche passionnée en matière de perspective, était étroitement liée à une conception rationnelle de l'histoire, l'historia, que rappelait chaque scène. En trois panneaux il rassemble ainsi les moments clés de La Bataille de San Romano qui avait opposé, en 1432, les Siennois aux Florentins. Ces panneaux ont été vraisemblablement commandés par un certain Lionardo Bartolini Salimbeni (1404-1479) pour décorer une pièce de son palais florentin. La bataille est saisie en trois moments permettant, grâce à la composition de chaque scène, une parfaite intelligibilité des faits : l'engagement du combat, l'arrivée décisive des renforts, enfin, la défaite décisive des Siennois. La structure des compositions organise, chaque fois, cette lecture en trois séquences logiquement construites.
Des exemples similaires à ce tableau existent tout au long de la période. La complexité des questions que ces tableaux soulèvent montre au moins une chose : la grande diversité des commanditaires pour chaque peintre interdit d'en déduire que telle forme d'art ou tel style servirait les intérêts d'un groupe particulier. Pour prendre un autre exemple, Piero della Francesca, dans les fresques consacrées à l'Histoire de la Vraie Croix, introduisit un motif jamais représenté : la mort d'Adam. Cette nouveauté s'est révélée avoir été expressément demandée par le commanditaire qui, en faisant décorer la chapelle, réalisait lui-même un vœux de son père mourant.
Piero della Francesca, né dans le petit bourg de Sansepolcro, a peint régulièrement des œuvres importantes dans sa région d'origine, mais il a travaillé aussi pour les cours les plus prestigieuses : les Este à Ferrare, pour Federico da Montefeltro à Urbino, pour Sigismond Malatesta à Rimini et pour Nicolas V à Rome. Mais, comme on vient de le voir, dans l'Histoire de la Vraie Croix, il pouvait aussi travailler pour des personnalités bien moins connues. En fait, Piero della Francesca fait partie de cette nouvelle tradition artistique qui s'oppose à celle attachée au « néo-giottisme florentin ». Il s'agissait, alors, de deux traditions littéraires et humanistes différentes alors que dans le même moment la culture, elle même, devenait le « troisième pouvoir ». Moins d'un demi-siècle plus tard Hercule Ier d'Este (Ercole d'Este) décide de « moderniser » son palais et les fresques réalisées par Piero pour Borso d'Este au Palazzo Schifanoia autour de 1450, sont détruites. La « modernité » de Piero della Francesca n'était plus moderne. Ce moment correspond au passage de la Première Renaissance à la Haute Renaissance.

### Origines de lapeinture de chevaletauXVesiècle

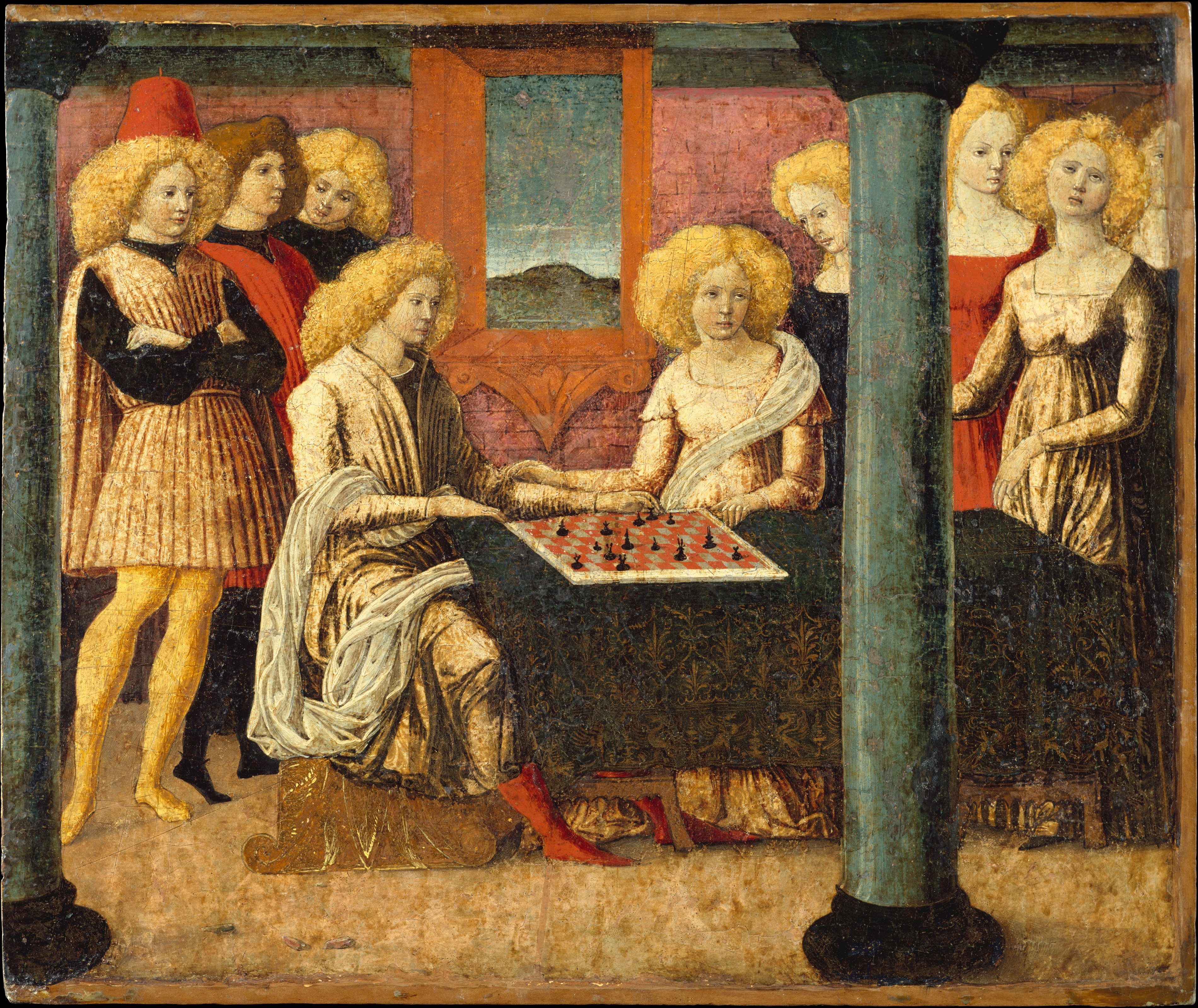
Les joueurs d'échecs. Liberale da Verona, vers 1475. Panneau de cassone. 33.3 x 40.3 cm. The Met

Art et vie privée se rencontrent d'abord sur les coffres de mariage ("cassoni"), dont deux exemplaires destinés à contenir le trousseau étaient, jusqu'au début du XVe siècle, offerts par le père de la fiancée. Ils sont, ensuite, aux frais de l'époux, puis commandés et payés par lui même. Leurs panneaux présentaient un espace en longueur au peintre qui pouvait l'occuper soit avec une grande scène, comme une ville en fête, ou plusieurs scènes successives mais dans le même espace, ou bien encore par la juxtaposition de scènes séparées. Liberale da Verona, un brillant enlumineur au troisième quart du XVe siècle à Sienne, a peint deux de ces panneaux qui proviennent de la face avant d’un coffre (cassone). Ils montrent deux épisodes d’une histoire non identifiée, ou novella. Dans l’un, un jeune homme est épris d’une jeune fille qui apparaît à une fenêtre et semble lui faire signe de la rejoindre à l’intérieur. Dans l’autre, ils se livrent à une partie d’échecs chargée d’érotisme où elle est sur le point de perdre. Les regards, infimes détails, sont saisis avec une remarquable subtilité. Ces deux thèmes étaient courants dans la littérature amoureuse de la Renaissance. Les cheveux blonds décolorés et crépus des personnages étaient à la mode à Sienne au XVe siècle.
D'autres types de peintures entrent donc dans l'espace privé ; on désigne ce type de peintures par le terme spalliere. Celles-ci décoraient aussi bien les coffres que les crédences et de grands coffres munis d'un dossier et servant de lit de jour. C'est sous cette forme qu'ont vu le jour un grand nombre d'œuvres aujourd'hui considérées comme des tableaux : Le Printemps de Botticelli était la spalliera d'un lettuccio installé dans l'antichambre de Lorenzo di Pierfrancesco de Médicis et en 1492, les trois panneaux de La Bataille de San Romano peints par Uccello servaient de spalliere au dessus du lettuccio placé dans la chambre de Laurent le Magnifique.
« Ces panneaux sont ainsi à l'origine de la peinture de chevalet moderne et ils ont apporté de nouveaux thèmes à la peinture : la mythologie antique, l'histoire romaine et la littérature moderne. Mais ils pouvaient néanmoins se passer de thème littéraire, comme dans La Chasse de nuit de Paolo Uccello ».

## Nouveaux espaces

### Lieux imaginés

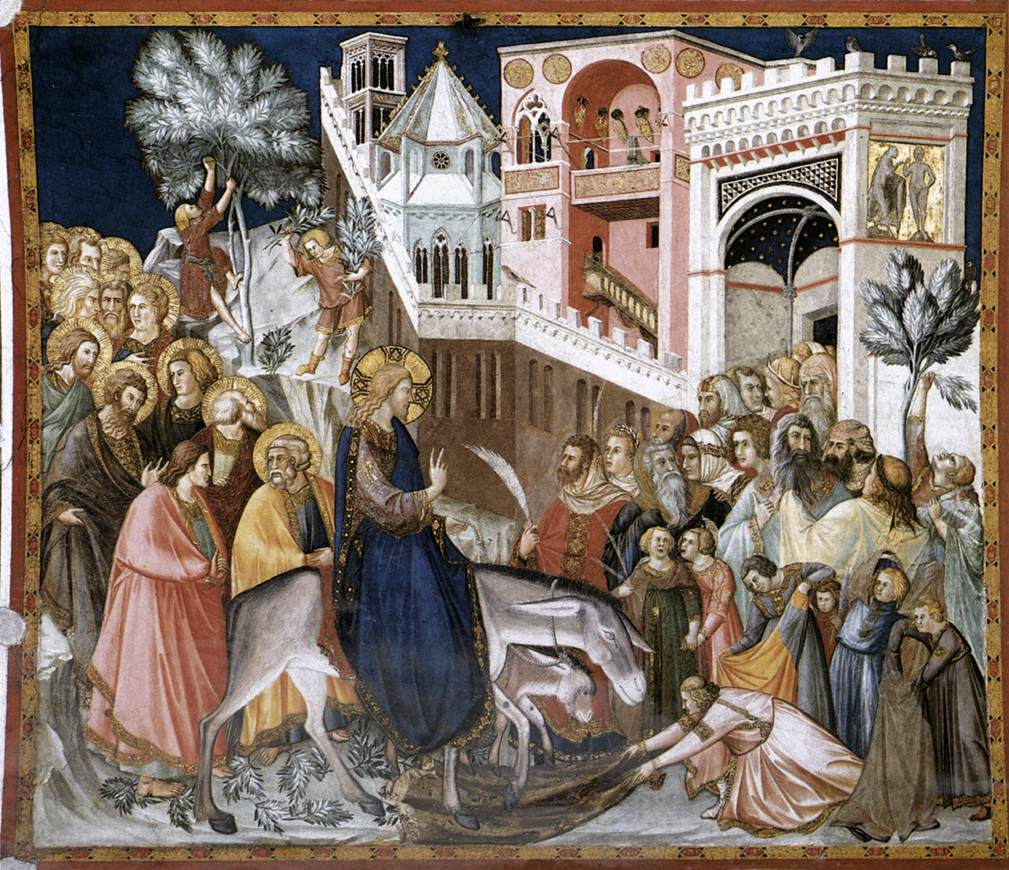
Pietro Lorenzetti : Arrivée du Christ à Jérusalem, Assise entre 1320 et 1330

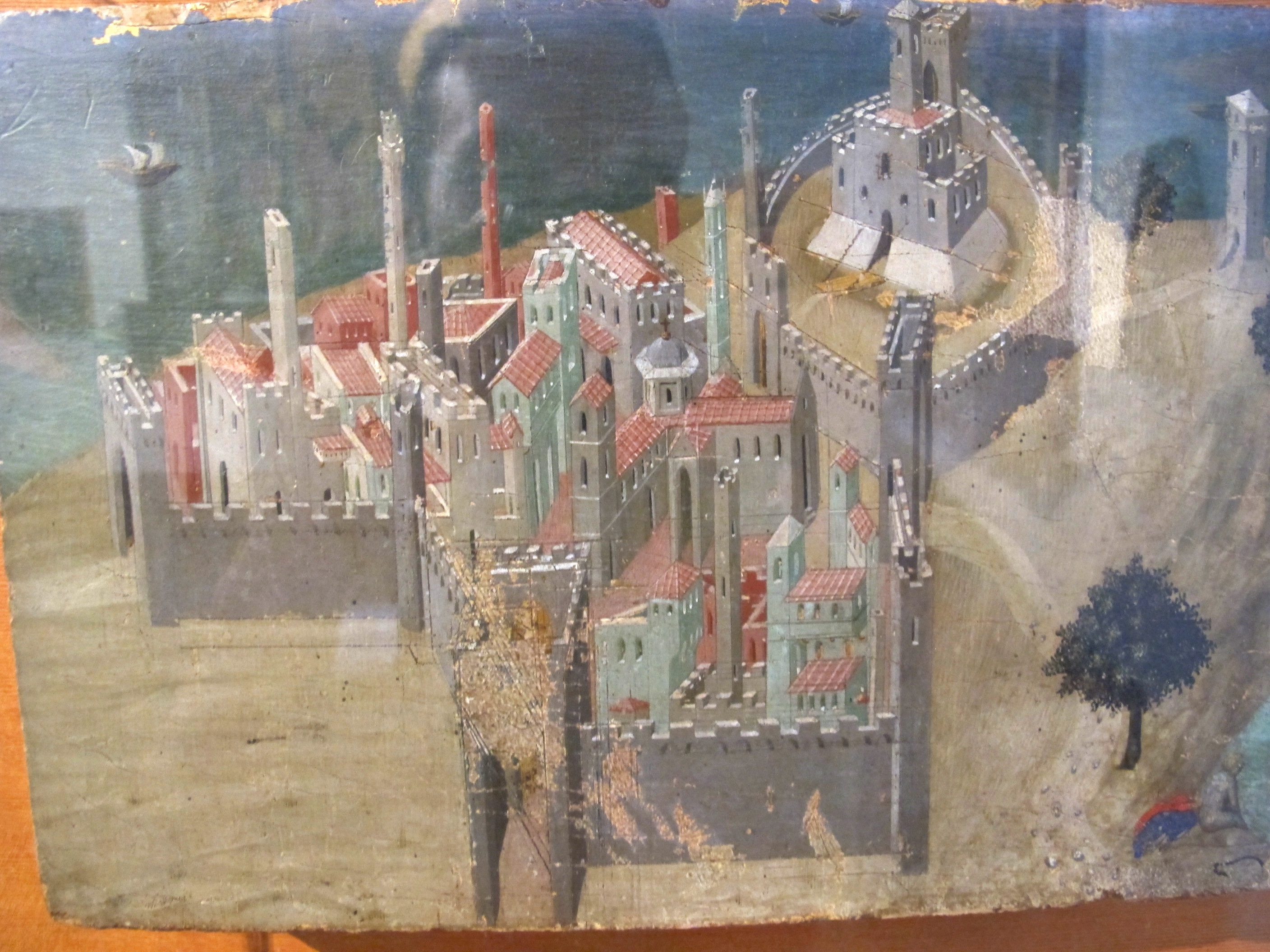
Ville au bord de la mer. Sassetta. Tempera / bois. H. 22,8 cm. P.N. Sienne
Début XVe siècle. Élément d'armoire. Premier « paysage pur » (?)

Les paysages sont le cadre des activités humaines, et le tableau cadre un espace reconnaissable qui se construit selon des codes plus réguliers. Les lieux pour être ainsi représentés sont puisés dans le quotidien : ainsi lorsque le Christ entre dans Jérusalem, chez Duccio, cela se traduit par une représentation de la ville de Sienne : Jésus entre dans Sienne. Les différents paysages apparaissent, comme le paysage naturel autour de Sienne. villes, campagnes, mais aussi déserts, montagnes, et Giotto qui peint la Vie de saint François d'Assise rappelle que sa sainteté s'inscrit dans les paysages de l'Ombrie avec ses détails, arbres, ruisseaux, ravins, villages sur les collines. La scène de la Nativité (à l'initiative de saint François qui invente la Crèche), se situe dans une vraie grotte adossée à des rochers, et les scènes de l'Adoration des bergers ou du cortège des mages s'accompagnent de détails qui nous éclairent aujourd'hui encore sur les us et coutumes de l'époque du peintre, habits, métiers, animaux exotiques présents dans le cortège.

### Représentations du pouvoir au sein du paysage: des programmes politiques
Quelques exemples témoignent de l'usage du paysage naturel et urbain dans la peinture des Primitifs italiens comme lieux où se manifeste l'exercice du pouvoir politique.

Ambrogio Lorenzetti. 1337-1340 : Effets du bon et du mauvais gouvernement. Palazzo Pubblico. Sienne. La fresque couvre trois murs dont deux longs.
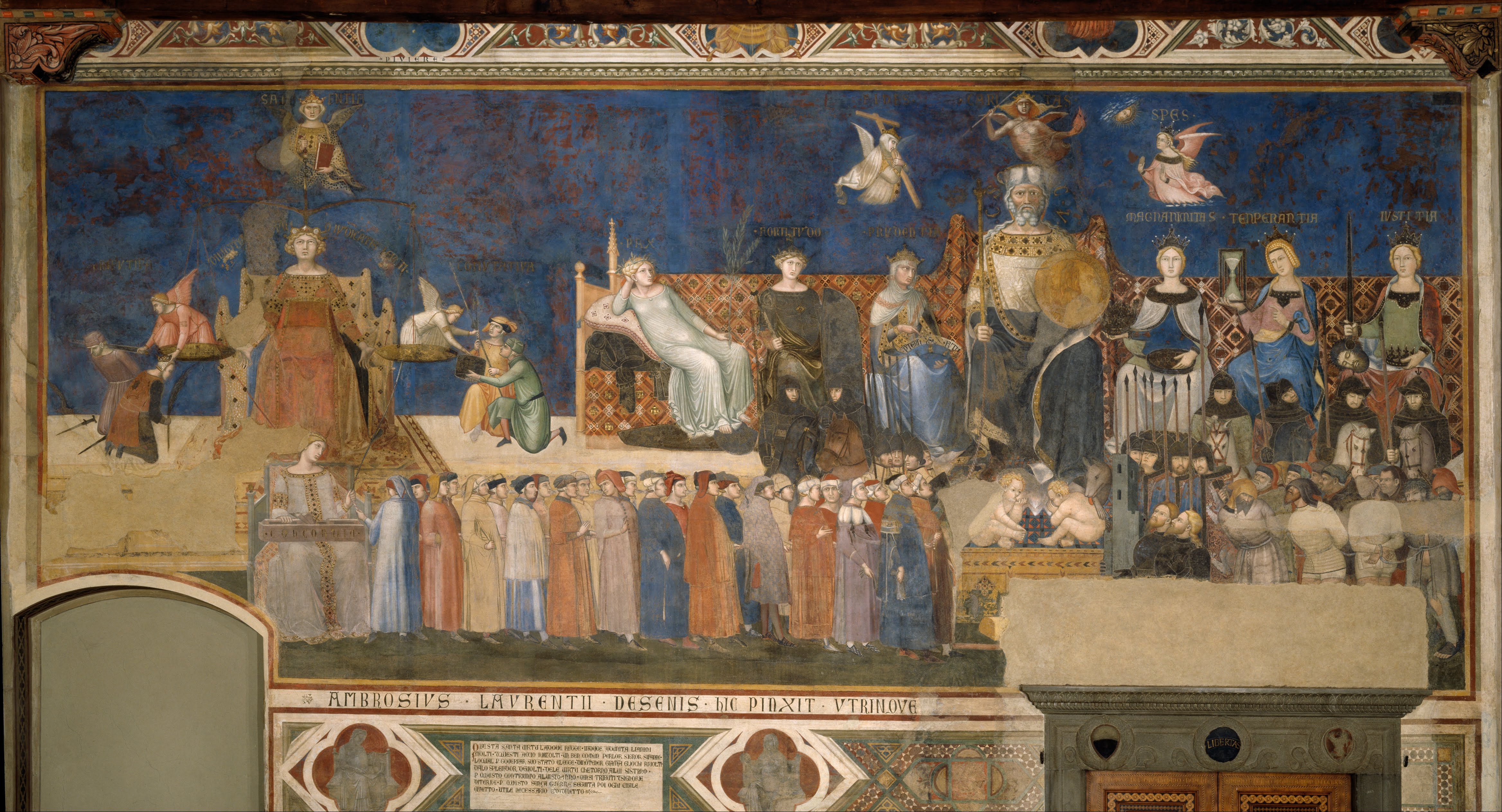
Ambrogio Lorenzetti : Allégorie du Bon Gouvernement. Fresque. 2,00 x 7,20 m.
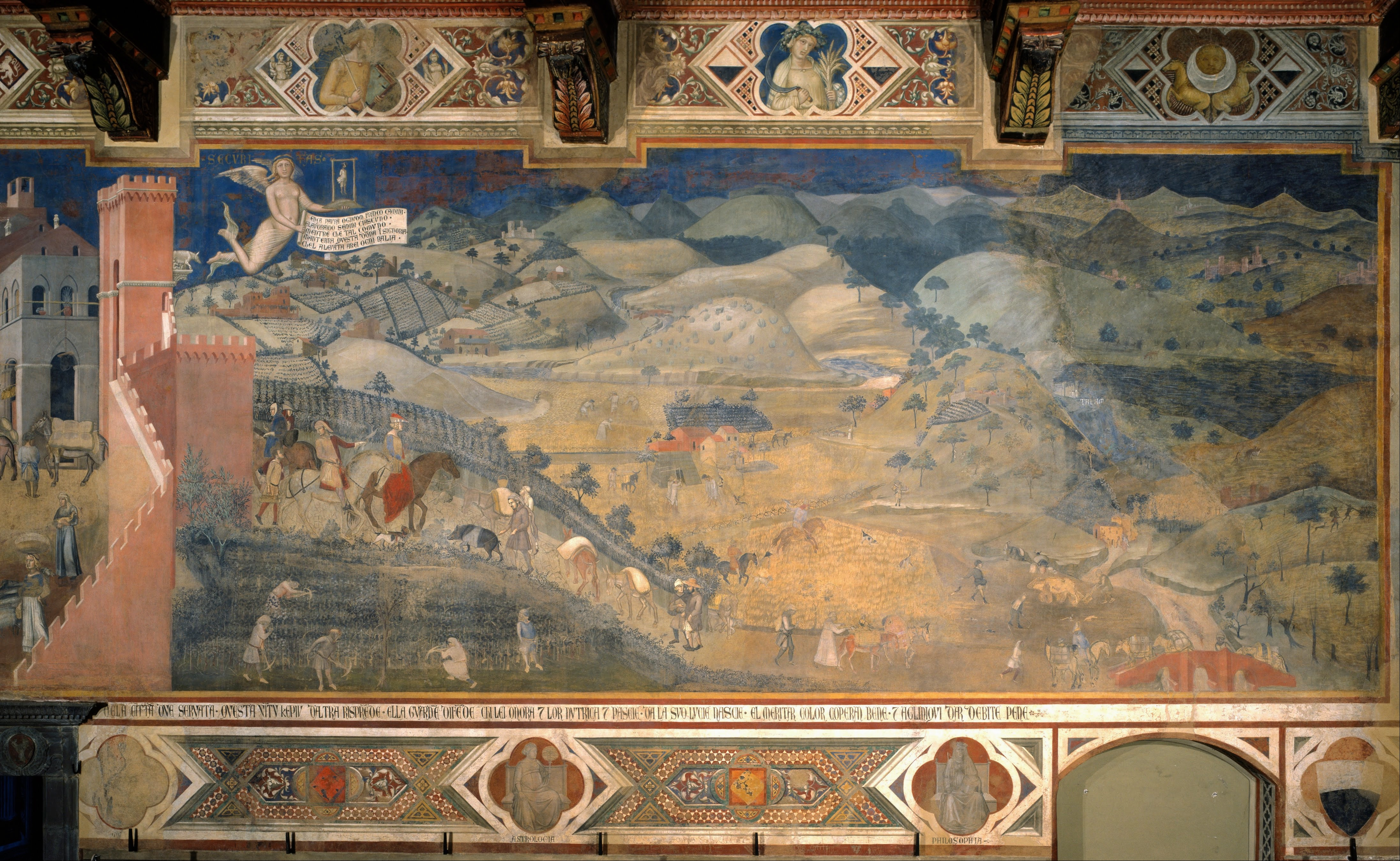
Ambrogio Lorenzetti: Effets du Bon Gouvernement sur la campagne, 2,00 x 7,20 (soit 14,40 m. avec les effets sur la ville)[101].

C'est pour la salle du Palais communal où se réunissaient les Neuf qui gouvernaient la ville de Sienne que ces fresques ont été commandées à Lorenzetti au début du XIVe siècle. Les fresques d’Ambrogio Lorenzetti sur les Effets du bon et du mauvais gouvernement, présentent des scènes allégoriques sur les vertus du pouvoir. Elles donnent aussi l'occasion d'un paysage campagnard imaginaire et urbain : la ville de Sienne s'y trouve recomposée au moyen de six points de vue, au moins - avec un luxe de détails jamais rassemblés à ce point - mais sans respecter strictement l'architecture des monuments biens connus. Quant aux figures allégoriques elles sont clairement identifiables par leurs titres (tituli) : Pax (la Paix), Fortitudo (le Courage).... L'allégorie rassemble une représentation fabriquée de la ville et d'une campagne siennoise reconstituée, le tout avec des figures allégoriques placées sous l'inspiration des trois vertus théologales: la Foi, la Charité et l'Espérance, mais aussi la Sagesse qui inspire la Justice, isolée à gauche. L'ensemble devait ainsi tenir un discours de persuasion destiné au Neufs et aux Neufs seuls. Pendant le conseil, ceux-ci siégeaient vraisemblablement sous la fresque du mur nord, c’est-à-dire sous le Bon gouvernement comme l’atteste la légende inscrite dessous qui les invite à ne « […] jamais détourner leur regard des visages rayonnant des vertus. »,.

Andrea Mantegna. Entre 1465 et 1474 : Chambre des Époux. Palais ducal, Mantoue. Les autres parois sont décorées de tentures feintes.
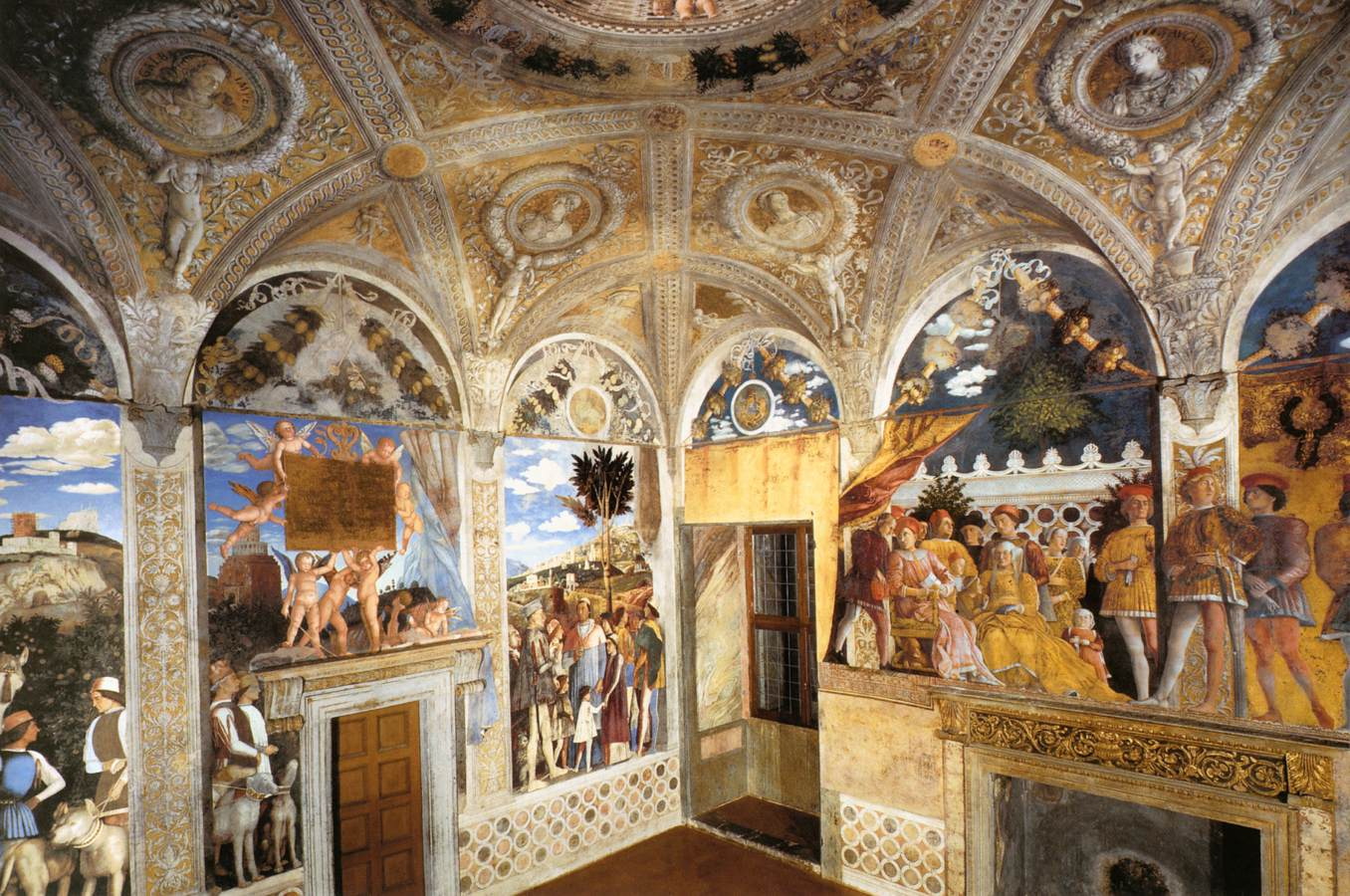
Mantegna. Mantoue, Palais ducal : La Chambre des Époux. Murs ouest et nord.
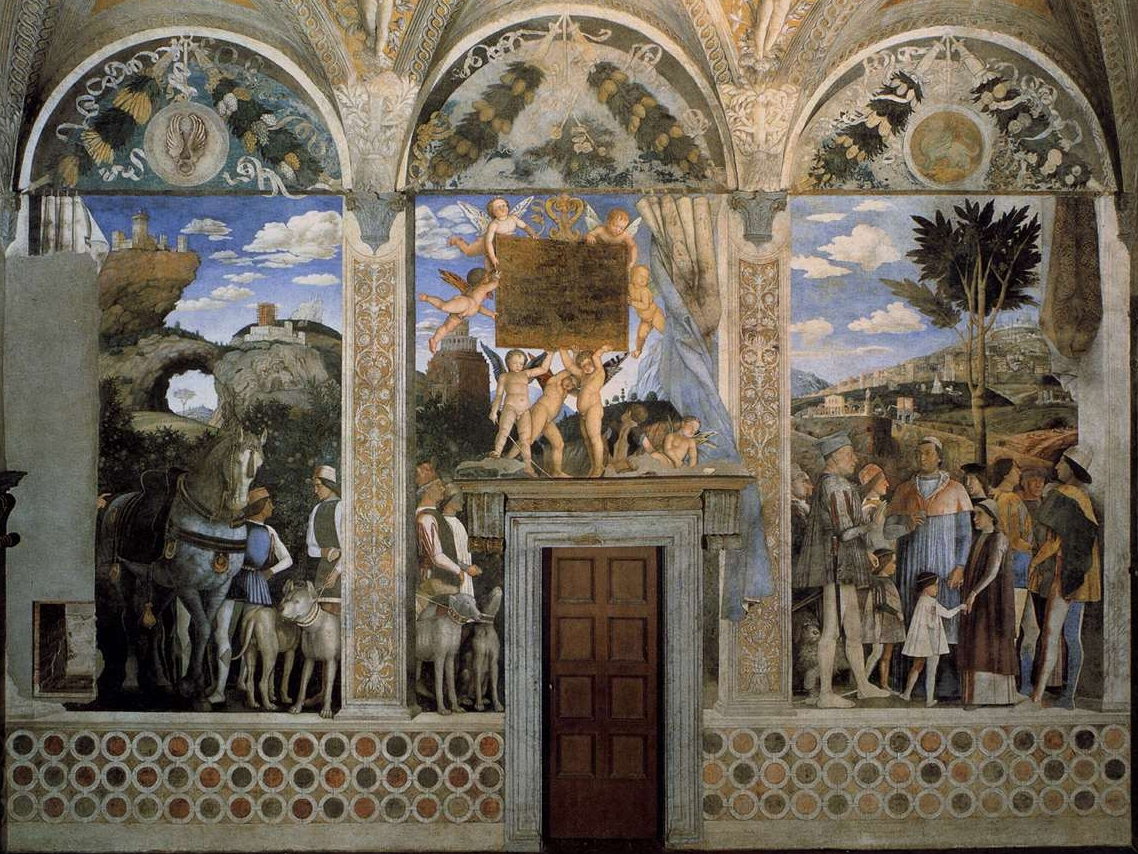
Paroi ouest. La Rencontre
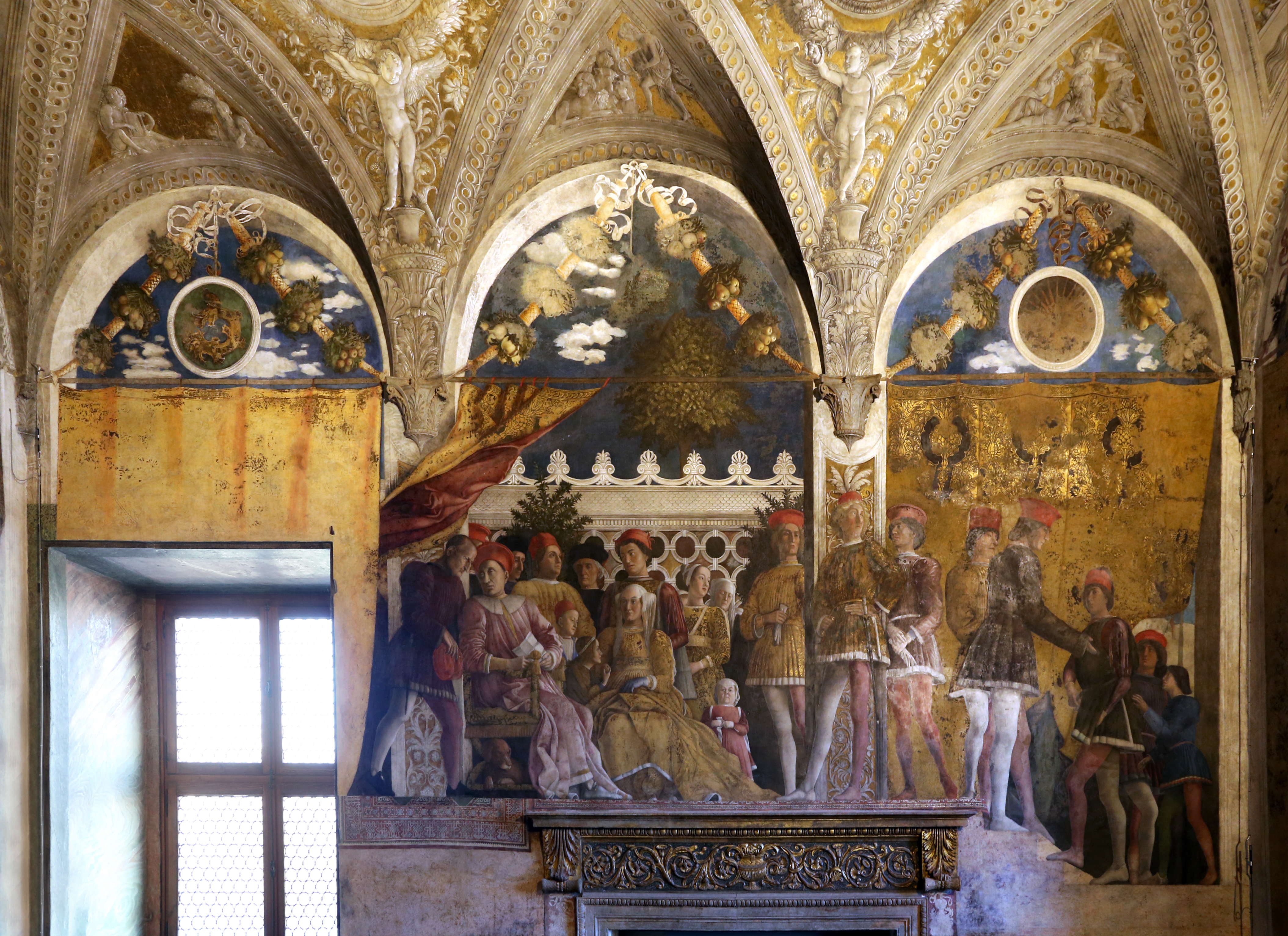
Paroi nord. La Cour

À la fin du XVe siècle, le programme de ces grands ensembles de peintures figuratives fait, alors, l'objet d'une réflexion très détaillée, et dans le cas de Mantegna à la cour de Mantoue cela peut aller très loin, comme a pu le montrer Daniel Arasse. La Chambre des Époux (1465-1474), au Palais ducal de Mantoue, est décorée à la gloire du Marquis Ludovico II Gonzaga (1412-1478) et de son épouse, Barbara de Brandebourg (1422-1481). Il s'agit d'une vaste pièce voûtée, cubique d'environ huit mètres de côté. Elle est couverte de fresques et de reliefs peints. Au plafond, un oculus en trompe-l'œil est occupé par 5 jeunes femmes qui observent, et 9 putti (dont une petite main qui pointe une baguette), tous placés en des points calculés. Les deux scènes principales représentent deux évènements survenus le même jour, le 1er janvier 1462. Sur la paroi ouest, le paysage donne l'occasion de voir plusieurs travaux commandés par le Marquis : une plantation d'orangers et l'édification d'une forteresse. Puis, sur la paroi voisine, le Marquis fait La Rencontre - dans un paysage antique reconstitué - de ses fils, Federico (1441-1484), son héritier, et Francesco, cardinal, qui revenaient de Milan où ils étaient allés remercier Francesco Sforza du rôle qu'il avait joué dans la nomination de Francesco au titre de cardinal. « La Cour s'inspire de la réception à Mantoue de la lettre par laquelle la duchesse Bianca Maria Visconti appelle le marquis Ludovico II Gonzaga [père du commanditaire] à se rendre le plus rapidement possible à Milan afin de "donner un ordre qui sera nécessaire à la conservation de cet État" mis en péril par la maladie de Francesco Sforza » [chef de guerre, devenu duc de Milan]. Le peintre, érudit et lecteur de textes antiques, aurait fait allusion à un texte de Pline le Jeune, le Panégyrique de Trajan, où le Marquis est ainsi le représentant moderne de l'empereur Trajan, vu comme le prince juste qu'il aurait été dans l'Antiquité - le "bon gouvernement" du Marquis est constaté de l'extérieur, par les observatrices, depuis l'oculus. Les putti portent des attributs (baguette, pomme et couronne de feuilles) qui représentent, comme pour jouer, les attributs du pouvoir royal ou impérial (sceptre, globe et couronne). Un programme politique, donc, en accord avec la pratique du pouvoir tel que l'exerce le marquis de Mantoue. Cet ensemble est un des premiers depuis l'Antiquité consacrés à la gloire du Prince. Notons aussi que cet ensemble est signé de l'auteur qui a glissé son portrait au sein du décor, des pratiques nouvelles au XVe siècle.

### Architectures complexes

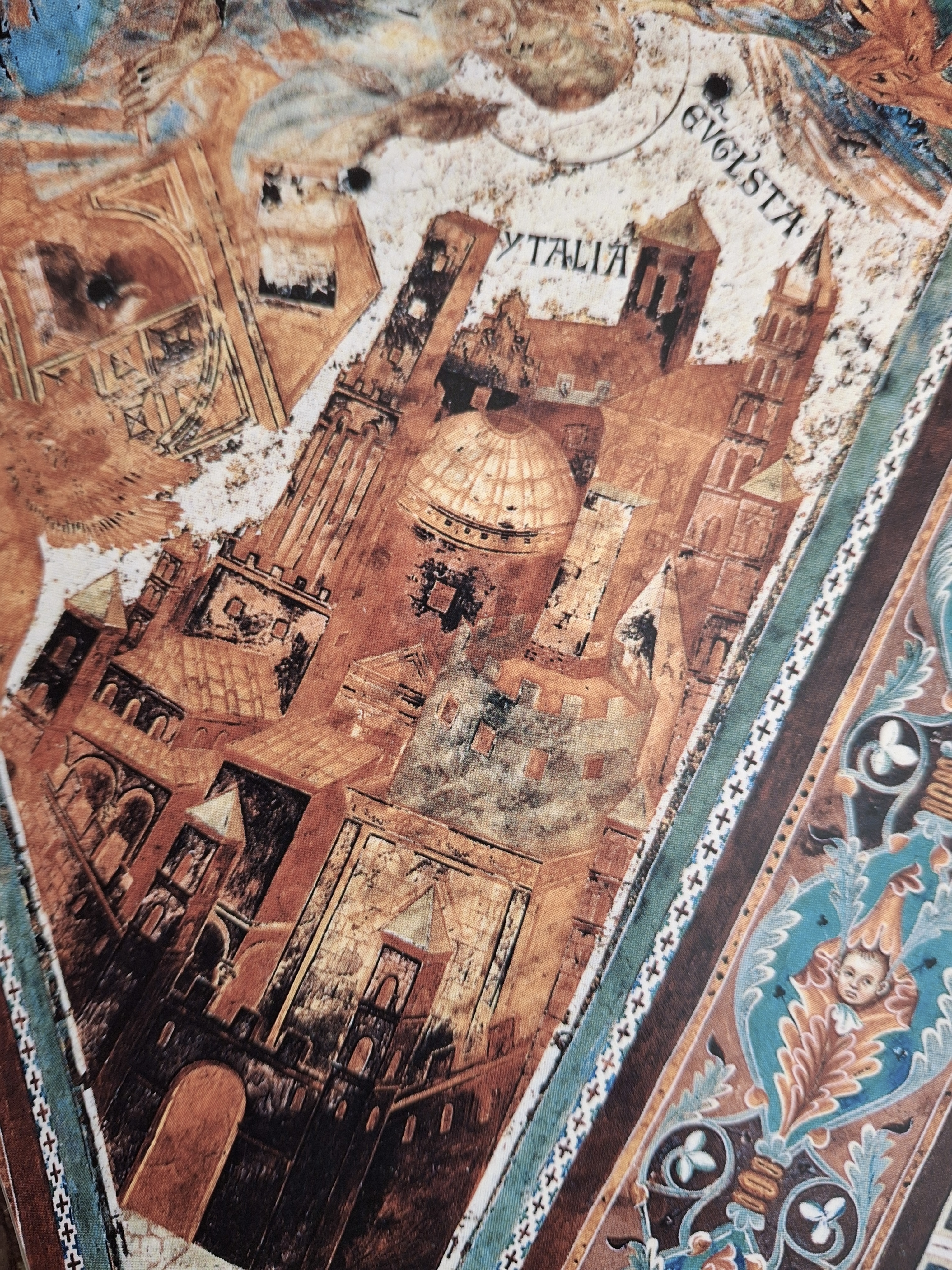
Cimabue. Rome. Voûte des quatre évangélistes. Fresque, fin des années 1280. Église supérieure de la basilique Saint-François d'Assise.

L'Antiquité, les Byzantins, le Moyen Âge utilisaient diverses solutions proches de la perspective cavalière, cet usage se poursuit jusqu'en plein XVe siècle ; c'est un code pratique. Aux premiers temps de cette période, vers 1280, Cimabue innove. Il est le premier à représenter Rome comme un bouquet de monuments reconnaissables. Quasiment tous les édifices représentés ont pu être identifiés : le Panthéon, au centre, la Tour des Milices, le Château Saint-Ange, une des deux pyramides de la ville d'alors. On distingue aussi le Capitole, résidence du sénateur, chef du gouvernement de Rome : le bâtiment est identifiable par les lettres SPQR ( devise en latin, qui signifie « Le Sénat et le peuple romain : emblème de la République romaine, puis par tradition de l'Empire romain) et le blason des Orsini, dont l'un des membres était le pape d'alors : Nicolas III (1277-1280). Puis en haut et à droite on distingue une église au fronton décoré : il faut y voir la partie centrale du décor de l’ancienne basilique Saint Pierre. Cimabue permet d'identifier les monuments connus des pèlerins, et regroupés à l'intérieur d'une muraille-type.

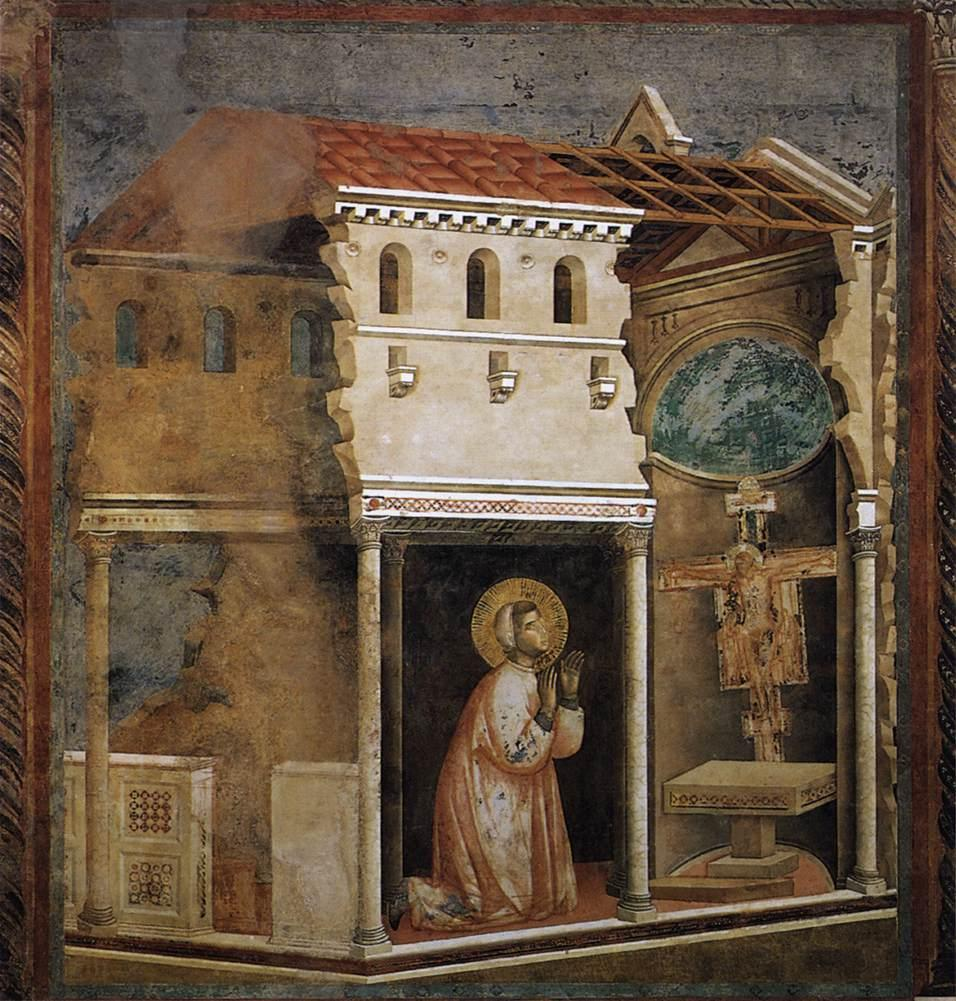
Attribué à Giotto : Le Miracle du Crucifix, Assise entre 1297 et 1299. H. 2,70 m.

À la génération suivante déjà, la représentation des paysages, de leurs éléments naturels et des personnages dans leurs poses convenues par les textes est simple. Mais la représentation crédible et cohérente des édifices se heurte parfois à une complexité architecturale de cet espace. Seul Giotto y parvient réellement, bien qu'il n'utilise qu'une perspective empirique (fresques d'Assise) en évoquant un monument que les habitants d'Assise connaissent : la chapelle Saint-Damien d'Assise. Il utilise même, pour cela, une sorte de vue éclatée de la chapelle qui semble détruite, pour appuyer le propos de la révélation de François, transposant au propre le figuré de l'impératif divin (reconstruire l'Église).
À la fin du XVe siècle, la représentation de l'architecture dans la fresque fait l'objet d'expérimentations : souvent les peintures sont placées haut et il et ne pas faudrait pas percevoir des distorsions inacceptables. Le problème de la vue en contre-plongée dans la Chapelle Portinari, à Milan, exige alors du peintre lombard Vincenzo Foppa une maîtrise totale de la perspective « florentine ». Foppa offrait, dans cet édifice commandé par le représentant de la banque Médicis à Milan, un modèle de modernité associant culture et prospérité, qui étaient indissociables, ici, d'enjeux idéologiques autant que politiques.
Avec les Primitifs italiens on sera donc passé de la simple représentation en perspective empirique d'un seul bâtiment à la totalité d'une ville, avec ses palais, maisons, remparts, mais aussi, à la fin de cette période, avec un sol, carrelé servant de mesure à l'intérieur et souvent à l'extérieur, pour bien souligner l'exactitude de la perspective construite. Antonello da Messina, en 1475, parvient aussi à l'aide de l'huile à rendre les matières et un luxe de détails, avec le même soin méticuleux que les Primitifs flamands, ses maîtres. Il soumet les ombres au même principe dans la restitution exacte des éclairages dans la profondeur de l'espace, tandis que les dégradés des teintes entre ombre et lumière restituent parfaitement l'unité du lieu, où il place Saint Jérôme, le père des humanistes.

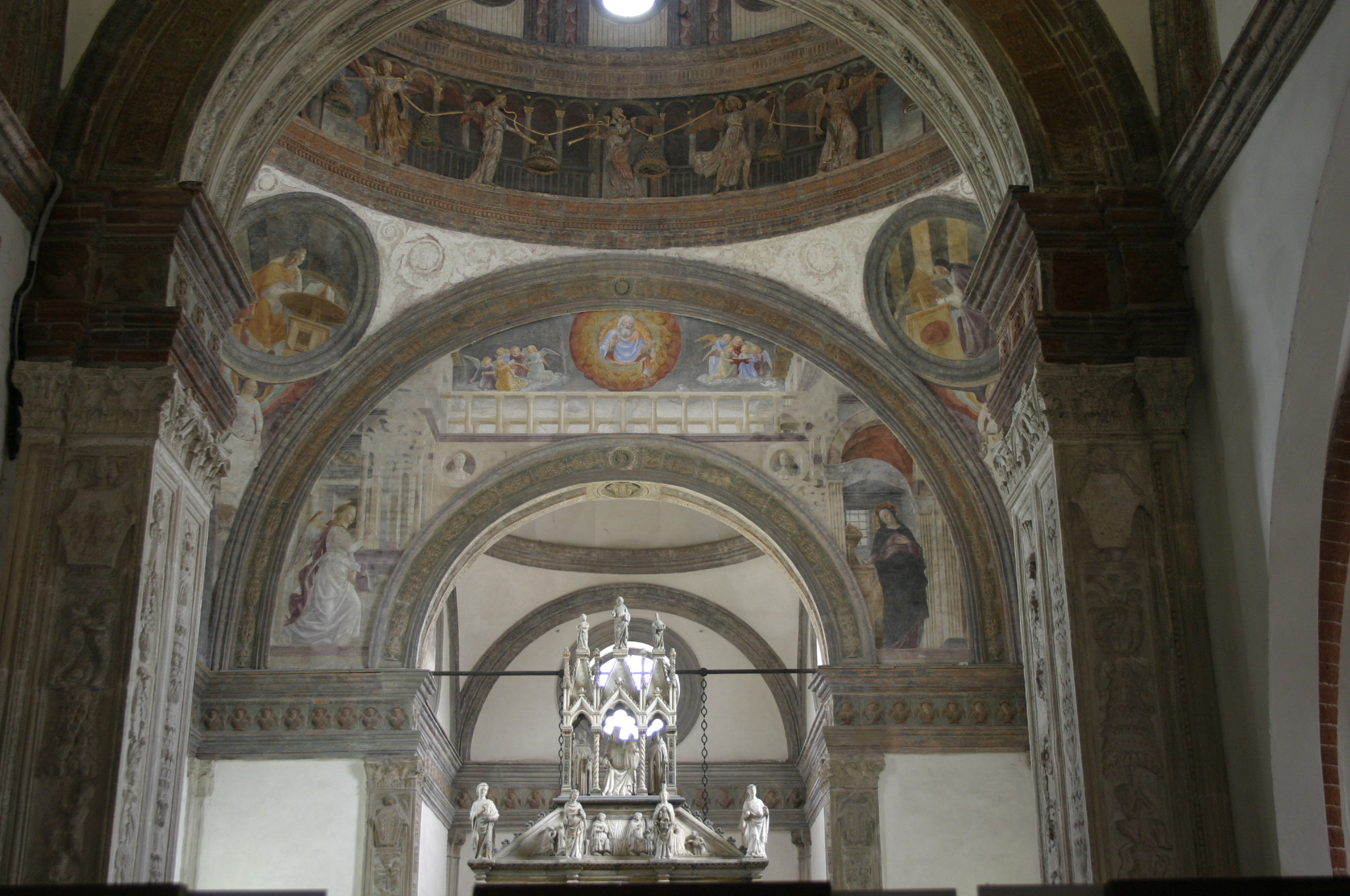
Contre-plongée, placée en hauteur. Vincenzo Foppa. L'Annonciation. Chapelle Portinari (Pigello Portinari (1421-1468). 1464-68. Sant'Eustrogio. Milan
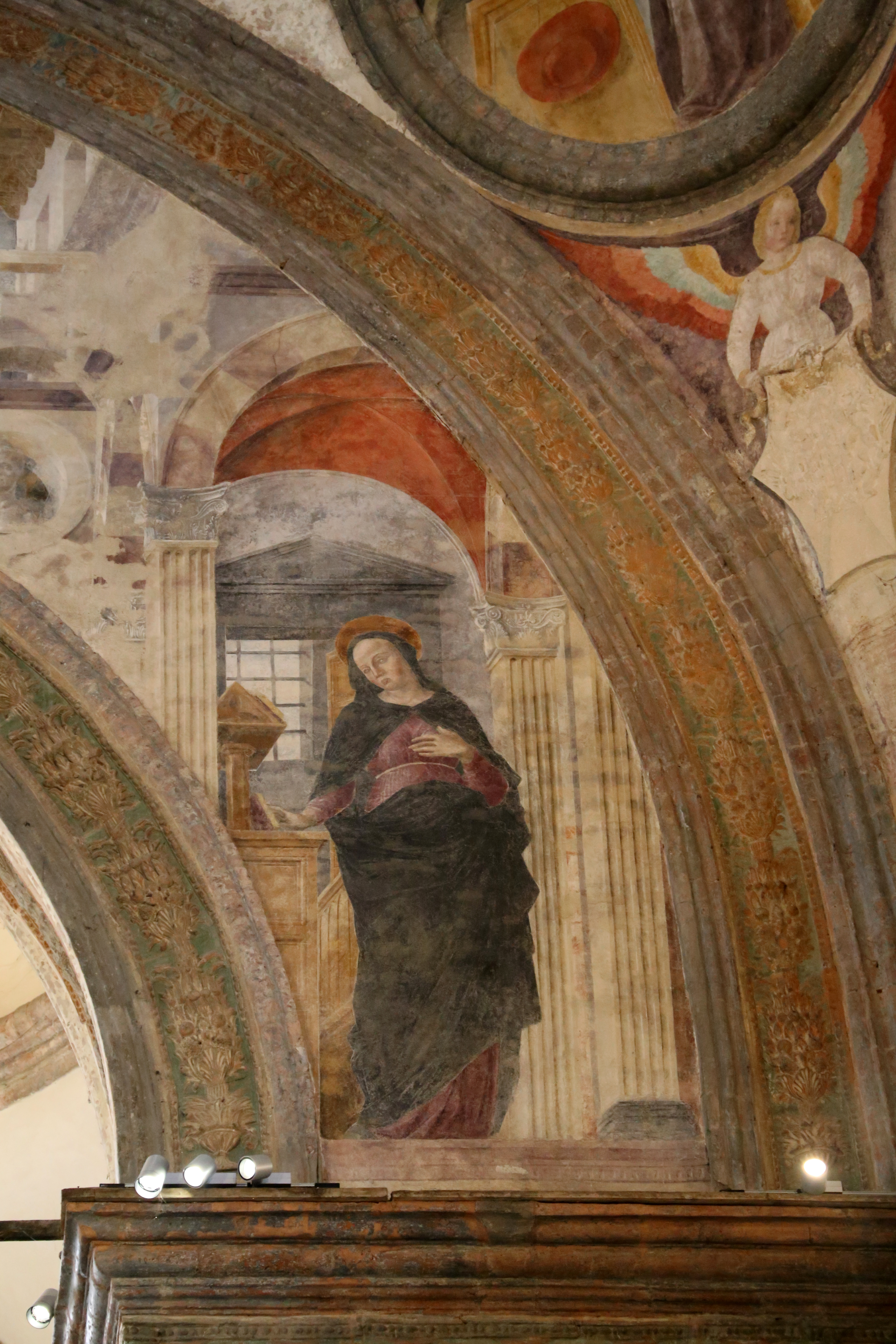
Idem
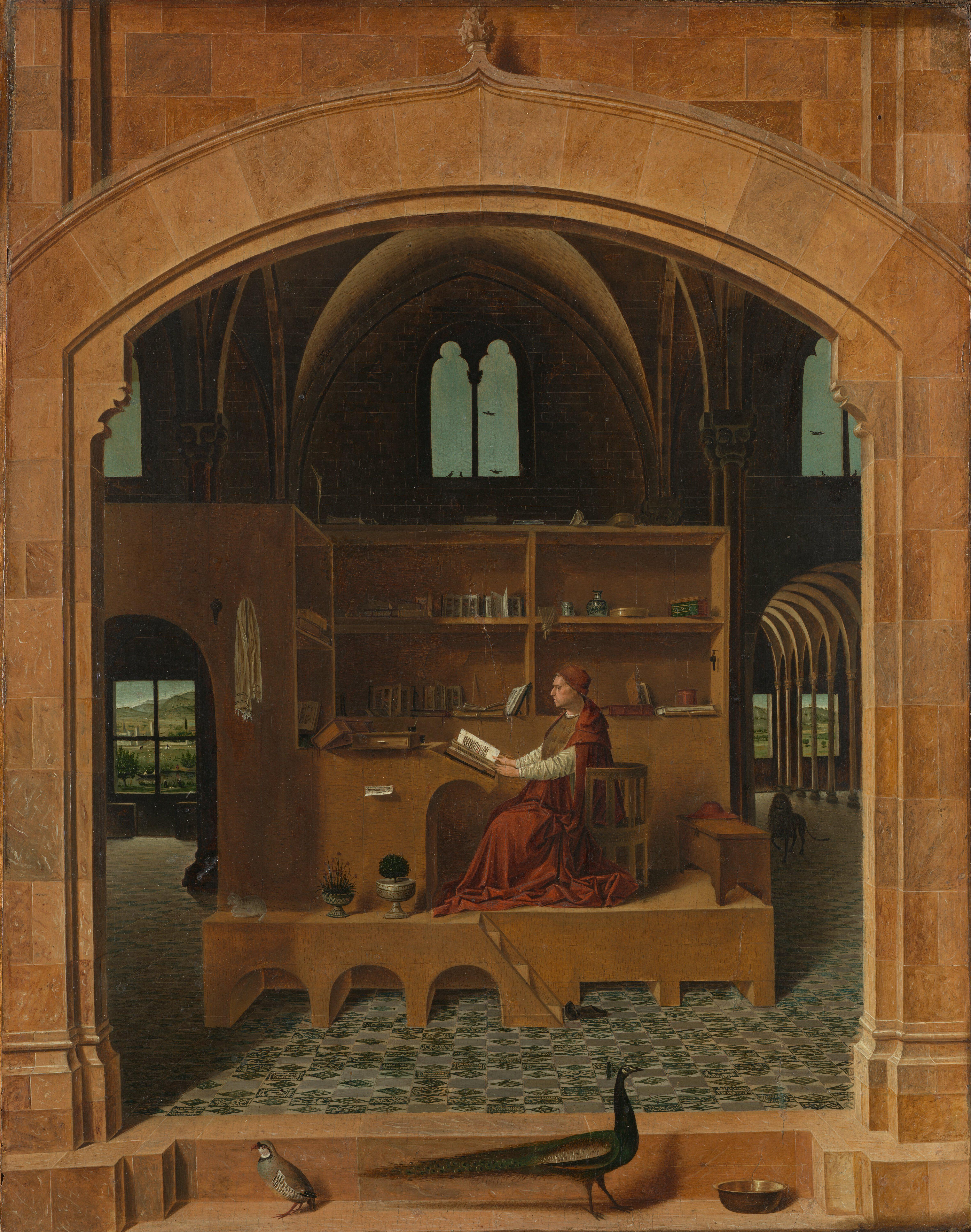
Antonello da Messina. Saint Jérôme dans son étude. 1474/1475. Huile sur bois, 45,7 × 36,2 cm. National Gallery
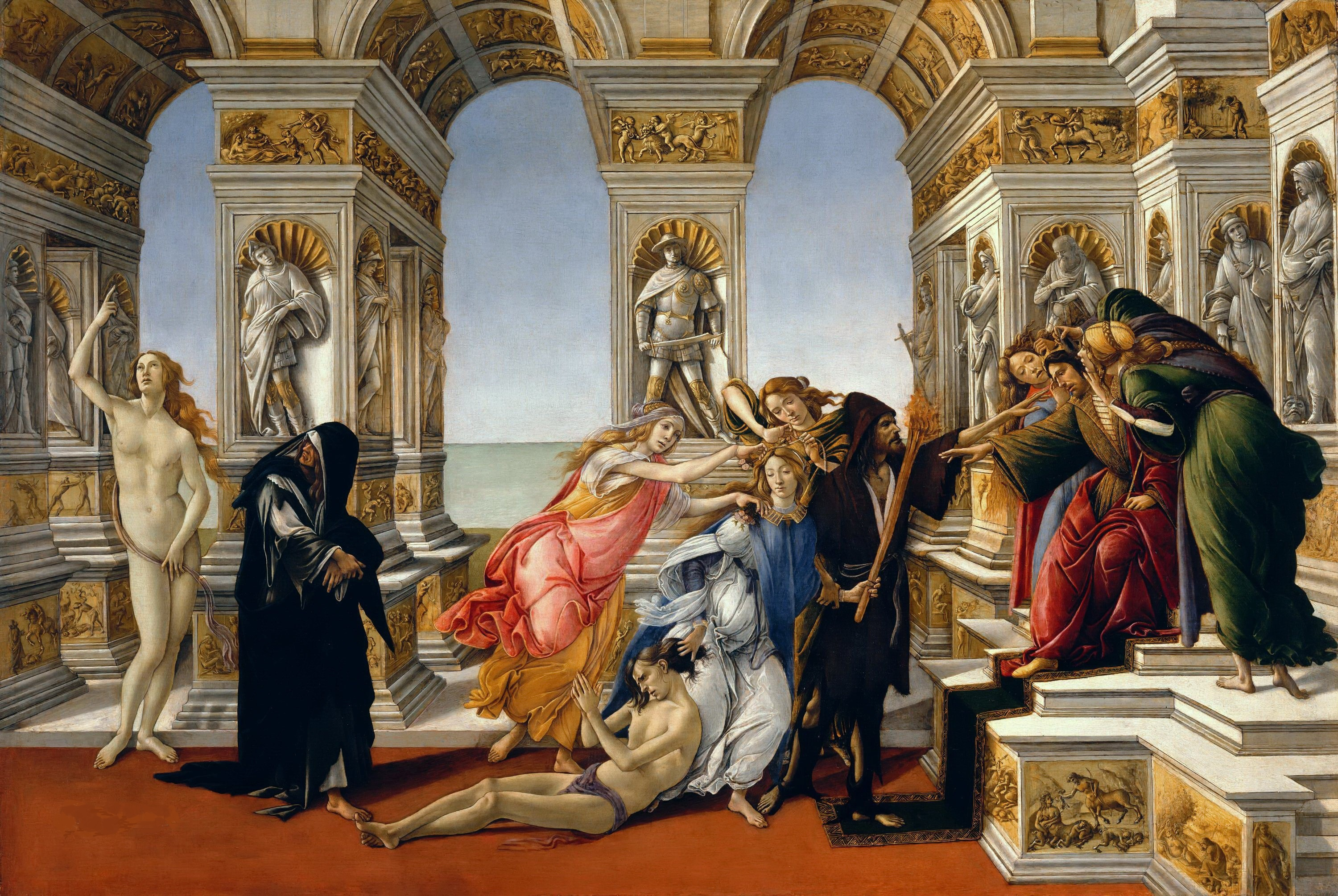
Sandro Botticelli. La calomnie d'Apelle, 1494. Tempera sur bois, 62 x 81 cm. Galerie des Offices. Florence

## Une période historique problématique
La Renaissance ne fut pas une période de grands changements sociaux ou économiques, mais seulement une période de développement culturel et idéologique. Elle ne toucha qu'une petite fraction de la population, ce qui a conduit de nombreux historiens, notamment ceux qui adhèrent au matérialisme historique, à réduire l'importance de la Renaissance dans l'histoire de l'humanité. Ces historiens ont plutôt tendance à penser en termes d'« Europe moderne ». Roger Osborne soutient que « la Renaissance est un concept difficile pour les historiens car l'histoire de l'Europe se transforme tout à coup en une histoire de la peinture, de la sculpture et de l'architecture italiennes ».

## Primitifs italiens: liste non exhaustive
Par ordre chronologique de naissance : Cimabue v.1220-1302 ; Duccio v.1260-v.1318 ; Giotto v.1266-1337 ; Simone Martini 1284-1344 ; Maso di Banco actif v.1335–1350 ; Lippo Memmi 1291 - 1356 ; Bernardo Daddi v. 1290-1348 ; Pietro Lorenzetti 1280-1348 et Ambrogio Lorenzetti v. 1290-1348 ; Paolo Veneziano v.1290-1358/1362 ; Taddeo Gaddi v.1300-1366 ; Giusto de Menabuoi 1330-1387/91 ; Bartolo di Fredi 1330-1410 ; Agnolo Gaddi 1350-1396 ; Lorenzo Monaco 1370-1424 ; Gentile da Fabriano v.1370-1427 ; Jacobello del Fiore v.1370-v.1439 ; Masolino da Panicale 1383-v.1447 ; Sassetta 1392-1450 ; Francesco Squarcione 1394/97-1468/74 ; Paolo Uccello 1397-1475 ; Jacopo Bellini 1400-1470 ; Domenico di Bartolo v.1400/1404-v.1445/1447 ; Masaccio 1401-1428 ; Fra Angelico 1387/1395-1455 ; Domenico Veneziano v.1400-1461 ; Fra Filippo Lippi 1406-1469 ; Piero della Francesca 1412/1420-1492 ; Cosmè Tura 1420/30-1495 ; Andrea del Castagno 1421-1457 ; Giovanni Bellini 1425/1433-1516 ; Vincenzo Foppa 1425/30-1515/16 ; Antonio Pollaiuolo 1429-1498 ; Gentile Bellini 1429-1507 ; Desiderio da Settignano v.1430-1464 ; Antonello de Messine 1430-1479 ; Carlo Crivelli (peintre) 1430/35-1494/95 ; Andrea Mantegna v.1431-1506 ; Marco Zoppo 1433-1478 ; Andrea del Verrocchio 1435-1488 ; Francesco del Cossa 1436-1477/1478 ; Francesco di Giorgio Martini 1439-1501 ; Sandro Botticelli 1445-1510 ; Pietro Perugino 1448-1523 ; Leonard de Vinci 1452-1519 ; Filippino Lippi 1457-1504
Plusieurs peintres d'entre eux, dont Giovanni Bellini, Andrea Mantegna, Pietro Perugino et Leonard de Vinci sont aussi des artistes majeurs de la Haute Renaissance. Leurs toute premières œuvres appartiennent néanmoins à la Première Renaissance et à ce titre ils sont considérés comme primitifs italiens.

## Postérité

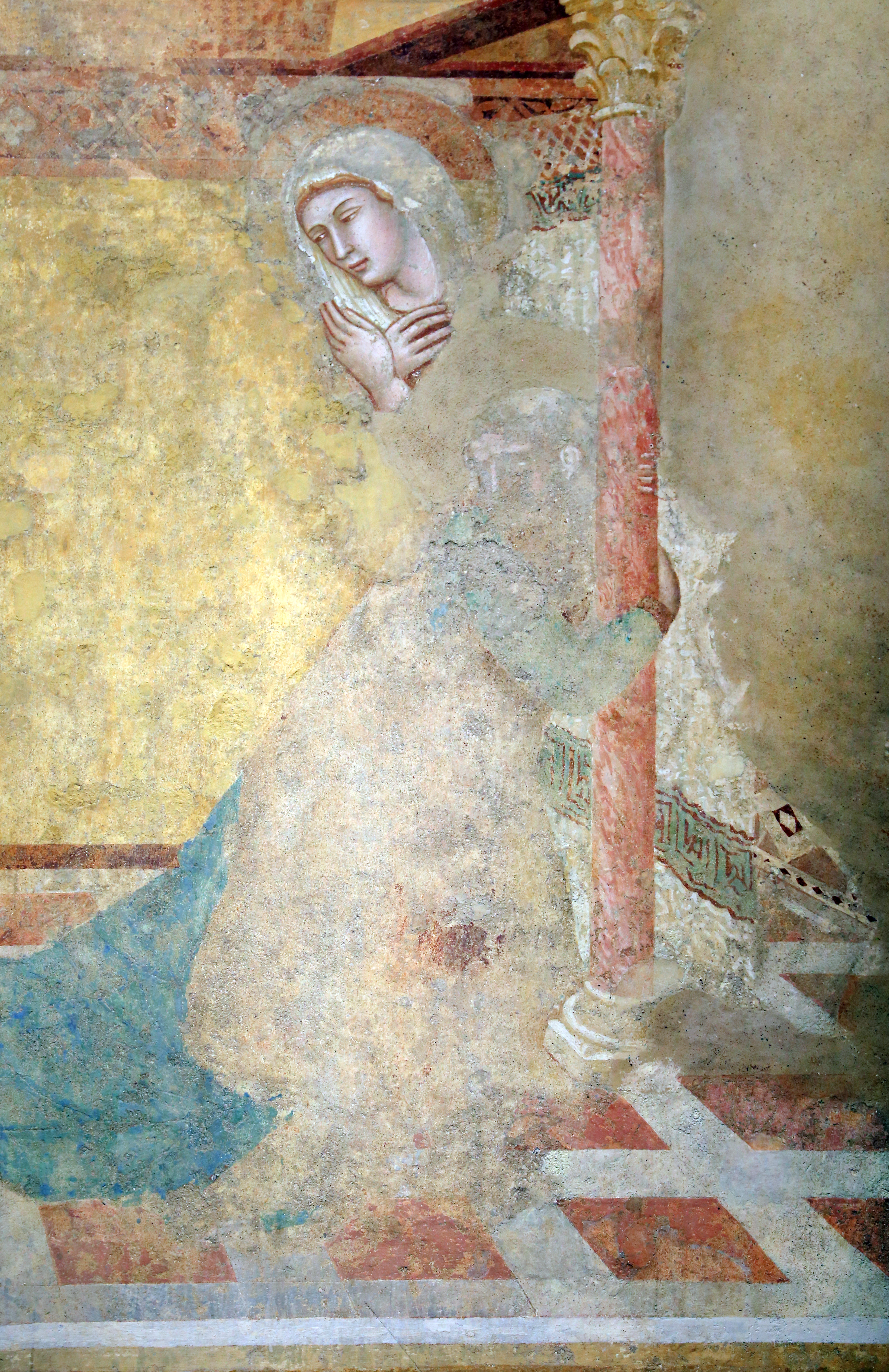
L'Annonciation
Ambrogio Lorenzetti
Fresque partiellement conservée
Ermitage de Montesiepi
Vers 1334-36

Le goût pour l'art primitif italien s'est tari jusqu'au XVIIIe siècle. Sa redécouverte, progressive, a accompagné les mutations qui ont suivi, dans le champ artistique. En France, Seroux d'Agincourt achève en 1789 une Histoire de l'art dont la partie consacrée à l'art médiéval suscite un renouveau d'intérêt sur cette période. En 1809, Napoléon supprime les congrégations religieuses italiennes, permettant ainsi la dispersion de très nombreuses œuvres et la constitution de collections privées. Le cardinal Joseph Fesch amasse ainsi nombre de primitifs, mais pas exclusivement. Artaud de Montor en fait, lui, une collection spécialisée qu'il fait découvrir aux artistes de son temps, dont Ingres. En Angleterre le mouvement des Préraphaélites se constitue en 1848 par réaction au conformisme académique classique ou néo-classique : il trouve ses modèles avant Raphaël : précisément, il s'agit des Primitifs italiens, dont le concept apparaît à ce moment.
De nombreuses collections privées se sont ainsi constituées dès le XVIIIe siècle qui comportent des peintures de primitifs italiens. Parmi les plus célèbres : en Allemagne par Bernhard von Lindenau (1779-1864), ce qui constitue aujourd'hui la collection d'Altenbourg ; en France la partie de la collection constituée par Nélie Jacquemart à partir des années 1880, actuellement au Musée Jacquemart-André ; aux États Unis, The Frick Collection de New York, fondée par Henry Clay Frick (1849-1919), dont la fille Helen Clay Frick (en) (1888–1984) se passionnait pour les Primitifs italiens, tout particulièrement dans les années 1920 et 1930.
Un immense travail, depuis la fin du XVIIIe siècle, est réalisé par les historiens et historiennes de l'art pour rechercher ou/et découvrir les peintures, dispersées depuis leur création, souvent très dégradées, identifier les peintres - longtemps très mal connus pour les plus anciens - et avec les restauratrices et restaurateurs retrouver un aspect satisfaisant, avec les moyens disponibles, pour les peintures sur panneaux et les fresques qui ont vécu jusqu'à nous ; et, enfin, les présenter au public, publier les recherches comme à l'occasion de l'exposition Cimabue de 2025 au Louvre - « Aux origines de la peinture moderne en Occident » - après la découverte et la restauration d'un panneau de polyptique et la restauration de la grande Maestà de Pise, conservée au Louvre.
En 2024 il est possible d'avoir accès au Répertoire des tableaux italiens dans les collections publiques françaises (XIIIe-XIXe siècles), le RETIF, en ligne.